# إسطنبول
إِسْطَنْبُول أو إِسْتَانْبُول (بالتركية الحديثة: İstanbul؛ وبالتركية العثمانية: استانبول)، والمعروفة تاريخيًّا باسم بِيزَنْطة والقُسْطَنْطِيْنِيَّة والأَسِتانة وإِسْلامْبُول؛ وهي أكبر مدينة في تركيا، ومركز اقتصادي وثقافي وتاريخي للبلاد. تمتد المدينة على مضيق البوسفور، وتقع في كل من أوربا وآسيا، ويبلغ عدد سكانها أكثر من 15 مليون نسمة، يشكلون 19٪ من سكان تركيا. إسطنبول هي المدينة الأوربية الأكثر اكتظاظًا بالسكان، والمدينة الخامسة عشرة في العالم. تُعد إسطنبول مدينة كبرى، تشمل مساحة المدينة 39 مقاطعة تُشكل محافظة إسطنبول. تطوق إسطنبول المرفأ الطبيعي المعروف باسم ”القرن الذهبي“ (بالتركية: Haliç أو Altın Boynuz) الواقع في شمال غربي البلاد، المعروفة قديمًا باسم ”تراقيا“.
أسس المدينة باسم بيزنطة في القرن السابع قبل الميلاد المستوطنون اليونانيون من ميغارا. في عام 330، جعلها الإمبراطور الروماني قسطنطين الكبير عاصمة للإمبراطورية، وأعاد تسميتها أولًا إلى روما الجديدة (نوفا روما)، ثم القُسطنطينية من بعده. نمت المدينة من حيث الحجم والنفوذ، وأصبحت في نهاية المطاف منارةً لطريق الحرير وواحدة من أهمِّ المدن في التاريخ.
كانت هذه المدينة عاصمةً لعدد من الدول والإمبراطوريات عبر تاريخها الطويل، فكانت عاصمةً للإمبراطورية الرومانية (330- 395)، الإمبراطورية البيزنطية (منذ عام 395 حتى 1204 ثم من سنة 1261 حتى 1453)، الإمبراطورية اللاتينية (1204- 1261)، والدولة العثمانية (1453- 1922). وفي معظم هذه المراحل، أحيطت المدينة بهالة من القداسة، إذ كان لها أهمية دينية كبيرة عند سكَّانها وسكَّان الدول المجاورة، فكانت مدينة مهمَّة للمسيحيين بعد أن اعتنقت الإمبراطورية البيزنطية الدين المسيحي، قبل أن تتحوَّل لتصبح عاصمة الخلافة الإسلامية من عام 1517 حتى انحلال الدولة العثمانية عام 1924.
في عام 1923، بعد حرب الاستقلال التركية، حلَّت أنقرة محلَّ المدينة عاصمةً لجمهورية تركيا الحديثة. في عام 1930، غُيّر اسم المدينة رسميًّا إلى إسطنبول، وهو التقديم التركي للمتحدثين باللغة اليونانية المستخدمة منذ القرن الحادي عشر للإشارة بالعامية إلى المدينة.
اختِيرت إسطنبول عاصمةً مشتركة للثقافة الأوربية عام 2010، وأضيفت معالمها التاريخية سابقًا في عام 1985، إلى قائمة مواقع التراث العالمي التابعة لليونسكو. جاء أكثر من 13.4 مليون زائر أجنبي إلى إسطنبول في عام 2018، بعد ثماني سنوات من تسميتها عاصمة الثقافة الأوربية، مما يجعلها ثامنَ أكثر المدن زيارةً في العالم.

## التسمية

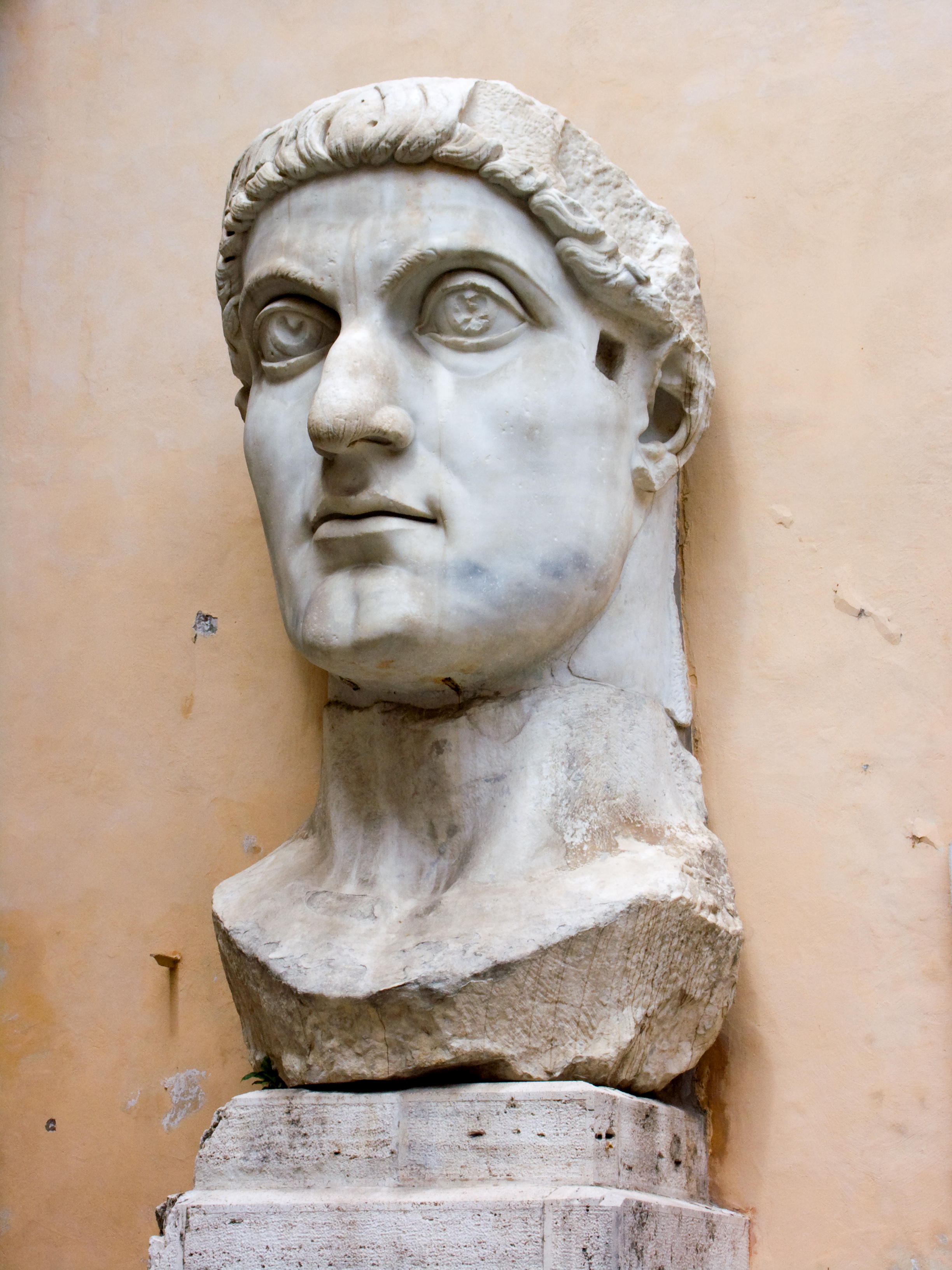
نحت لرأس الإمبراطور قسطنطين الأول، الذي سُميت القسطنطينية تيمنًا به.

«بيزنطة» (باليونانية: Βυζάντιον، واللاتينية: BYZANTIVM) هو الاسم الأول المعروف للمدينة. تأسست المدينة، حسب رأي بعض المؤرخين، قرابة عام 660 ق.م على يد مجموعة من المستوطنين الإغريق القادمين من مدينة «ميغارا»، والذين قدموا إلى موقع المدينة الحالي وأسسوا فيه مستعمرة صغيرة أطلقوا عليها اسم «بيزاس» (باليونانية: Βύζαντς) تيمنًا بملكهم. حملت المدينة اسم «أغسطا أنطونينا» لفترة وجيزة من الزمن خلال القرن الثالث الميلادي، وقد منح لها هذا الاسم الإمبراطورُ الروماني «سبتيموس سيفيروس» (193-211) تيمنًا بولده «أنطونيوس» الذي أصبح لاحقًا الإمبراطور «كاراكلا».
قبل أن يقوم الإمبراطور «قسطنطين الأول الكبير» بجعل المدينة العاصمة الشرقية للإمبراطورية الرومانية بتاريخ 11 مايو سنة 330، أخذ على عاتقه القيام بمشاريع إنشائية كبيرة تهدف أساسًا إلى إعادة بناء المدينة على غرار النمط المعماري الروماني كثيرًا. وفي هذه الفترة حملت المدينة عددًا من الأسماء منها: «روما الجديدة الثانية» (باليونانية: ἡ Νέα, δευτέρα Ῥώμη)، «ألما روما» (باليونانية: Ἄλμα Ῥώμα)، «روما الشرقية» (باليونانية: ἑῴα Ῥώμη)، و«روما القسطنطينية». أما اسم «روما الجديدة»، فيعود في أصله إلى الجدال الذي حصل بين الشرق والغرب، إثر الانشقاق العظيم خصوصًا، حيث استخدمه الكتّاب اليونان للفت الانتباه إلى المنافسة الحادة بين المدينة وروما «الأصلية». لا يزال اسم «روما الجديدة» يُشكل جزءًا من الاسم الرسمي لبطركية القسطنطينية.
بعد أن قام قسطنطين الأول بجعل المدينة العاصمة الشرقية للإمبراطورية الرومانية، أصبحت تُعرف باسم «القسطنطينية» (باليونانية: Κωνσταντινούπολις)، بمعنى «مدينة قسطنطين». وقد حاول أيضًا أن يجعل اسم المدينة «روما الجديدة» (باللاتينية: Nea Roma)، لكن هذا لم يحصل. وقد بقي اسم «القسطنطينية» هو الاسم الرسمي للمدينة طيلة عهد الإمبراطورية البيزنطية، واستمرت الأمم الأوروبية والغربية باستخدامه إلى حين تأسيس الجمهورية التركية.

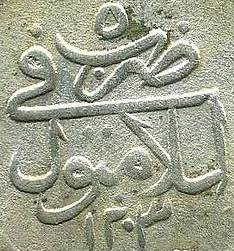
اسم "إسلامبول" على عملة معدنية عثمانية تعود لسنة 1203هـ.

وفي عام 1453، انهارت دولة الإمبراطورية البيزنطية وفتح العثمانيون المسلمون المدينة بقيادة السلطان محمد الثاني الفاتح، الذي جعلها عاصمةً للدولة وغيّر اسمها إلى «إسلامبول»، أي «مدينة الإسلام» أو «تخت الإسلام». ومن الأسماء التي عُرفت بها المدينة خلال العهد العثماني: «دار السعادة» (بالتركية العثمانية: در سعادت)، «الدار العالية» (بالتركية العثمانية: دار عاليه)، «الباب العالي» (بالتركية العثمانية: باب عالي)، «مقام العرش» (بالتركية العثمانية: پايتخت)، و«الأستانة» (بالتركية العثمانية: استان) وهي كلمة فارسية من معانيها «العاصمة» أو «مركز السَّلْطَنة». وبحلول القرن التاسع عشر كانت المدينة قد حصدت عددًا من الأسماء التي عُرفت بها لدى الأجانب والأتراك. فكان الأوروبيون يستعملون لفظ «ستامبول» إلى جانب «القسطنطينية» للإشارة إلى المدينة ككل، أما الأتراك فلم يستعملوا اللفظ الأخير إلا للإشارة إلى شبه الجزيرة التاريخية الواقعة بين مضيق القرن الذهبي وبحر مرمرة. ولقد استخدم البعض أيضًا لفظ «پيرا» للإشارة إلى المنطقة الواقعة بين القرن الذهبي ومضيق البوسفور، أما الأتراك فاستعملوا وما زالوا، لفظ «بك أوغلي» (بالتركية: Beyoğlu). ومع صدور قانون الخدمة البريدية التركية في 28 مارس سنة 1930، أمرت السلطات التركية جميع الأجانب بصفة رسمية، أن يطلقوا على المدينة اسمًا متداولاً منذ القرن العاشر، وهو «إسطنبول»، ليكون الاسم الرسمي الوحيد للمدينة في جميع لغات العالم.
تُشتق كلمة «إسطنبول» من الكلمة اليونانية البيزنطية «إستنپولين» (باليونانية: εἰς τὴν Πόλιν)، أو «إستانپولين» (باليونانية: εἰς τὰν Πόλιν) باللهجة الإيجيّة، التي تعني «في المدينة» أو «إلى المدينة». وفي اللغة التركية المعاصرة، يُكتب اسم المدينة "İstanbul" بحرف İ تعلوه نقطة، بما أن الأبجدية التركية تُفرق بين حرف I المنقط وغير المنقط. دُعيت إسطنبول، كما دُعيت روما من قبلها، «بمدينة التلال السبع»، بما أن الجزء الأقدم منها مبني على 7 تلال كما يُزعم، على كل تلة منها مسجد تاريخي.

## التاريخ

### ما قبل التاريخ
أظهرت أعمال الحفر خلال إنشاء نفق مرمرة، الذي يصل بين القسم الأوروبي والآسيوي من إسطنبول، مستعمرة بشرية قديمة من العصر الحجري الحديث، تحت مرفأ «يني كاپي» (بالتركية: Yenikapı). وقد أظهرت الدراسات أن هذه المستعمرة تعود إلى الألفية السابعة قبل الميلاد، أي قبل أن يتكون مضيق البوسفور، وقد دلّ هذا على أن شبه جزيرة إسطنبول كانت مأهولة منذ فترة أقدم بكثير مما كان يُعتقد سابقًا. ومن الأثار التي عُثر عليها في هذه المستعمرة البدائية، عدد من الأدوات والحرفيات المستخدمة في الحياة اليومية.

### العصور القديمة

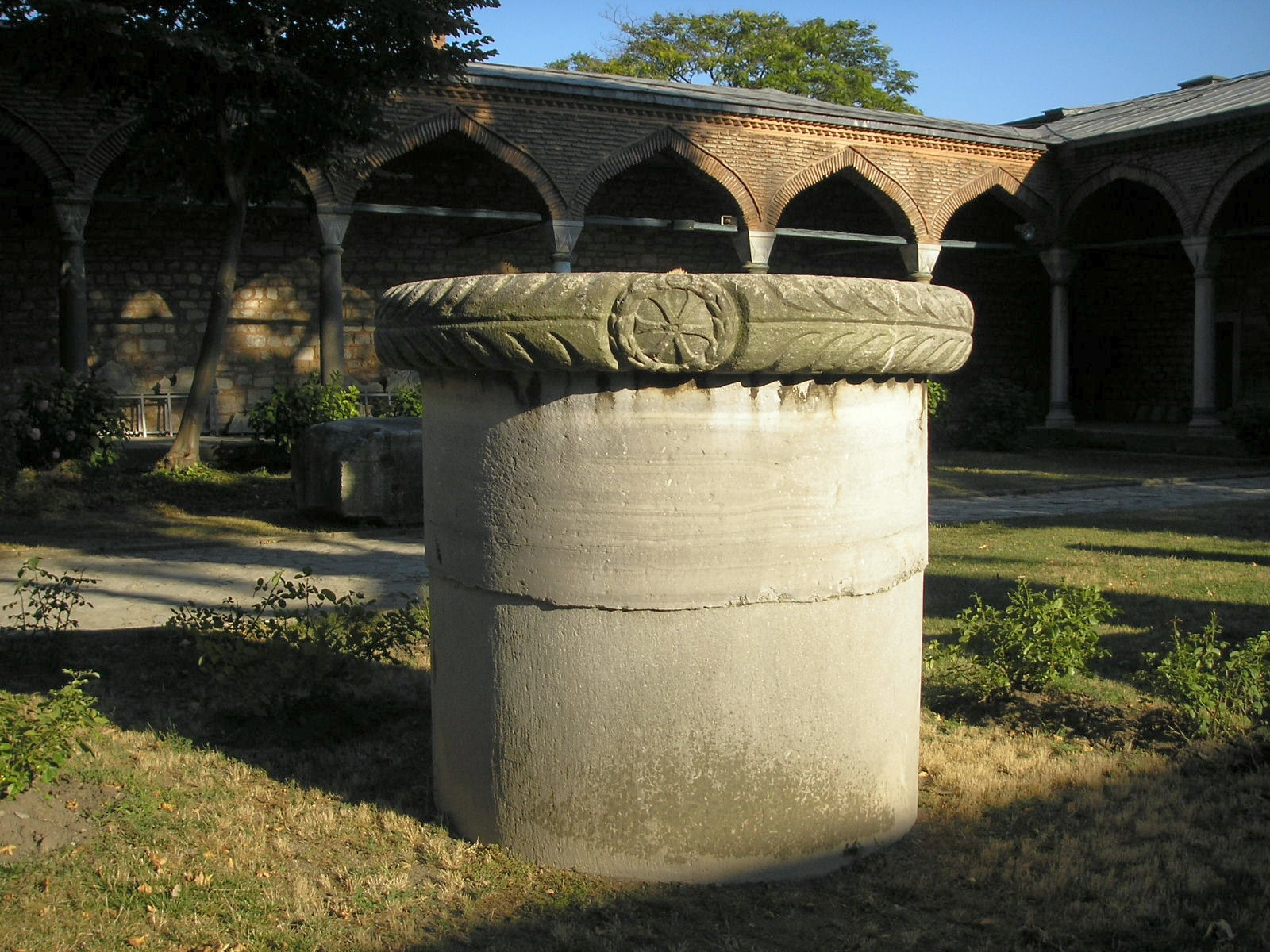
بقايا عمود من القسم الحصين العلوي من بيزنطة، والذي يقع اليوم في داخل مجمع قصر الباب العالي.

قامت القبائل التراقية في الفترة الممتدة بين القرنين الثالث عشر والحادي عشر قبل الميلاد، بتأسيس مستعمرتين هما: «لايگوس» و«سيمسترا» في منطقة «موقع القصر» الحالية (بالتركية: Sarayburnu) بالقرب من قصر الباب العالي. أما على الجانب الآسيوي، فقد عُثر على حرفيات في الموقع حيث كانت توجد بلدة «خلقيدونية» القديمة، تعود إلى العصر النحاسي. وقد قامت البلدة سالفة الذكر في هذا المكان على يد مستوطنين إغريق قدموا من مدينة «ميغارا» عام 685 ق.م، وكان الفينيقيون قد سبقوهم إلى هذا الموقع منذ بداية الألف الأول قبل الميلاد حيث أسسوا أول محطة تجارية لهم في تلك البلاد.
يبدأ تاريخ إسطنبول الفعلي، وفقًا للعديد من المؤرخين، نحو عام 660 ق.م، عندما قام المستوطنون الميغاريون، تحت قيادة ملكهم «بيزاس» بتأسيس مدينة بيزنطة على الجانب الأوروبي من مضيق البوسفور. وبحلول نهاية القرن، كان السكان قد أسسوا مدينة عليا حصينة في منطقة «موقع القصر»، في نفس المنطقة التي بُنيت فيها مستعمرتيّ «لايگوس» و«سيمسترا»، أي حيث يقع قصر الباب العالي وآيا صوفيا حاليًا. حاصر المدينة الإمبراطور الروماني «سبتيموس سيفيروس» عام 196، بعد أن تحالفت مع حاكم سوريا «غايوس بسيسنيوس نيجير» الذي كان قد ثار على الإمبراطورية وهُزم فيما بعد، وتكبدت أضرارًا فادحة جرّاء ذلك. أعاد البطريرك «ساويرس الأنطاكي» بناء بيزنطة بعد الدمار الذي حل بها نتيجة الحصار الروماني، وسرعان ما استعادت المدينة مجدها وازدهارها السابق، بعد أن أطلق عليها الإمبراطور لفترة وجيزة اسم «أغسطا أنطونينا» تيمنًا بابنه.

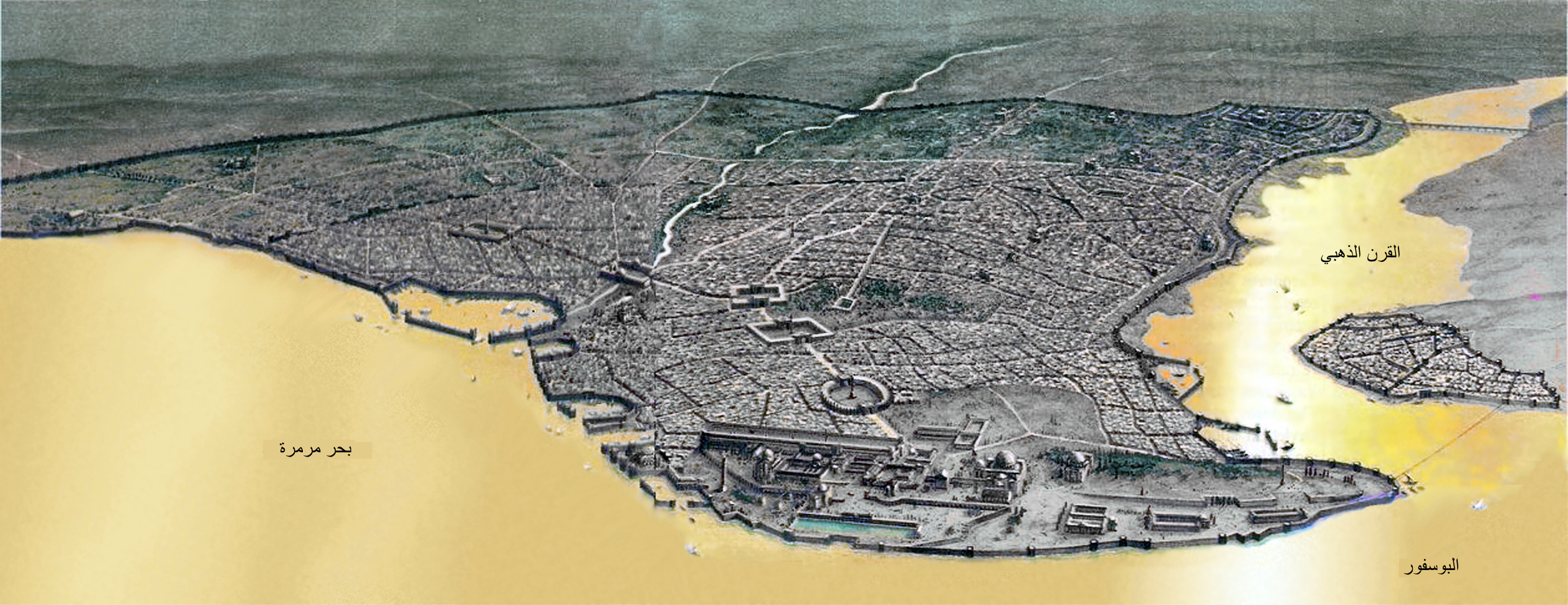
رسم للقسطنطينية وموقعها.

كان الموقع الجغرافي لبيزنطة قد لفت نظر قسطنطين الأول عام 324، وذلك بعد أن زعم بأنه شاهد حلمًا نبويًا ظهر فيه موقع المدينة؛ ويقول المؤرخون أن السبب الحقيقي وراء ادعاء قسطنطين بهذه النبوءة، هو انتصاره الحاسم على الإمبراطور «ڤاليريوس ليسينيوس» في معركة أسكُدار على مضيق البوسفور بتاريخ 18 سبتمبر سنة 324، وهي المعركة التي أنهت الحرب الأهلية بين الأباطرة المشتركين بالحكم، وقضت نهائيًا على بقايا «نظام حكم الشعوب الأربع»، في الفترة التي كانت فيها مدينة «نيقوميديا» (باليونانية: Νικομήδεια)، المعروفة باسم «أزميت» حاليًا، أقدم المدن الرومانية وأعلاها شأنًا. وبعد المعركة بست سنوات، أي في عام 330، أصبحت بيزنطة رسميًا العاصمة الجديدة للإمبراطورية الرومانية، وتغيّر اسمها إلى «القسطنطينية» أي «مدينة قسطنطين». وبعد وفاة الإمبراطور «ثيودوسيوس الأول» سنة 395، انقسمت الإمبراطورية انقسامًا دائمًا بين ولديه، فأصبحت القسطنطينية عاصمة الإمبراطورية الشرقية أو البيزنطية. كان موقع القسطنطينية بين قارتيّ أوروبا وآسيا، إضافةً إلى كونها مقرًا لإحدى أهم السلالات الملكية آنذاك، قد جعل منها مركز استقطاب للتجارة الدولية، ومركزًا ثقافيًا وحضاريًا كبيرًا في المنطقة. كانت الإمبراطورية البيزنطية يونانية الثقافة بوضوح لا ريب فيه، وأصبحت فيما بعد تُشكل عصب الأمة المسيحية الرومية الأرثوذكسية[ ؟ ]، فكان طبيعيًا بالتالي أن تُزيّن عاصمتها بالعديد من الكنائس الكبيرة ذات الأهمية العالمية، مثل آيا صوفيا، التي كانت أكبر كاتدرائية في العالم إلى حين الفتح الإسلامي للمدينة. وما زال مقر بطريرك القسطنطينية، الزعيم الروحي للكنيسة الأرثوذكسية الشرقية المسكونية، يقع في مقاطعة «الفنار» من إسطنبول.

### العصور الوسطى

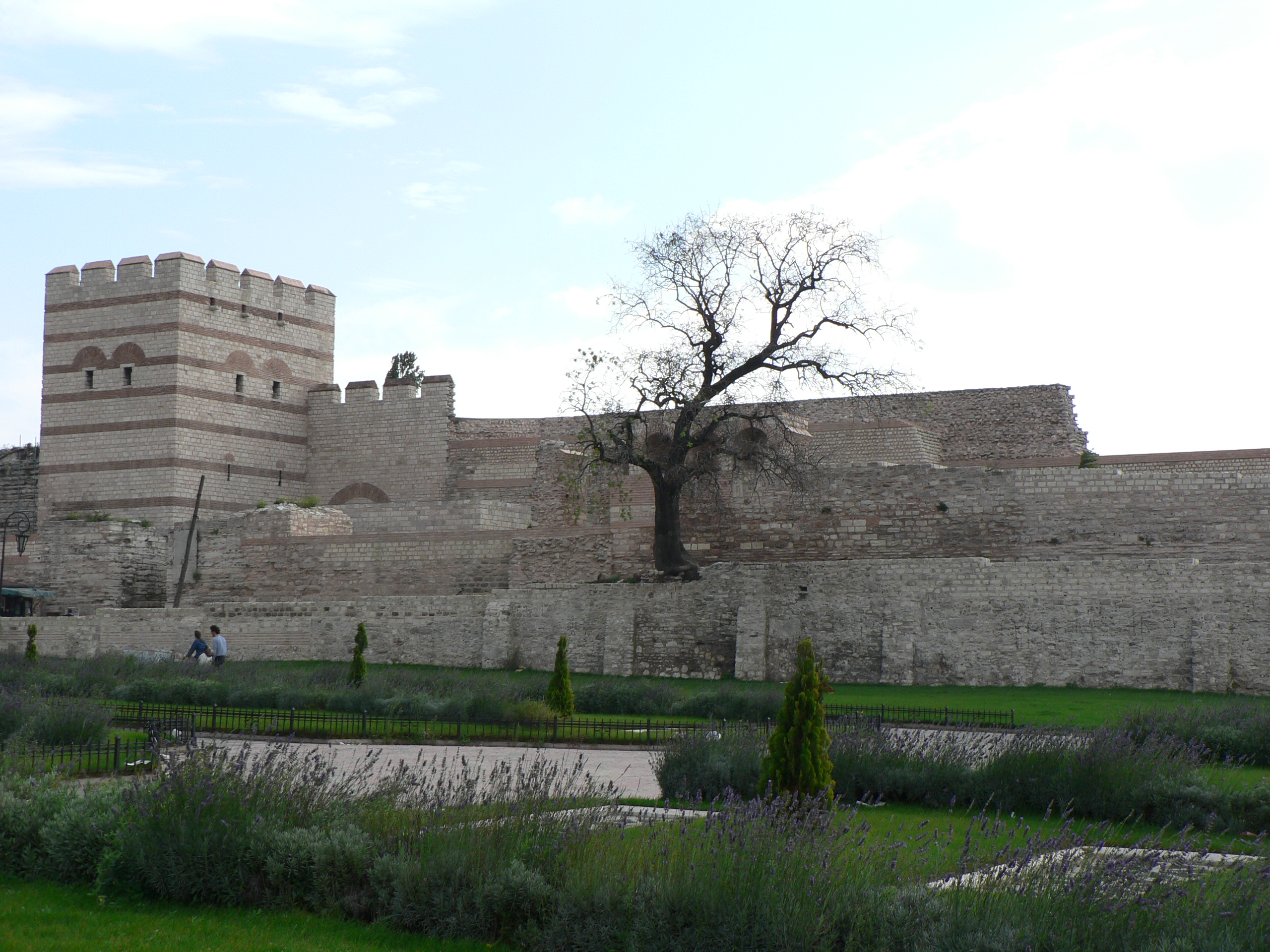
أسوار القسطنطينية التي ارتدت عنها الجيوش الإسلامية خلال الحصار الأول والثاني للمدينة.

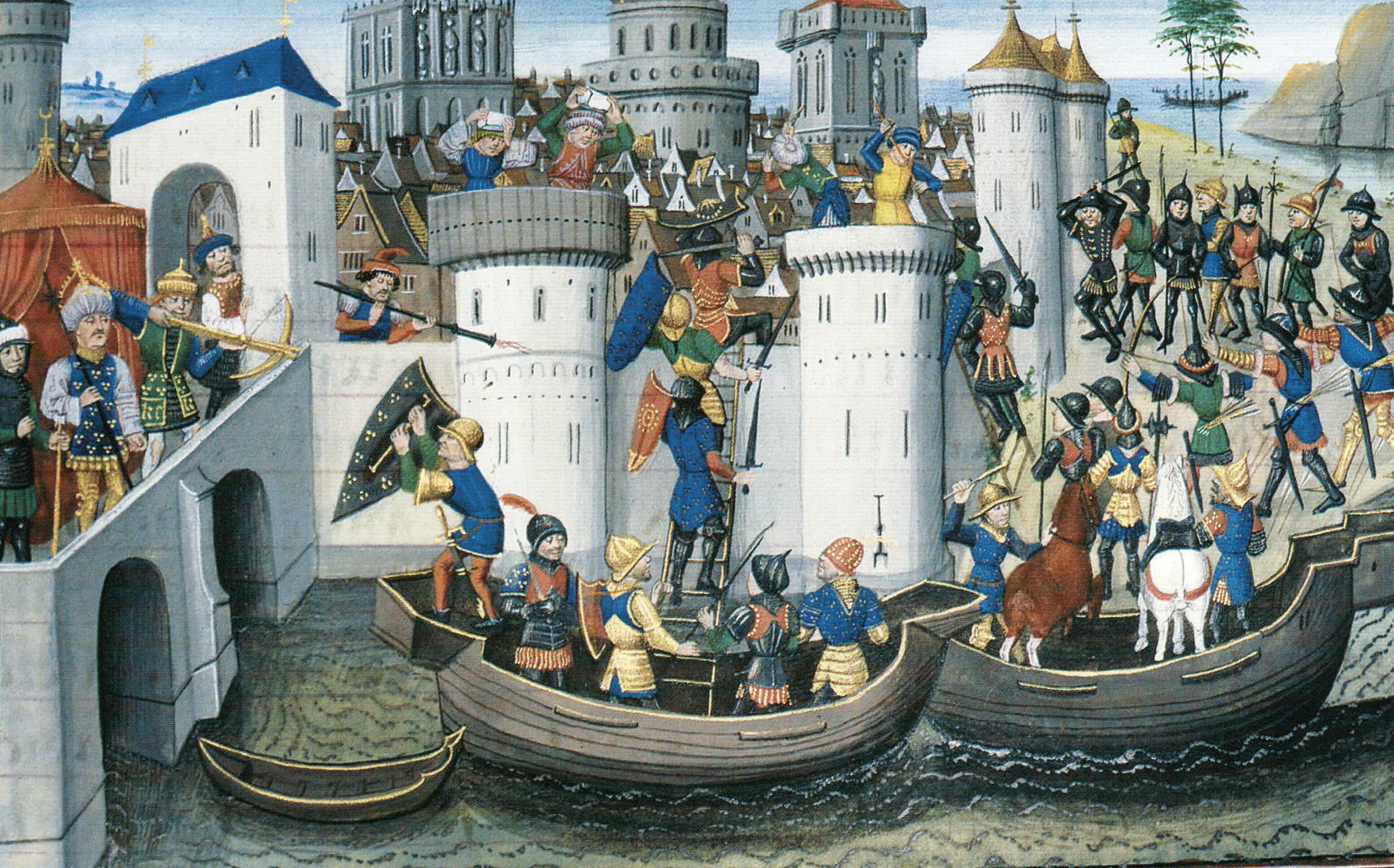
غزو الصليبيين للقسطنطينية عام 1204.

كان العرب المسلمون قد أخذوا بالتوسع خارج شبه الجزيرة العربية منذ القرن السابع الميلادي، ففقدت الإمبراطورية البيزنطية بلاد الشام ومصر لصالحهم، وقد حاول العديد من الخلفاء المسلمين فتح القسطنطينية وضمها إلى الدولة الإسلامية، إيمانًا منهم بحديث نبي الإسلام، محمد بن عبد الله، عن فضل الجيش الفاتح وأميره، وما في فتحها من عز للإسلام والمسلمين.
وبناءً على ذلك حاصر المدينة المسلمون أول مرة من عام 674 حتى عام 678 في زمن خلافة «معاوية بن أبي سفيان» الأموي، ولكن الحصار فشل في تحقيق النتيجة المرجوة منه. وعاود المسلمون حصار المدينة من سنة 717 حتى سنة 718 في زمن الخليفة «سليمان بن عبد الملك» وبقيادة «مسلمة بن عبد الملك»، وقد دام الحصار 12 شهرًا، لكن الجيش لم يتمكن من دخولها هذه المرة أيضًا، بسبب مناعة أسوارها، ومساعدة البلغار للبيزنطيين وكثافة النار الإغريقية التي انهمرت من المدينة على الجنود المحاصرة. وقد جهد المسلمون جهدًا عظيمًا حتى توفي الخليفة سليمان وتولى الخلافة من بعده «عمر بن عبد العزيز» وطلب من مسلمة العودة بجيشه.
في عام 1204 قامت الحملة الصليبية الرابعة لانتزاع القدس من أيدي المسلمين، إلا أن وجهتها تحولت إلى القسطنطينية، فقام الصليبيون بنهب المدينة وتدنيسها وقتل العديد من سكانها، ويرى المؤرخون أن هذا الحدث كان من أخر أحداث الانشقاق العظيم بين الكنيسة الأرثوذكسية الشرقية والكنيسة الكاثوليكية الرومانية. أصبحت المدينة بعد ذلك عاصمة الإمبراطورية اللاتينية، التي أنشأها الصليبيون لاستبدال الإمبراطورية البيزنطية الأرثوذكسية، والتي قسمت إلى عدد من الدويلات، منها إمبراطورية نيقية، التي عادت واسترجعت المدينة عام 1261 تحت قيادة الإمبراطور «ميخائيل الثامن باليولوج».
كانت المدينة قد أصبحت متضعضعة في العقود الأخيرة من عمر الإمبراطورية البيزنطية، بما أن الأخيرة كانت في عزلة شبه تامة عن جيرانها وتعاني من الإفلاس. فانخفض عدد السكّان إلى نحو ثلاثين أو أربعين ألف نسمة فقط، وهُجرت أقسام كبيرة من المدينة. وبسبب سياسة الانطواء التي اعتنقها الأباطرة البيزنطيون، أخذ الكثير من أوجه إمبراطوريتهم بالانهيار، الأمر الذي ترك الإمبراطورية معرضة للهجوم في أي وقت. وكان العثمانيون الأتراك قد أخذوا بتطبيق إستراتيجية طويلة الأمد لفتح المدينة، فسيطروا على جميع القرى والمدن الصغيرة المحيطة بالقسطنطينية شيءًا فشيئًا، بدأً ببورصة عام 1326، ازميت عام 1337، غاليبولي عام 1354، وأدرنة عام 1362. وبهذا كان العثمانيون قد ضيقوا الخناق على المدينة ومنعوا وصول المدد إليها من الدول المجاورة.

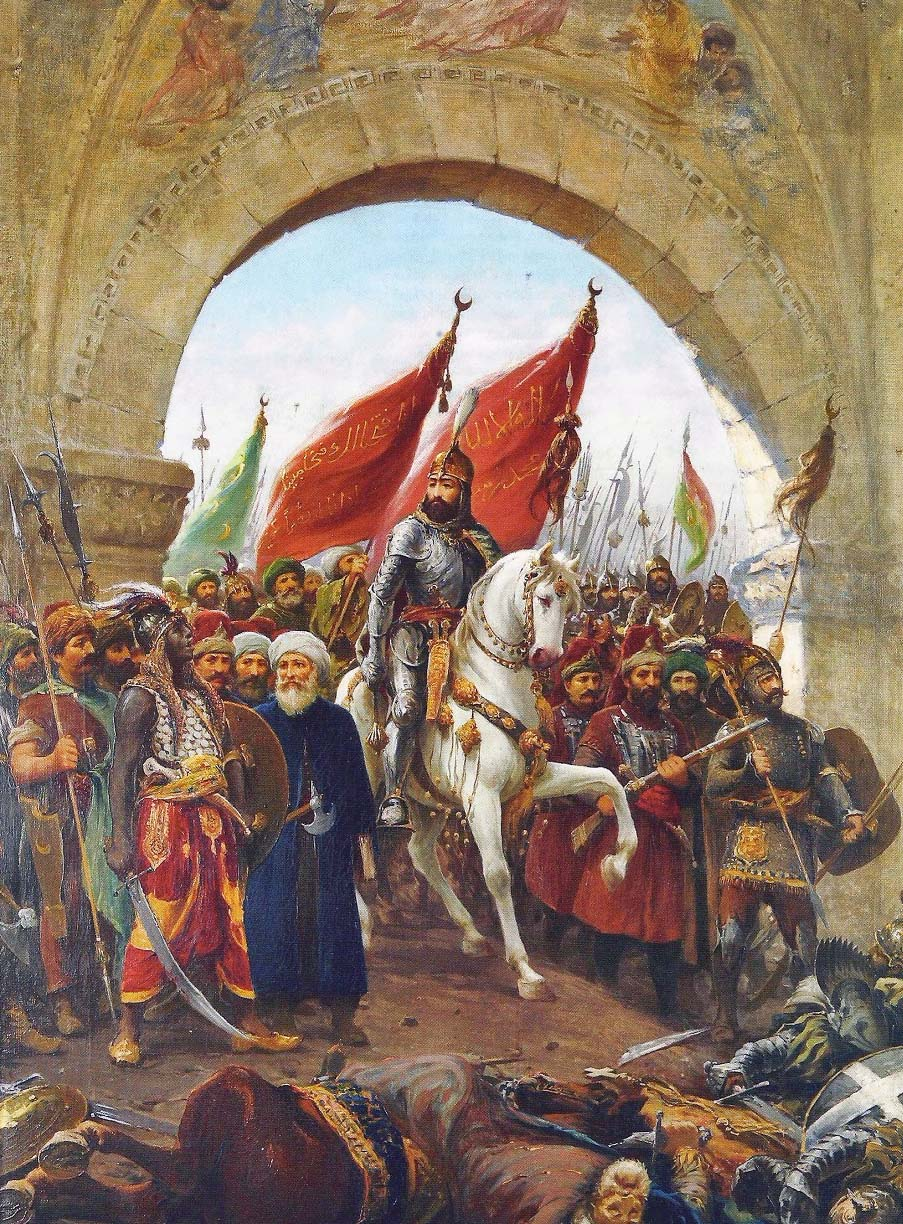
السلطان محمد الثاني يدخل إلى القسطنطينية، بريشة "فوستو زونارو".

في 29 مايو سنة 1453 قام العثمانيون بقيادة السلطان الشاب «محمد الثاني»، الذي عُرف لاحقًا باسم «محمد الفاتح»، بفتح المدينة بعد حصار دام 53 يومًا، وقد قُتل خلال الهجوم أخر أباطرة الروم «قسطنطين الحادي عشر» بالقرب من البوابة الذهبية. وبعد تمام النصر نقل السلطان محمد الفاتح عاصمة الدولة العثمانية من أدرنة إلى القسطنطينية، التي غيّر اسمها إلى «إسلامبول». يُعتبر حدث سقوط القسطنطينية حدثًا ذا أهمية كبرى في التاريخ العالمي، إذ يعده الكثير من المؤرخين أو معظمهم حتى، خاتمة العصور الوسطى وبداية العصور الحديثة.

### العصور الحديثة والعهد العثماني
افتتح السلطان محمد الثاني باكورة أعماله في عاصمة بلاده الجديدة بأن أخذ يعمل على إعادة إحيائها من الناحية الاقتصادية وانتشالها من الوضع المزري التي كانت عليه، فأمر بإنشاء «السوق الكبير المغطى» (بالتركية: Kapalıçarşı)، ودعا السكان الهاربين، من أرثوذكس[ ؟ ] وكاثوليك، إلى العودة إلى بيوتهم بالمدينة وأمنّهم على حياتهم، كذلك أطلق سراح السجناء من جنود وسياسيين الذين قُبض عليهم بعد الدخول إلى القسطنطينية، ليسكنوا المدينة ويرفعوا من عدد سكانها، وأرسل إلى حكّام المقاطعات في الروملي والأناضول يطلب منهم أن يرسلوا أربعة آلاف أسرة لتستقر في العاصمة، سواء كانوا مسلمين أو مسيحيين أو يهود، وذلك حتى يجعل من مجتمعها مجتمعًا متعدد الثقافات. قام السلطان أيضًا بتشييد الكثير من المعالم المعمارية في المدينة رغبةً منه بجعلها «أجمل عواصم العالم» و«حاضرة العلوم والفنون»، فأمر ببناء المعاهد والقصور والمستشفيات والخانات والحمامات والأسواق الكبيرة والحدائق العامة، وبتصليح الأسوار المهدمة والمباني القديمة، وأدخل المياه إلى المدينة بواسطة قناطر خاصة. وشجع الوزراء وكبار رجال الدولة والأغنياء والأعيان على تشييد المباني وإنشاء الدكاكين والحمامات وغيرها من المباني التي تعطي العاصمة بهاءً ورونقًا. ومن أبرز المعالم التي تركها السلطان محمد الفاتح: قصر الباب العالي الذي أمر بالبدء ببنائه قرابة عقد الستينات من القرن الخامس عشر، ومسجد أيوب سلطان. كذلك أُنشئت مؤسسات دينية لتموّل عمليات بناء المساجد الكبرى، مثل مسجد الفاتح الذي بُني في ذات الموقع حيث كانت كنيسة الرسل المقدسة موجودة سابقًا.
بعد 50 سنة من فتح القسطنطينية، أصبحت المدينة إحدى أكبر المدن وأكثرها ازدهارًا في العالم، لكن هذا لم يدم طويلاً، إذ ضربها زلزال شديد في 14 سبتمبر من عام 1509 أسفر عنه عدد من الهزات الارتدادية وتدمير 45 مبنى والكثير من القتلى والجرحى. وقد عُرفت هذه الكارثة باسم «يوم القيامة الصغير» (بالتركية: Küçük Kıyamet). ولم تزل آثار هذا اليوم إلّا في عام 1510، عندما أحضر السلطان «بايزيد الثاني» 80,000 عامل وبنّاء ليقوموا بإعادة بناء ما تهدم من المنازل والمعالم.
وفي سنة 1517 كانت الدولة العثمانية قد قضت على السلطنة المملوكية المصرية، وضمت أراضيها إليها، ومنها أراضي الحجاز حيث المدينة المنورة وأراضي تهامة حيث مكة المكرمة، وتسلّم السلطان «سليم الأول» مفاتيح الحرمين الشريفين (الحرم المكي والمدني) كرمز لخضوع الأراضي المقدسة الإسلامية للدولة العثمانية، وكان السلطان قد اصطحب معه إلى الأستانة آخر الخلفاء العباسيين بالقاهرة «محمد المتوكل على الله» حيث تنازل له عن الخلافة، فأصبحت المدينة منذ ذلك الحين وحتى قيام الجمهورية التركية، عاصمة الخلافة الإسلامية. يُعتبر عصر خليفة سليم الأول، السلطان «سليمان القانوني»، العصر الذهبي للدولة العثمانية، إذ أنشئ في ذلك العهد الكثير من المعالم الهندسية والفنية في المدينة وفي مختلف أنحاء الدولة، ويرجع الفضل في تزيين المدينة وإظهارها بأبهى الحلل إلى المهندس الشهير «سنان آغا»، الذي صمم الكثير من المساجد والمباني التاريخية في المدينة. في عام 1718، أي خلال ما عُرف باسم «دور ثورة الخزامى»، أنشأ الصدر الأعظم «إبراهيم باشا» أول محطة إطفاء بالمدينة، كذلك افتتحت فيها أول مطبعة. وفي 3 نوفمبر من سنة 1839، أطلق السلطان «عبد المجيد الأول» حملة الإصلاحات أو «التنظيمات» في مختلف أنحاء الدولة، في محاولة منه للنهوض بالدولة العثمانية التي كانت تمر بمرحلة من الفوضى والتخلف، ولمواكبة التطور الحاصل في أوروبا، فكان أن انعكس ذلك على العديد من أنحاء المدينة من حيث التنظيم المدني وزيادة عدد المستشفيات وشق الطرق ومد السكك الحديدية وغير ذلك.
ضرب المدينة زلزال شديد مرة أخرى في عام 1894 ونجم عنه الكثير من الأضرار. وفي عام 1914 نشبت الحرب العالمية الأولى ودخلتها الدولة العثمانية إلى جانب دول المحور، وبعد نهاية الحرب وهزيمة المعسكر الأخير، قامت قوات الحلفاء باحتلال المدينة، ولم تخرج منها إلا بعد بضعة سنين بعد إبرام معاهدة مع «مصطفى كمال أتاتورك» احتفظ بموجبها الأتراك بوطنهم الأم الذي سكنته قبائل الترك منذ القدم بما فيه مدينة إسطنبول.

### الجمهورية التركية
بعد قيام الجمهورية التركية في عام 1923 نقل الرئيس «مصطفى كمال أتاتورك» مركز العاصمة إلى أنقرة، الأمر الذي أدى إلى ضعف الاهتمام بإسطنبول. إلا أن هذا الأمر عاد ليتغير في بداية عقد الأربعينات والخمسينات من القرن العشرين، حيث تغيرت بنية المدينة تغيرًا جذريًا، إذ جرى شق وإنشاء العديد من الميادين والجادات والسبل، مثل «ميدان تقسيم»، في مختلف أنحاء المدينة؛ على حساب بعض المباني التاريخية في بعض الأحيان. وخلال الخمسينات هاجر العديد من الجاليات الرومانية إلى اليونان وانخفضت أيضًا الجاليات الأرمنية واليهودية كثيرًا نتيجةً الهجرة الكثيفة. في عام 1960 أرادت حكومة عدنان مندريس تطوير البلاد فقامت ببناء العديد من المصانع على أطراف المدينة والتي حفزت بالسبعينات أهل الأناضول على الهجرة للعمل في هذه المصانع والعيش بالمدينة وأدى ذلك إلى ارتفاع هائل في نسبة الطلب على المساكن، الأمر الذي أدى إلى تطوير وضم الكثير من القرى والغابات المحيطة بالمدينة، إلى تجمعها الحضري. كان النزوح المكثف إلى المدينة، وما زال، يؤدي إلى نشوء العديد من المباني ذات البناء الرديء، وقد أظهرت إحدى الإحصائيات أن 65% من المباني بإسطنبول تُبنى بطريقة غير شرعية ودون أي تخطيط ملائم، وقد أدى هذا الأمر إلى ازدياد قلق المسؤولين من الكوارث التي قد تقع جرّاء هذا الأمر، خصوصًا بعد أن تبين مدى الضرر الذي لحق بالأبنية جرّاء زلزال ازميت الذي وقع بتاريخ 17 أغسطس سنة 1999. أصيبت المدينة ببعض الأضرار جرّاء الفيضانات بتاريخ 7 سبتمبر عام 2009.

## الجغرافيا

### الموقع

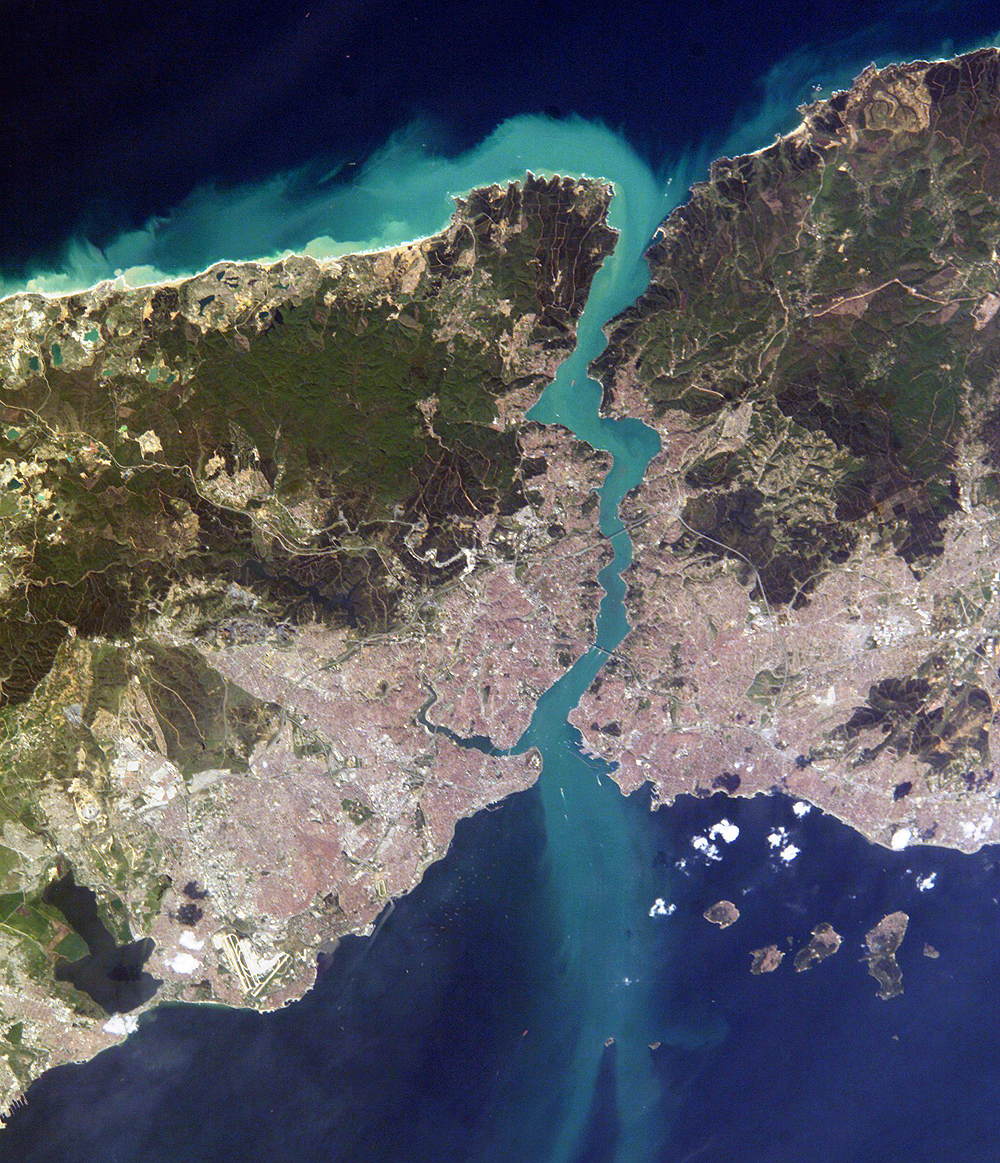
صورة ساتلية لإسطنبول ومضيق البوسفور الذي يصل البحر الأسود شمالاً ببحر مرمرة جنوبًا.

تقع إسطنبول في شمال غرب إقليم مرمرة في تركيا، وهي تُقسم إلى قسمين يفصل بينهما مضيق البوسفور، الأمر الذي يجعل المدينة تقع على قارتين في آن واحد، حيث يقع القسم الغربي منها في أوروبا، بينما يقع القسم الشرقي في آسيا. تشغل حدود المدينة مساحة 1,830.93 كيلومترًا مربعًا (707 أميال مربعة)، بينما تشغل منطقة التجمع الحضري، أو محافظة إسطنبول، مساحة 6,220 كيلومترًا مربعًا (2,402 ميل مربع).

### طبقات الأرض
تقع إسطنبول بالقرب من الصدع الأناضولي الشمالي، الذي يمتد من شمال الأناضول وصولاً إلى بحر مرمرة، حيث تصطدم الصفيحتين الأفريقية والأوراسية ببعضهما البعض على الدوام. تسبب هذا الفالق بالعديد من الزلازل المدمرة للمنطقة عبر التاريخ، ففي سنة 1509 تسبب زلزال ضخم بموجة تسونامي هائلة تخطت الأسوار البحرية للمدينة ودمّرت ما يزيد عن 100 مسجد وقضت على 10,000 شخص من السكان. وفي عام 1766 تضرر مسجد أبي أيوب الأنصاري كثيرًا جرّاء هزة أرضية قوية. كذلك حدث زلزال في سنة 1894 أدى إلى انهيار أقسام عديدة من السوق الكبير المغطى. وفي 17 أغسطس من عام 1999 وقع زلزال مدمّر كانت بؤرته في مدينة إزميت القريبة، وأدّى إلى وفاة 18,000 شخص وتشريد الكثيرين. كانت النتائج الكارثية لجميع هذه الزلازل تعود إلى كثافة وتراصص المباني وظروف الإنشاء الرديئة. يقول علماء الزلازل باحتمال حدوث زلزال آخر، قد يصل مقياسه إلى 7.0 درجات، قبل حلول عام 2025.

### الثروة النباتية

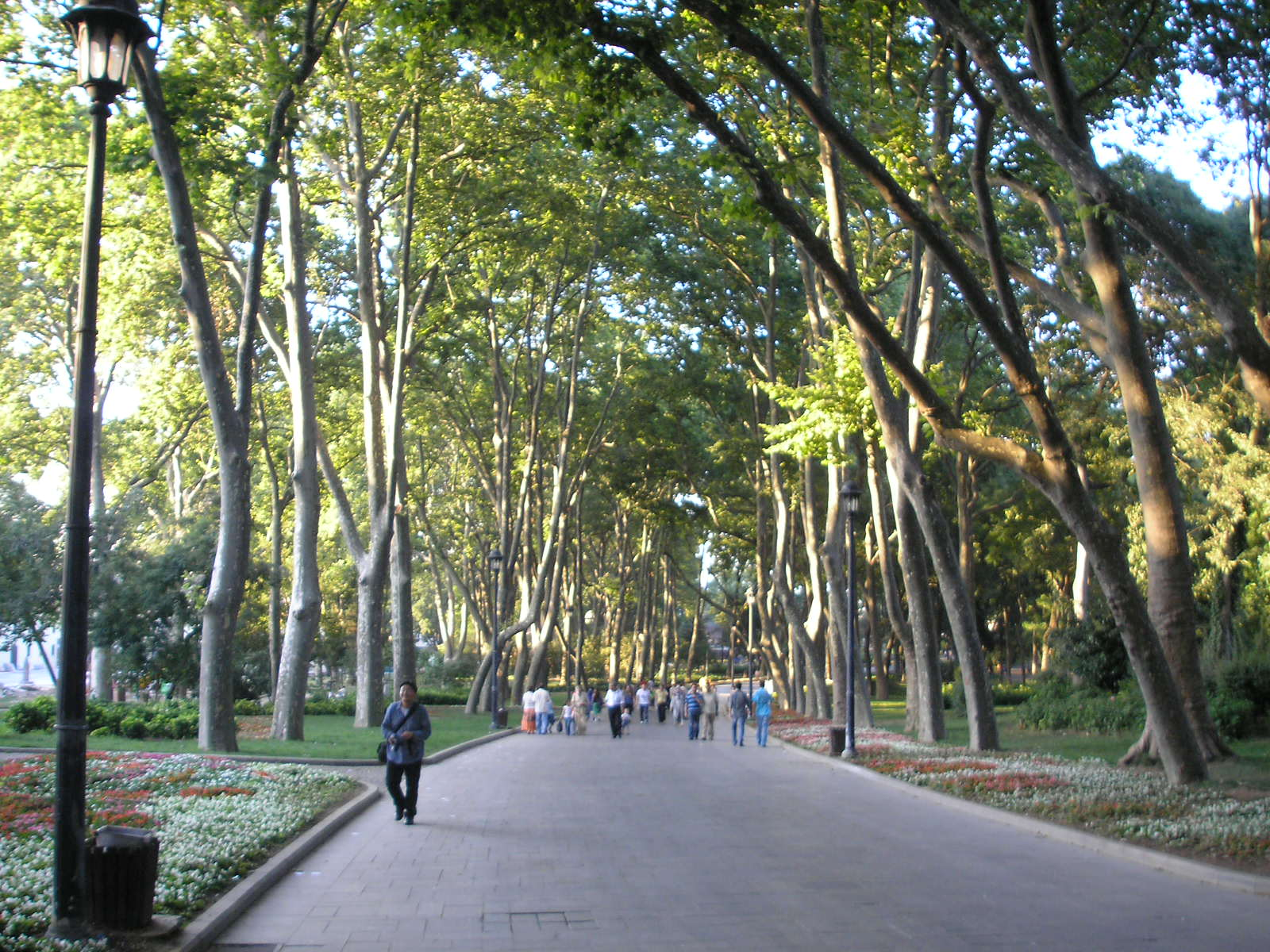
الأشجار في حديقة گُلخانة، الفاتح.

يسود إسطنبول المناخ المعتدل كجميع أنحاء إقليم مرمرة، إلا أنه بسبب موقع المدينة المميز فإن مناخها يُعتبر «مناخًا انتقاليًا»، فهي تقع في منطقة وسطى بين الأقاليم ذات المناخ المحيطي الخاص بالبحر الأسود، والمناخ القاري الرطب الخاص بشبه جزيرة البلقان، والمناخ المتوسطي. وقد انعكس هذا التنوع في الأنماط المناخية على التنوع النباتي، إذ أن أنواعًا مختلفة من النباتات والأشجار المميزة لكل منطقة على حدة يُمكن العثور عليها مجتمعة في هذه المنطقة، ومحافظة إسطنبول هي إحدى المحافظات القليلة في تركيا التي تبرز فيها هذه الميزة. يمكن العثور على أعداد كبيرة من نباتات المنطقة البيئية الأوروسيبيرية في القسم الشمالي من المدينة خصوصًا، على ساحل البحر الأسود، حيث يسود المناخ الرطب باستمرار. أما الغطاء النباتي المتوسطي، فينتشر في المناطق الجنوبية وخاصة في جزر الأمراء، وهي المنطقة الوحيدة من إسطنبول التي يغلب عليها هذا النوع من النبات.

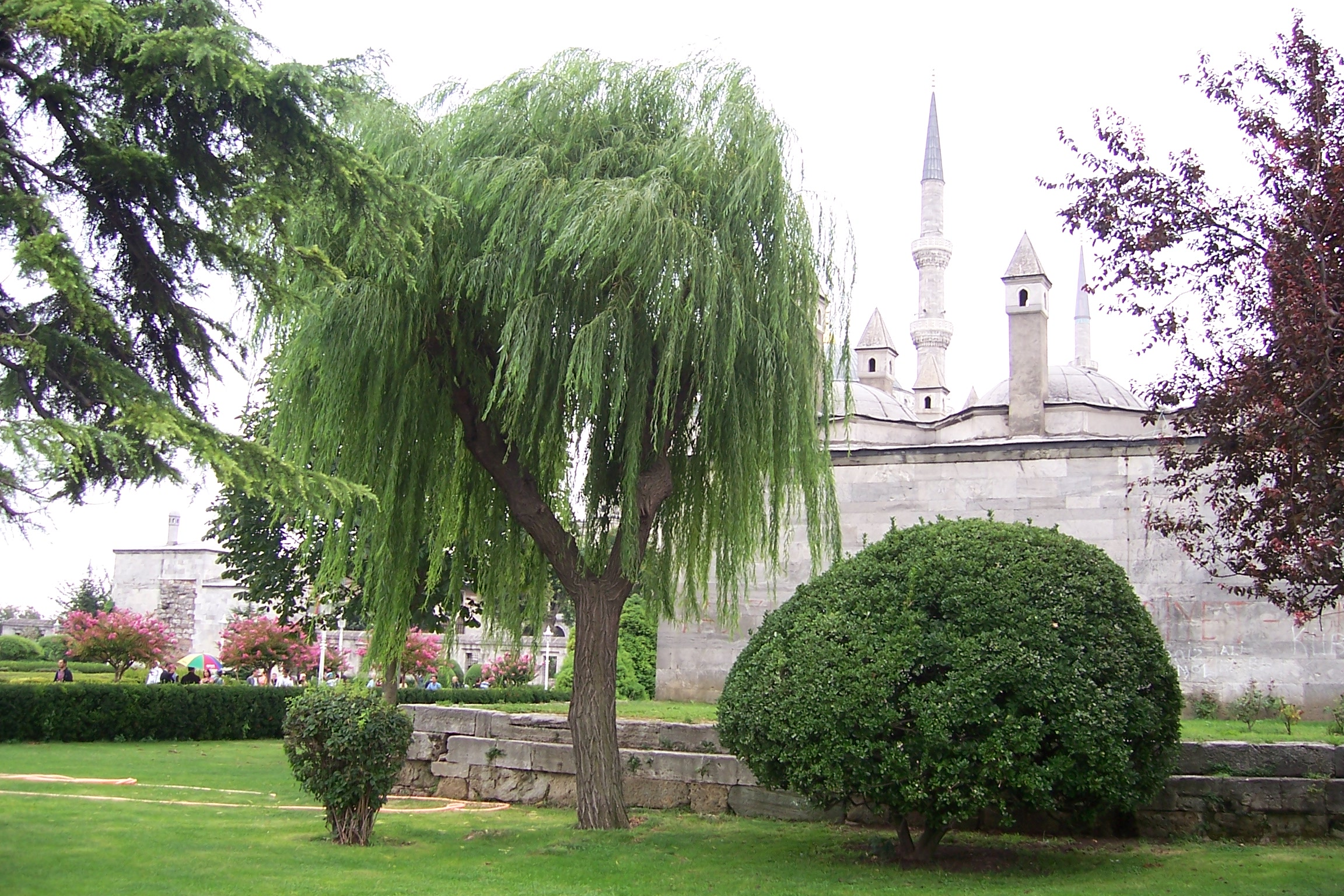
صفصاف بابلي في حديقة بإسطنبول.

تُعتبر الغابات الرطبة المعتدلة المختلطة والعريضة الأوراق المجال الحيوي البيئي الأساسي والمهيمن في شبه جزيرة إسطنبول، وهذه الغابات تُشكل جزءًا من نظام غابات البلقان المختلطة، التي تنتمي بدورها إلى المنطقة البيئية الأوروسيبيرية الواقعة في الإقليم الشمالي القديم. يقول الخبراء في الإدارة العامة للحراجة التركية، أن 44% من محافظة إسطنبول مكسوّة بالغابات.
تحد إسطنبول من جهتيها الآسيوية والأوروبية غابتين رطبتين مختلطتين قديمتيّ العهد، وتُعرف الغابة الآسيوية باسم «غابة ألمداغ»، أما الغابة الأوروبية فتُعرف باسم «غابة بلغراد»، وتُعتبر هاتان الغابتان رئتيّ المدينة ومتنفسها الأساسي. لا يزال بالإمكان العثور على غابات قديمة العهد في قلب إسطنبول اليوم، وهذا على ضفتيّ مضيق البوسفور. يُعد السنديان أكثر فصائل الأشجار انتشارًا في المدينة ومحيطها، ومنه 3 أنواع شائعة لحد كبير، وهي: السنديان الإنكليزي، السنديان اللاطئ، والسنديان المجري. ومن الأشجار المألوفة أيضًا الزان الشرقي الذي ينتشر في المناطق الشمالية بالقرب من ساحل البحر الأسود. ومن أنواع الأشجار الأخرى الموجودة: الهلالية الشرقية، كستناء الحصان، الكستناء الحلوة، الحور الأبيض، الدلب، جار الماء الأسود، جار الماء الرمادي، البندق المألوف، القيقب الدلبي المزيف، القيقب النرويجي، قيقب الحقول، الدردار الإنكليزي، الدردار الأبيض الأوروبي، الدردار الناعم الأوراق، دردار الحقول، الزيزفون الفضي، صفصاف الماعز، والصفصاف الرمادي.
تتفوق إسطنبول على بعض الدول الأوروبية، مثل المملكة المتحدة، من حيث تنوعها النباتي، بما أن فيها ما يُقارب 2500 نوع بلدي من الأشجار والنباتات. أضف إلى ذلك، أن هذا مفاده بأن المدينة تأوي ربع أنواع النباتات البلدية العشرة آلاف المنتشرة في تركيا، والبعض من هذه الأنواع يقتصر في وجوده على هذه المدينة فقط دون غيرها من أرجاء العالم.

### الثروة الحيوانية

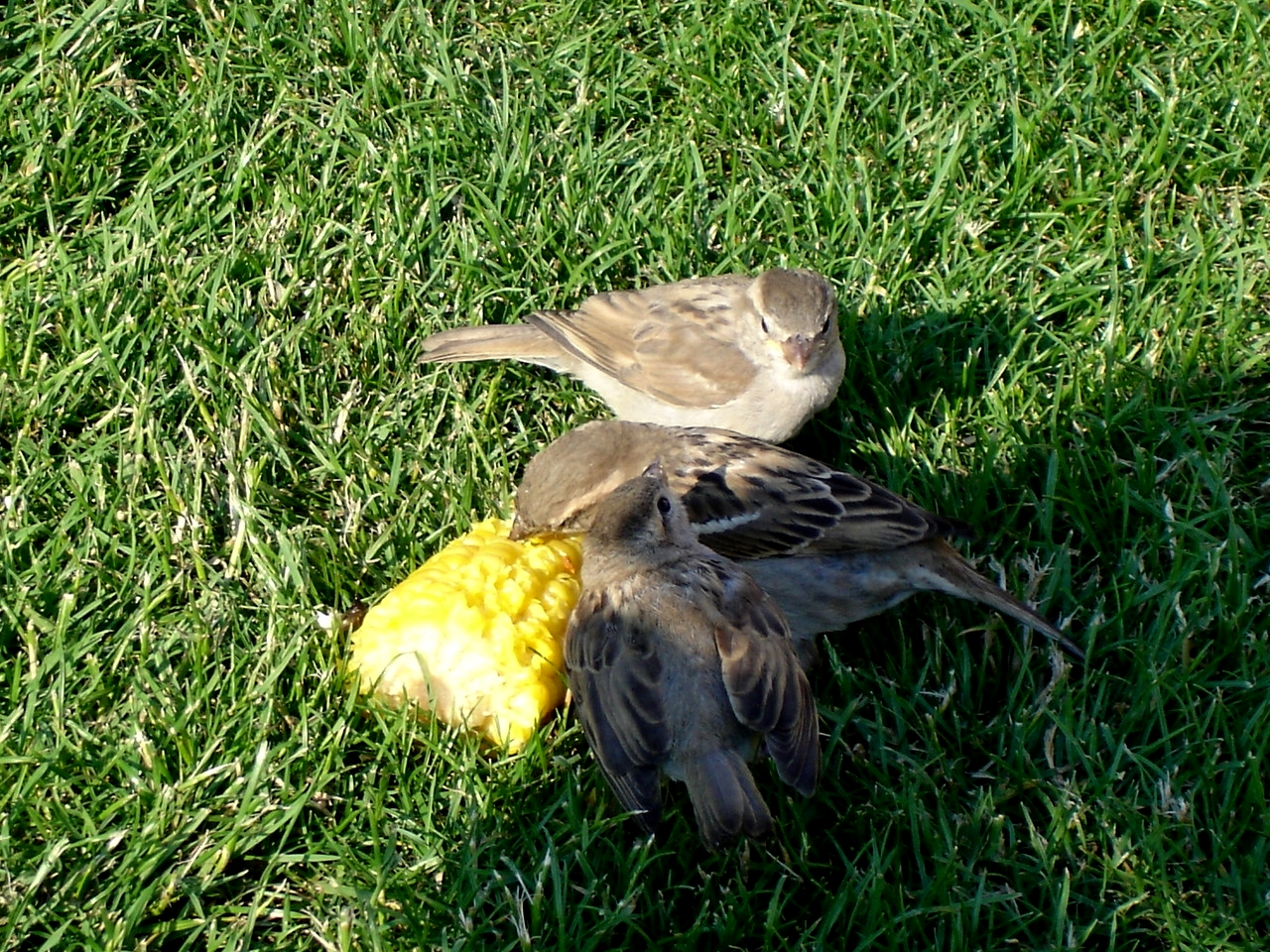
ثلاثة عصافير دوري تقتات على بقايا كوز ذرة مسلوقة في إسطنبول.

تمتلك إسطنبول ثروةً حيوانية غنية، إذ أن غاباتها تؤوي 18 نوعًا من الثدييات وما يزيد عن 71 نوعًا من الطيور، وبما أن الصيد محظور فإن أعداد الحيوانات مستقرة ولا يوجد خوف عليها من أن تندثر. تعدّ الخنازير البرية، الذئاب الرمادية، بنات آوى الذهبية، الثعالب الحمراء، الأيائل الحمراء، الأيائل السمراء الأوروبية، واليحمور الأوروبي، أكثر أنواع الثدييات انتشارًا في الغابات. كذلك، تقطن السناجب الحمراء الأوراسية القسم الأوروبي من المدينة، حيث يُشكل مضيق البوسفور حدود موطنها في أوروبا.
أما أنواع الطيور الأكثر انتشارًا في المدينة فهي النوارس المألوفة والزيغان المقنعة، التي تسيطر على أجزاء واسعة من إسطنبول. ومن الطيور الأخرى المألوفة: الحمام الوحشي، اليمام الأوراسي المطوّق، وعصافير الدوري. كذلك توجد في المدينة جمهرة كبيرة من القطط والكلاب الشاردة.

### المناخ

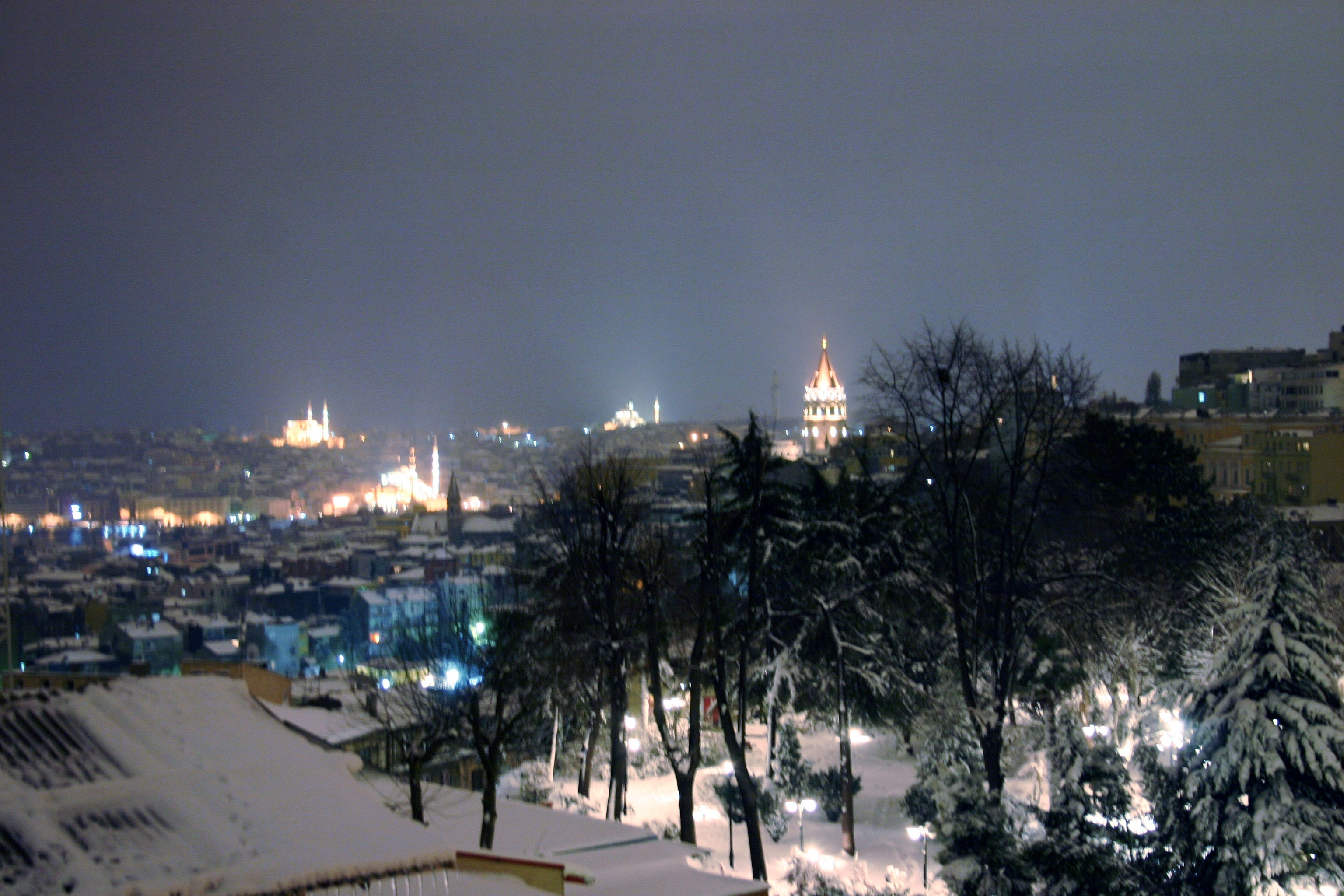
تكون درجات الحرارة في فصل الشتاء باردة في بعض الأحيان بما يكفي لتراكم الثلوج.

تشهد أسطنبول مناخ معتدل، وغالبا ما يوصف بأنه انتقالي بين مناخ البحر الأبيض المتوسط النموذجي للسواحل الغربية والجنوبية لتركيا، والمناخ المحيطي للسواحل الشمالية الغربية للبلاد. مع شتاء بارد، ممطر في كثير من الأحيان، ومثلج إلى حد ما، وصيف دافئ إلى حار وشبه جاف معتدل. عادة ما يكون الربيع والخريف معتدلان، مع ظروف مختلفة تعتمد على اتجاه الرياح.
يتأثر مناخ المدينة بشدة ببحر مرمرة من الجنوب والبحر الأسود من الشمال؛ هطول الأمطار مرتفع إلى حد ما، الضباب شائع، والتأخر الموسمي ملحوظ في كل من الشتاء والصيف. تتسبب هذه التأثيرات إلى أعتدال درجات الحرارة على مدار العام. نتيجة لذلك، تكون درجات الحرارة في الغالب بين −6 °مئوية (21 °فهرنهايت) و33 °مئوية (91 °فهرنهايت). لا تختبر المدينة درجة حرارة 38 °مئوية (100 °فهرنهايت) إلا مرة واحدة كل عشر سنوات. بسبب تضاريسها الجبلية وتأثيراتها البحرية، تعرض إسطنبول العديد من المناخات الصغيرة المتميزة.
صيف المدينة دافئ إلى حار وشبه جاف، حيث يبلغ متوسط درجة الحرارة خلال النهار نحو 27 درجة °مئوية (81 درجة °فهرنهايت)، مع أقل من 7 أيام من هطول الأمطار شهريا. على الرغم من نطاق درجة الحرارة المقبول عموما، إلا أن منتصف الصيف في إسطنبول يعتبر غير مريح إلى حد ما، بسبب ارتفاع نقاط الندى والرطوبة النسبية. وفي الوقت نفسه، فإن الشتاء أكثر تغيرا؛ لا يزال مع معدل درجات حرارة مستقرة نسبيا عمومًا نحو 5 درجة °مئوية (41 درجة °فهرنهايت)؛ ويمكن أن يكون بارد، ممطر جدا، وغني بالثلوج نسبيا لدرجات الحرارة فوق درجة التجمد ولكن مع درجات قصوى مفاجئة قصيرة الأجل.
يختلف هطول الأمطار في إسطنبول اختلافا كبيرا بين السنوات والمناطق. ومع ذلك، في المتوسط، فإنها تتلقى نحو 800 ملليمتر (31 إنشا) من هطول الأمطار سنويا. يقع معظم هذا في نصف العام الأكثر برودة. يتوزع هطول الأمطار في إسطنبول توزعًا غير متساو ومتنوع، حيث تحصل أشهر الشتاء على ثلاث مرات على الأقل من مستوى هطول الأمطار في الصيف. عادة ما يكون هطول الأمطار في فصل الشتاء خفيفا، مستمرا، وغالبا ما يكون من هطول الأمطار المختلط مثل خليط المطر والثلج؛ في حين أن هطول الأمطار في الصيف يكون مفاجئا، متفرقا، ويمكن أن يكون شديدا عمومًا. تشهد إسطنبول نحو 10−15 يوما من العواصف الرعدية، مع ذروة أولية في يونيو، وذروة أخرى في سبتمبر. تختلف الغيوم، كما هو الحال مع هطول الأمطار، اختلافا كبيرا حسب الموسم. الشتاء غائم جدا، حيث يكون نحو 20 في المائة من الأيام مشمسا أو غائما جزئيا. وفي الوقت نفسه، يتمتع الصيف بنسبة 60−70 في المائة من أشعة الشمس المحتملة.
تساقط الثلوج شائع إلى حد ما، وغالبا ما يكون مستمرا ومعيقا؛ تحدث العواصف الثلجية ذات التأثير البحري التي يزيد طولها عن 30 سم (11 إنشا) من تساقط الثلوج سنويا تقريبا، وكان آخرها في عام 2022. وفقا لدراسة، تتساقط الثلوج بمعدل يزيد عن 60 سم (24 إنشا) سنويا، على منطقة المطار، مما يجعل إسطنبول أكثر المدن الرئيسية تساقطا للثلوج في حوض البحر الأبيض المتوسط. يختلف تساقط الثلوج على نطاق واسع بين السنوات والمناطق المختلفة من المدينة، حيث تكون المناطق التي تواجه الشمال أكثر عرضة لتلقي الثلوج من المناطق الجنوبية.
أعلى درجة حرارة سجلت في محطة المراقبة الرسمية بوسط المدينة في ساريير كانت 41.5 °مئوية (107 °فهرنهايت) في 13 يوليو 2000. أدنى درجة حرارة سُجلت كانت −16.1 °مئوية (3 °فهرنهايت) في 9 فبراير 1929. أعلى غطاء ثلجي مسجل في وسط المدينة كان 80 سم (31 إنشا) في 4 يناير 1942، و 104 سم (41 إنشا) في الضواحي الشمالية في 11 يناير 2017.
| البيانات المناخية لـكيريكبورنو، أسطنبول                                    | البيانات المناخية لـكيريكبورنو، أسطنبول | البيانات المناخية لـكيريكبورنو، أسطنبول | البيانات المناخية لـكيريكبورنو، أسطنبول | البيانات المناخية لـكيريكبورنو، أسطنبول | البيانات المناخية لـكيريكبورنو، أسطنبول | البيانات المناخية لـكيريكبورنو، أسطنبول | البيانات المناخية لـكيريكبورنو، أسطنبول | البيانات المناخية لـكيريكبورنو، أسطنبول | البيانات المناخية لـكيريكبورنو، أسطنبول | البيانات المناخية لـكيريكبورنو، أسطنبول | البيانات المناخية لـكيريكبورنو، أسطنبول | البيانات المناخية لـكيريكبورنو، أسطنبول | البيانات المناخية لـكيريكبورنو، أسطنبول |
| الشهر                                                                      | يناير                                   | فبراير                                  | مارس                                    | أبريل                                   | مايو                                    | يونيو                                   | يوليو                                   | أغسطس                                   | سبتمبر                                  | أكتوبر                                  | نوفمبر                                  | ديسمبر                                  | المعدل السنوي                           |
| -------------------------------------------------------------------------- | --------------------------------------- | --------------------------------------- | --------------------------------------- | --------------------------------------- | --------------------------------------- | --------------------------------------- | --------------------------------------- | --------------------------------------- | --------------------------------------- | --------------------------------------- | --------------------------------------- | --------------------------------------- | --------------------------------------- |
| الدرجة القصوى °م (°ف)                                                      | 22.4 (72.3)                             | 24.6 (76.3)                             | 29.3 (84.7)                             | 33.6 (92.5)                             | 36.4 (97.5)                             | 40.2 (104.4)                            | 41.5 (106.7)                            | 40.5 (104.9)                            | 39.6 (103.3)                            | 34.2 (93.6)                             | 27.8 (82.0)                             | 25.5 (77.9)                             | 41.5 (106.7)                            |
| متوسط درجة الحرارة الكبرى °م (°ف)                                          | 8.5 (47.3)                              | 8.7 (47.7)                              | 10.9 (51.6)                             | 15.5 (59.9)                             | 20.1 (68.2)                             | 25.0 (77.0)                             | 26.9 (80.4)                             | 27.2 (81.0)                             | 23.8 (74.8)                             | 19.2 (66.6)                             | 14.2 (57.6)                             | 10.4 (50.7)                             | 17.5 (63.5)                             |
| المتوسط اليومي °م (°ف)                                                     | 5.8 (42.4)                              | 5.5 (41.9)                              | 7.3 (45.1)                              | 11.2 (52.2)                             | 15.7 (60.3)                             | 20.5 (68.9)                             | 22.9 (73.2)                             | 23.4 (74.1)                             | 19.9 (67.8)                             | 15.8 (60.4)                             | 11.0 (51.8)                             | 7.8 (46.0)                              | 13.9 (57.0)                             |
| متوسط درجة الحرارة الصغرى °م (°ف)                                          | 3.5 (38.3)                              | 2.9 (37.2)                              | 4.4 (39.9)                              | 7.8 (46.0)                              | 12.2 (54.0)                             | 16.7 (62.1)                             | 19.7 (67.5)                             | 20.4 (68.7)                             | 16.8 (62.2)                             | 13.2 (55.8)                             | 8.5 (47.3)                              | 5.5 (41.9)                              | 11.0 (51.8)                             |
| أدنى درجة حرارة °م (°ف)                                                    | −13.9 (7.0)                             | −16.1 (3.0)                             | −11.1 (12.0)                            | −2.0 (28.4)                             | 1.4 (34.5)                              | 7.1 (44.8)                              | 10.5 (50.9)                             | 10.2 (50.4)                             | 6.0 (42.8)                              | 0.6 (33.1)                              | −7.2 (19.0)                             | −11.5 (11.3)                            | −16.1 (3.0)                             |
| الهطول مم (إنش)                                                            | 99.5 (3.92)                             | 82.1 (3.23)                             | 69.2 (2.72)                             | 43.1 (1.70)                             | 31.5 (1.24)                             | 40.6 (1.60)                             | 39.6 (1.56)                             | 41.9 (1.65)                             | 64.4 (2.54)                             | 102.3 (4.03)                            | 110.3 (4.34)                            | 125.1 (4.93)                            | 849.6 (33.45)                           |
| متوسط تساقط الثلوج سم (إنش)                                                | 18.4 (7.2)                              | 19.1 (7.5)                              | 9.9 (3.9)                               | trace                                   | 0 (0)                                   | 0 (0)                                   | 0 (0)                                   | 0 (0)                                   | 0 (0)                                   | 0 (0)                                   | trace                                   | 14.1 (5.6)                              | 61.5 (24.2)                             |
| متوسط أيام هطول الأمطار (≥ 0.1 mm)                                         | 16.9                                    | 15.2                                    | 13.2                                    | 10.0                                    | 7.4                                     | 7.0                                     | 4.7                                     | 5.1                                     | 8.1                                     | 12.3                                    | 13.9                                    | 17.5                                    | 131.3                                   |
| متوسط الأيام المثلجة (≥ 0.1 cm)                                            | 4.5                                     | 4.7                                     | 2.9                                     | 0.1                                     | 0.0                                     | 0.0                                     | 0.0                                     | 0.0                                     | 0.0                                     | 0.0                                     | 0.3                                     | 2.7                                     | 15.2                                    |
| ساعات سطوع الشمس الشهرية                                                   | 68.2                                    | 89.6                                    | 142.6                                   | 180.0                                   | 248.0                                   | 297.6                                   | 319.3                                   | 288.3                                   | 234.0                                   | 158.1                                   | 93.0                                    | 62.0                                    | 2٬180٫7                                 |
| ساعات سطوع الشمس اليومية                                                   | 2.2                                     | 3.2                                     | 4.6                                     | 6.0                                     | 8.0                                     | 9.6                                     | 10.3                                    | 9.3                                     | 7.8                                     | 5.1                                     | 3.1                                     | 2.0                                     | 5.9                                     |
| متوسط طول النهار اليومي                                                    | 10                                      | 11                                      | 12                                      | 13                                      | 14                                      | 15                                      | 15                                      | 14                                      | 12                                      | 11                                      | 10                                      | 9                                       | 12                                      |
| نسبة وصول أشعة الشمس                                                       | 22                                      | 29                                      | 38                                      | 46                                      | 57                                      | 64                                      | 69                                      | 66                                      | 65                                      | 46                                      | 31                                      | 22                                      | 46                                      |
| متوسط مؤشر الأشعة فوق البنفسجية                                            | 2                                       | 2                                       | 4                                       | 5                                       | 7                                       | 8                                       | 9                                       | 8                                       | 6                                       | 4                                       | 2                                       | 1                                       | 5                                       |
| المصدر: (المعدل 1981–2010)، (القصوى 1929–2018)، (الأيام المثلجة 1996-2011) |                                         |                                         |                                         |                                         |                                         |                                         |                                         |                                         |                                         |                                         |                                         |                                         |                                         |

| البيانات المناخية لإسطنبول (بحر مرمرة) | البيانات المناخية لإسطنبول (بحر مرمرة) | البيانات المناخية لإسطنبول (بحر مرمرة) | البيانات المناخية لإسطنبول (بحر مرمرة) | البيانات المناخية لإسطنبول (بحر مرمرة) | البيانات المناخية لإسطنبول (بحر مرمرة) | البيانات المناخية لإسطنبول (بحر مرمرة) | البيانات المناخية لإسطنبول (بحر مرمرة) | البيانات المناخية لإسطنبول (بحر مرمرة) | البيانات المناخية لإسطنبول (بحر مرمرة) | البيانات المناخية لإسطنبول (بحر مرمرة) | البيانات المناخية لإسطنبول (بحر مرمرة) | البيانات المناخية لإسطنبول (بحر مرمرة) | البيانات المناخية لإسطنبول (بحر مرمرة) |
| الشهر                                  | يناير                                  | فبراير                                 | مارس                                   | أبريل                                  | مايو                                   | يونيو                                  | يوليو                                  | أغسطس                                  | سبتمبر                                 | أكتوبر                                 | نوفمبر                                 | ديسمبر                                 | المعدل السنوي                          |
| -------------------------------------- | -------------------------------------- | -------------------------------------- | -------------------------------------- | -------------------------------------- | -------------------------------------- | -------------------------------------- | -------------------------------------- | -------------------------------------- | -------------------------------------- | -------------------------------------- | -------------------------------------- | -------------------------------------- | -------------------------------------- |
| متوسط درجة حرارة البحر °م (°ف)         | 8.4 (47.1)                             | 7.7 (45.9)                             | 8.3 (46.9)                             | 10.2 (50.4)                            | 15.5 (59.9)                            | 21.3 (70.3)                            | 24.6 (76.3)                            | 24.9 (76.8)                            | 22.8 (73.0)                            | 18.4 (65.1)                            | 13.8 (56.8)                            | 10.5 (50.9)                            | 15.5 (60.0)                            |
| المصدر: Weather Atlas                  |                                        |                                        |                                        |                                        |                                        |                                        |                                        |                                        |                                        |                                        |                                        |                                        |                                        |

### تغير المناخ

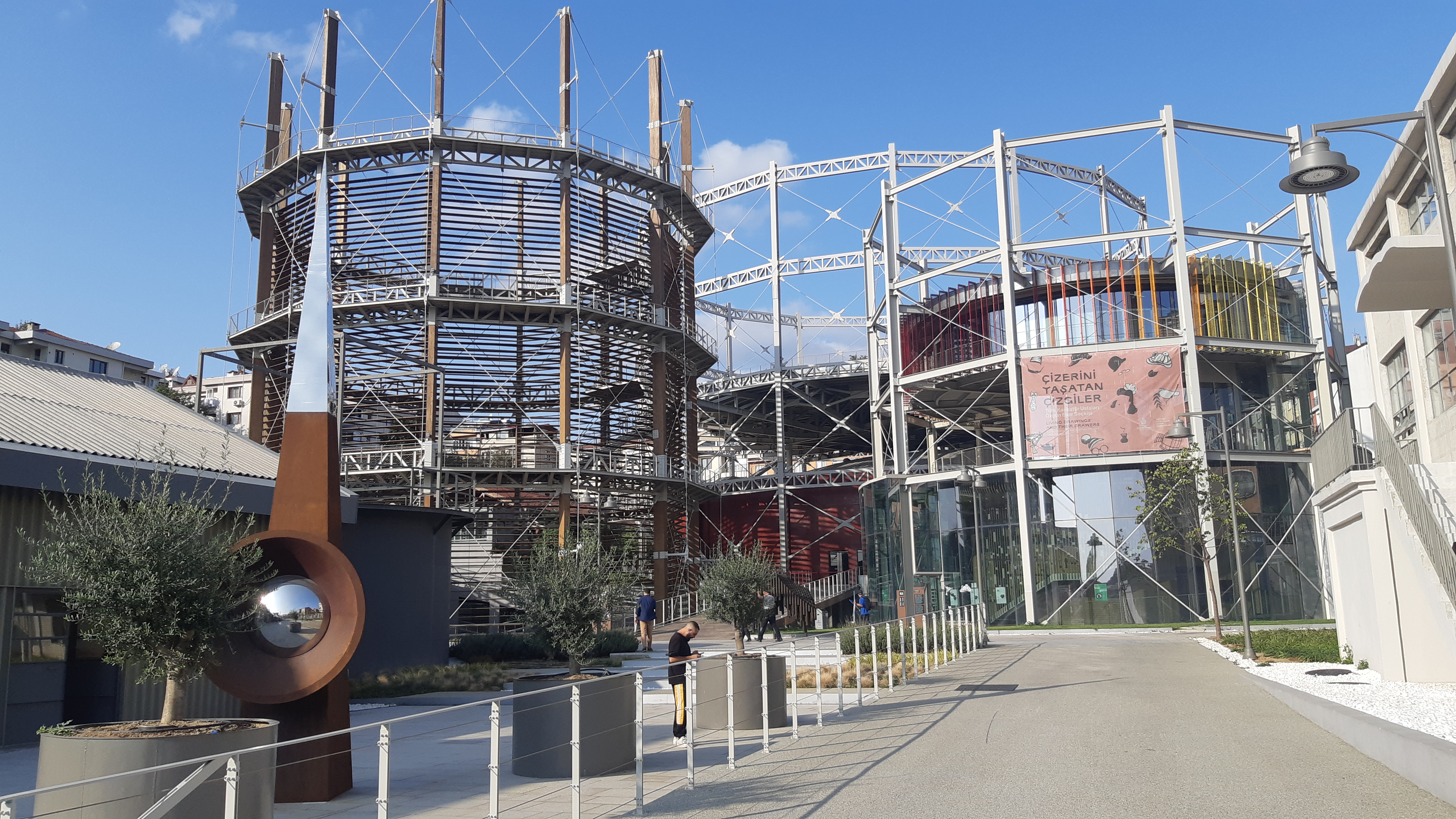
يشغل "Müze Gazhane" في قاضي كوي كأول متحف لتغير المناخ في تركيا.

كما هو الحال مع كل جزء من العالم تقريبًا، يتسبب تغير المناخ في المزيد من موجات الحر، الجفاف، العواصف، والفيضانات في إسطنبول. علاوة على ذلك، بما أن إسطنبول مدينة كبيرة وسريعة التوسع، فإن تأثير الجزيرة الحرارية الحضرية تكثف آثار تغير المناخ. بالنظر إلى البيانات السابقة، من المرجح جدا أن هذين العاملين مسؤولان عن تحول إسطنبول الحضرية، من مناخ صيفي دافئ إلى مناخ صيفي حار في تصنيف كوبن للمناخ، ومن المنطقة المعتدلة الباردة إلى المنطقة المعتدلة/شبه الاستوائية الدافئة في تصنيف مناخ تريوارثا. إذا استمرت الاتجاهات، فمن المرجح أن يؤثر ارتفاع مستوى سطح البحر على البنية التحتية للمدينة، على سبيل المثال محطة مترو كاديكوي مهددة بالفيضانات. اقتُرحت الحدائق الجافة للمساحات الخضراء، ولدى إسطنبول خطة عمل لتغير المناخ.

## مشهد المدينة

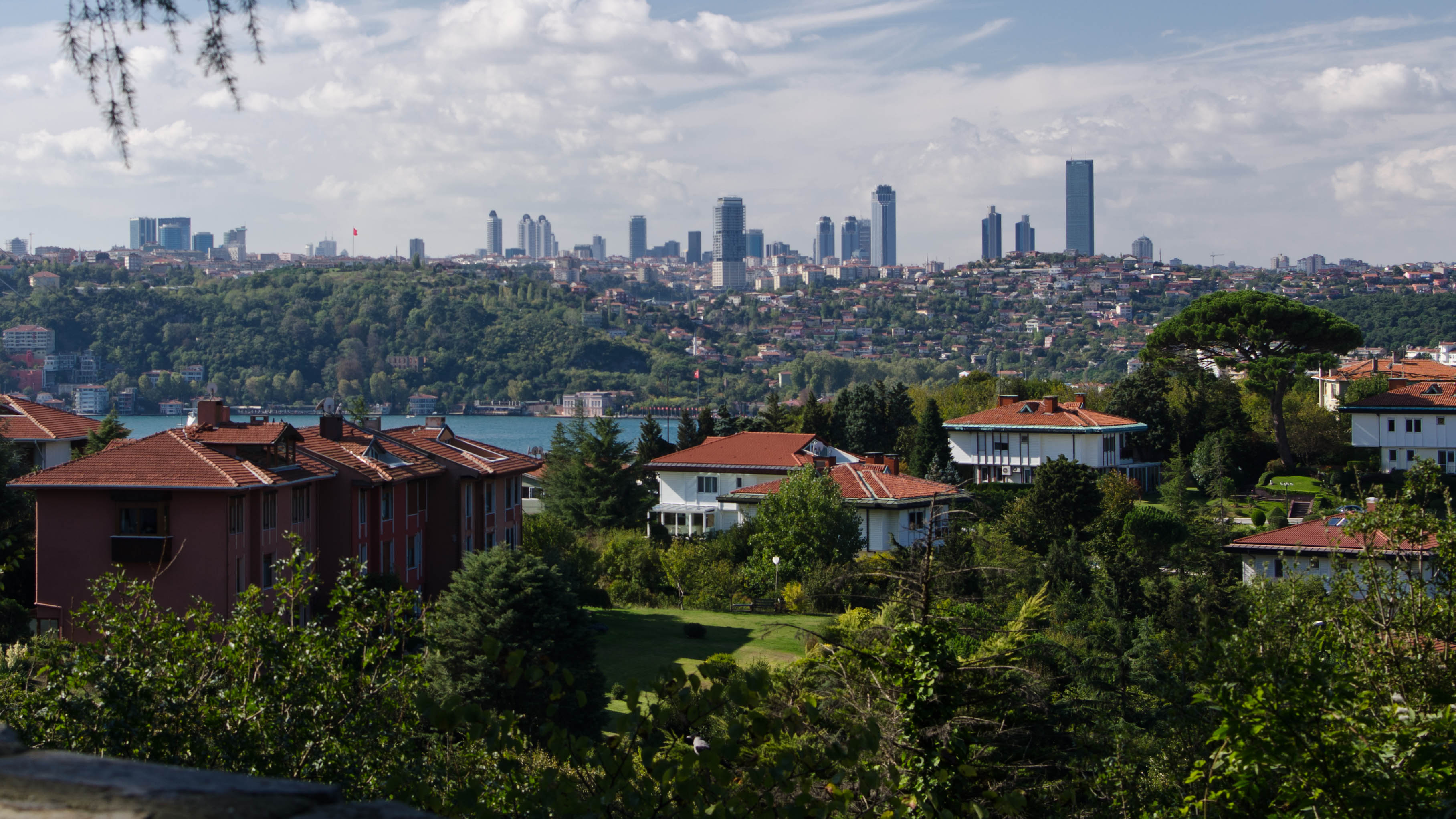
منظر مطل على الجانب الأوروبي من بيكوز عبر أرجاء البوسفور.

تُقسم إسطنبول إلى 39 مقاطعة، منها 27 تُشكل المدينة الفعلية، وتُعرف جميع هذه المقاطعات باسم «إسطنبول الكبرى»، ويديرها «مجلس بلدية إسطنبول الحضرية» (بالتركية: İstanbul Büyükşehir Belediyesi). تُقسم مقاطعات إسطنبول إلى 3 مناطق أساسية:

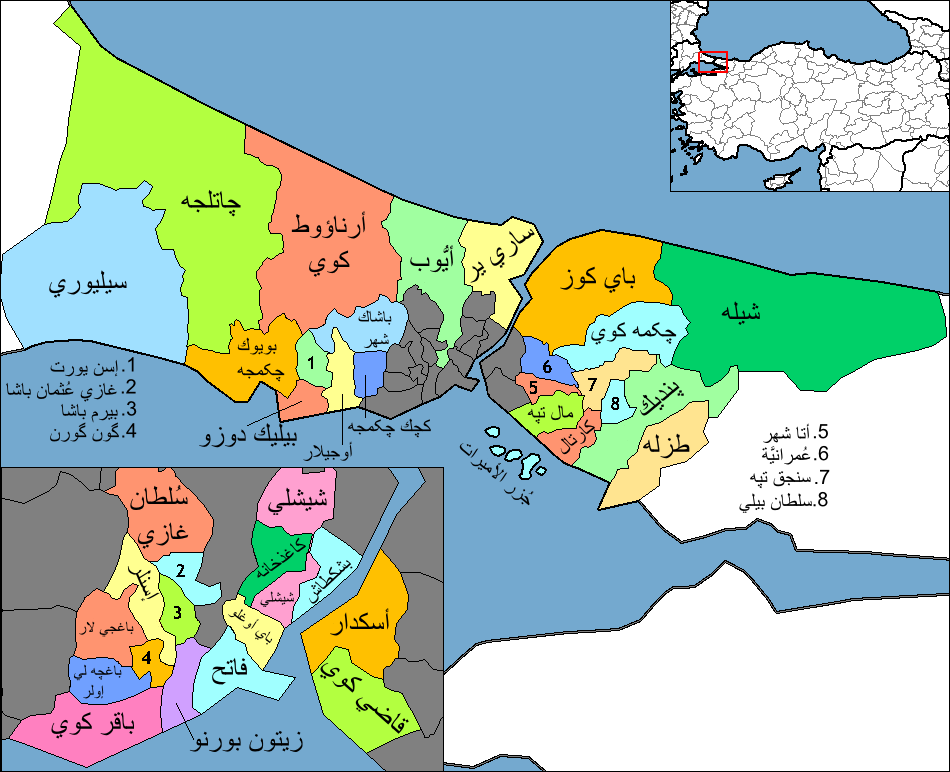
التقسيم الإداري لنواحي ومناطق إسطنبول.

- شبه جزيرة إسطنبول القديمة التاريخية، وهي المنطقة التي كانت تُشكل حدود القسطنطينية في القرن الخامس عشر؛ وهي تضم مقاطعات «أمين أونو» و«الفاتح». تقع هذه المنطقة على الشواطئ الجنوبية لمضيق القرن الذهبي، الذي يفصل وسط المدينة القديمة عن الأقسام الشمالية الأكثر حداثة من القسم الأوروبي. يحد هذا القسم أسوار المدينة القديمة غربًا، ومدخل مضيق البوسفور شرقًا، ويحيط بها بحر مرمرة جنوبًا.[100]
- مقاطعتيّ «بك أوغلي» و«بشكطاش» التاريخيتين اللتين تقعان شمال القرن الذهبي، وهي تضم الموقع حيث يقع «قصر طولمة باغجة»، بالإضافة لعدد من القرى السابقة مثل: «القرية الوسطى» و«بيبك»، على شواطئ البوسفور.[101] ينتقل سكان المدينة الأثرياء خلال فترة الصيف للعيش على ضفاف هاتين المقاطعتين في منازل فخمة يُطلق عليها اسم «يلي» (بالتركية: Yalı)، التي تعني حرفيًا «الشاطئ» أو «شاطئ البحر».[102][103]
- مقاطعتيّ «أسكُدار» و«خلقيدونية»، تقعان على الجانب الآسيوي من المدينة، حيث كانت كل منهما سابقًا مدينة مستقلة، قبل أن تُضم لإسطنبول بفعل توسع الأخيرة واستيعابها للعديد من المدن والقرى المحيطة. يضم هذا الجانب حاليًا العديد من المناطق السكنية الحديثة بالإضافة لأحياء المال والأعمال، ويتخذ منها موطنًا نحو ثلث سكان المدينة.[104][105]

امتدت إسطنبول وتوسعت شرقًا، غربًا، وشمالاً، إلى ما وراء حدودها التاريخية. تقع أعلى الأبراج[ ؟ ] ومباني المكاتب العصرية في أحياء: الشرق، الحيثية، ومسلك على الجانب الأوروبي، وحي «كوزياطاغي» على الجانب الآسيوي.

### العمران

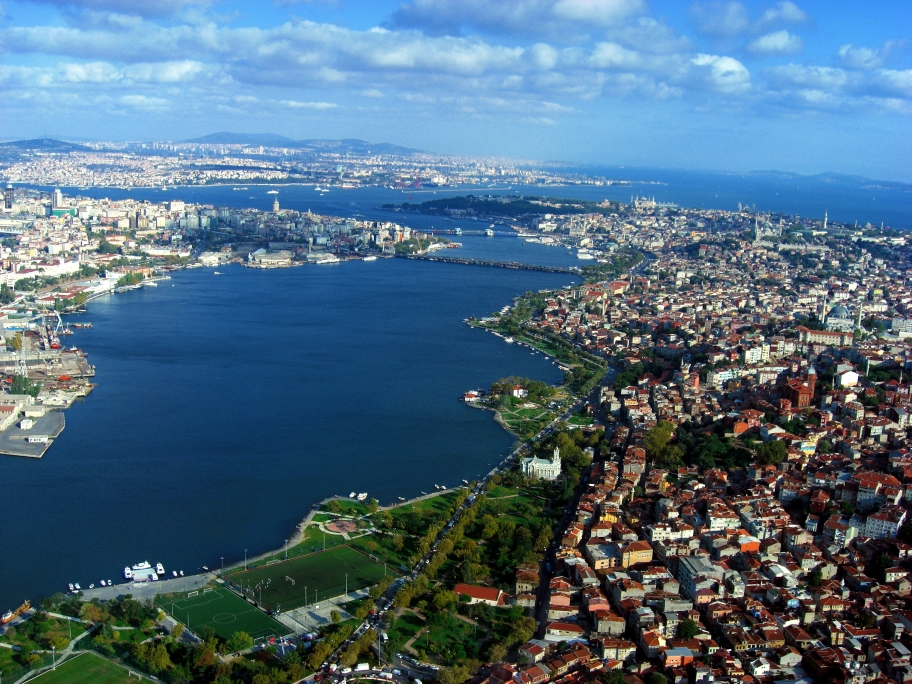
شبه جزيرة القسطنطينية التاريخية.

كان المنظر الحضري لمدينة إسطنبول، وما زال، في تغيّر مستمر. ففي عهد الإغريق والرومان والبيزنطيين، كانت المدينة تتألف بمعظمها من شبه جزيرة القسطنطينية؛ وكانت مدينة غلطة تحدها شمالاً، ومدن أسكُدار وخلقيدونية تحدها شرقًا عبر مضيق البوسفور. وكانت جميع هذه المدن تُشكل دولاً مدينية مستقلة عن بعضها البعض. أما إسطنبول الحالية، فهي تضم شبه الجزيرة التاريخية وجميع تلك المدن التي كانت تحيط بها، بالإضافة للعديد من المناطق المحيطة التي لم تكن مأهولة حتى القرن التاسع عشر، عندما أخذ السكان يبنون بيوتًا جديدة حول المدينة، استحالت أحياءً ومقاطعات فيما بعد.
كانت أسوار مدينة غلطة البندقية لا تزال صامدة حتى أوائل القرن التاسع عشر. وقد دمرت فيما بعد هذه التحصينات القديمة، عدا برج غلطة وبعض أجزاء السور التي لا تزال باقية إلى اليوم، وذلك لإفساح المجال نحو توسّع المدينة شمالاً حيث توجد اليوم أحياء «بشكطاش»، «شيشلي»، «المرمى»، وما بعدها.
وفي العقود الأخيرة بُنيت العديد من المباني الشاهقة حول المدينة لاستيعاب أعداد السكان المتزايدة، وأصبحت البلدات المحيطة جزءًا من المدينة بسبب توسع الأخيرة توسعًا سريعًا واستيعابها لتلك البلدات. تقع أعلى المباني السكنية وتلك المخصصة للمكاتب في شمال القسم الأوروبي، وخاصة في مناطق المال والأعمال في أحياء «الشرق»، «مسلك»، و«القرية المجيدية»، الواقعة في المنطقة الممتدة بين جسر البوسفور وجسر السلطان محمد الفاتح. وفي بعض الأحياء مثل الشرق والحيثية مراكز تسوّق فخمة مثل: كانيون، متروسيتي، إكمركز، مايادروم، ومايادروم الفوقي. كذلك تقع مراكز أكبر وأهم الشركات والمصارف التركية في هذه المنطقة.
أخذ الجانب الآسيوي من إسطنبول، وهو الجانب الذي كان يُعد ساكنًا مليئًا بالمنتجعات الصيفية والأكواخ الأنيقة المحاطة بحدائق واسعة من الصنوبر المظلي، أخذ منذ أوائل النصف الثاني من القرن العشرين، بالنمو والتطور بتسارع. فقد ساهم تشييد جادة بغداد الواسعة، ذات المطاعم والدكاكين الراقية، بتسارع وتيرة النمو الحضري في المنطقة. وقد ساعد خلو هذه الأماكن من السكان حتى الستينات من القرن العشرين على تشييد بنية تحتية أفضل وإيجاد تخطيط عمراني أكثر تنظيمًا من ذلك الخاص بمناطق سكنية أخرى في المدينة. إلا أن ازدهار الجانب الآسيوي الحقيقي أتى مع افتتاح طريق «إسفلت أنقرة» السريع (بالتركية: Ankara Asfaltı)، وهو الامتداد الآسيوي لطريق E5 السريع، الذي يقع شمال جادة بغداد بالتوازي مع خط سكة الحديد. ومن العوامل الأخرى المهمة التي ساعدت على نمو الجانب الآسيوي هي النزوح من الأناضول. يُشكل سكان هذا القسم من إسطنبول اليوم نحو أكثر من ثلث سكان المدينة.
بني قسم كبير من الأبنية الواقعة في ضواحي المدينة بين ليلة وضحاها، كنتيجة لنمو إسطنبول المتسارع خلال النصف الثاني من القرن العشرين، وقد ابتدع الأتراك في أربعينات القرن سالف الذكر لفظًا يرمزون به لهذه المباني العشوائية هو "Gecekondu"، وهو يعني حرفيًا «بُني في ليلة وضحاها». وحاليًا، فإن كثيرًا من تلك المباني تُهدم وتزال وتستبدلها مجمعات سكنية كبيرة.

### العمارة
حصدت إسطنبول عبر تاريخها الطويل صيتًا مفاده أنها موقع انصهار الثقافات والأعراق المختلفة. وكنتيجة لهذا، يمكن العثور حاليًا على عدد من المساجد، الكنائس، المعابد، القصور، القلاع، والأبراج[ ؟ ] التاريخية في المدينة والتي بنيت في مراحل مختلفة من الزمان على يد شعوب وأناس متعددين. والبعض من هذه المعالم يجذب الملايين من السياح إلى إسطنبول سنويًا، وقد أصبح يُشكل رمزًا مهمًا للمدينة.

#### النمط الإغريقي والروماني

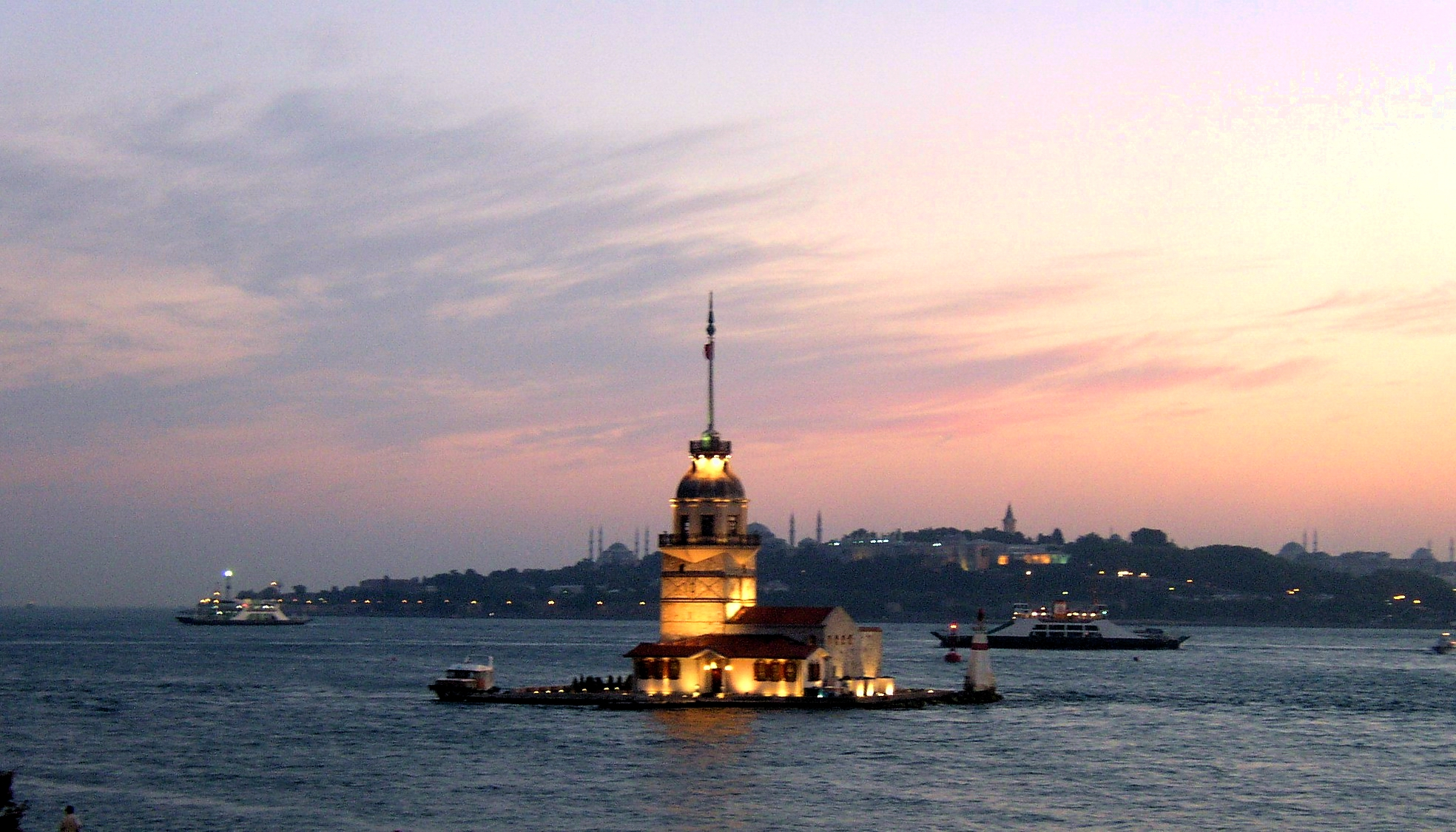
برج العذراء.

من أبرز المعالم في إسطنبول والتي تعود إلى عهد الإغريق هو «برج العذراء»، وقد بنى هذا البرج أساسًا اللواء الأثيني «آلسيبايديز» عام 408 قبل الميلاد للتحكم في حركة السفن الفارسية في مضيق البوسفور.

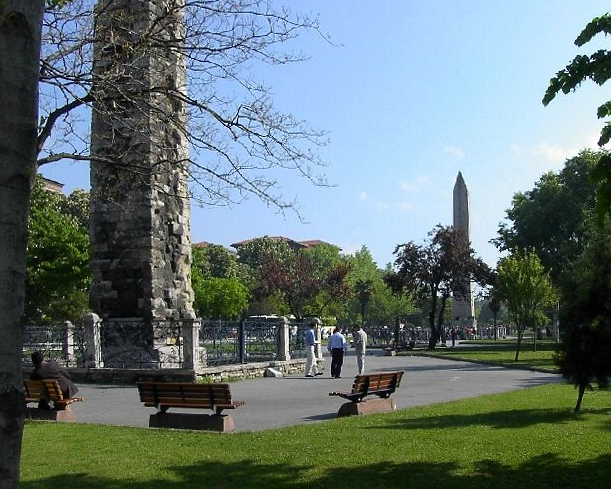
ساحة ألعاب القسطنطينية أو مضمار سباق القسطنطينية.

ومن أشهر معالم العمارة الرومانية بالمدينة، عمود قسطنطين (بالتركية: Çemberlitaş sütunu)، والذي وضعه في مكانه عام 330 الإمبراطور قسطنطين الأول، إعلانًا بجعل المدينة العاصمة الجديدة للإمبراطورية الرومانية.
ومن المعالم والمنشآت الرومانية الأخرى: القناطر الحزامية، قناطر الصقر الرمادي، عمود القوطيين، موقع الحريم، الميليون الذي ساعد على احتساب المسافة بين القسطنطينية والمدن الأخرى التابعة للإمبراطورية الرومانية، قصر القسطنطينية الكبير الذي بناه قسطنطين الأول ليكون المقر الرئيسي لأباطرة الروم، وساحة ألعاب القسطنطينية أو مضمار سباق القسطنطينية، التي بُنيت وفقًا لنموذج سيرك ماكسيموس في روما.
كان قسطنطين الأول هو من بدأ بتشييد أسوار المدينة الضخمة، حيث قام بزيادة حجم أسوار بيزنطة وتضخيمها وزيادة سماكتها لتكون خير دفاع عن العاصمة الجديدة للإمبراطورية الرومانية، التي كانت قد أخذت بالنمو والاتساع بعد أن أطلق عليها اسم «روما الجديدة» (باللاتينية: Nova Roma). وقد بُني قسم جديد من الجدران في القسم الغربي من المدينة خلال عهد الإمبراطور «ثيودوسيوس الثاني»، وأعيد بنائها مجددًا لتتخذ شكلها الحالي عام 447 بعد أن دمرها زلزال شديد. ومن المعالم الأخرى التي تعود لذات العهد، عمود مارقيان (بالتركية: Kıztaşı)، الذي رفعه الإمبراطور «فلاڤيوس مارقيان» (450–457) في نفس الفترة الزمنية التي بُنيت فيها أسوار ثيودوسيوس ثلاثية الطبقات.

#### النمط البيزنطي

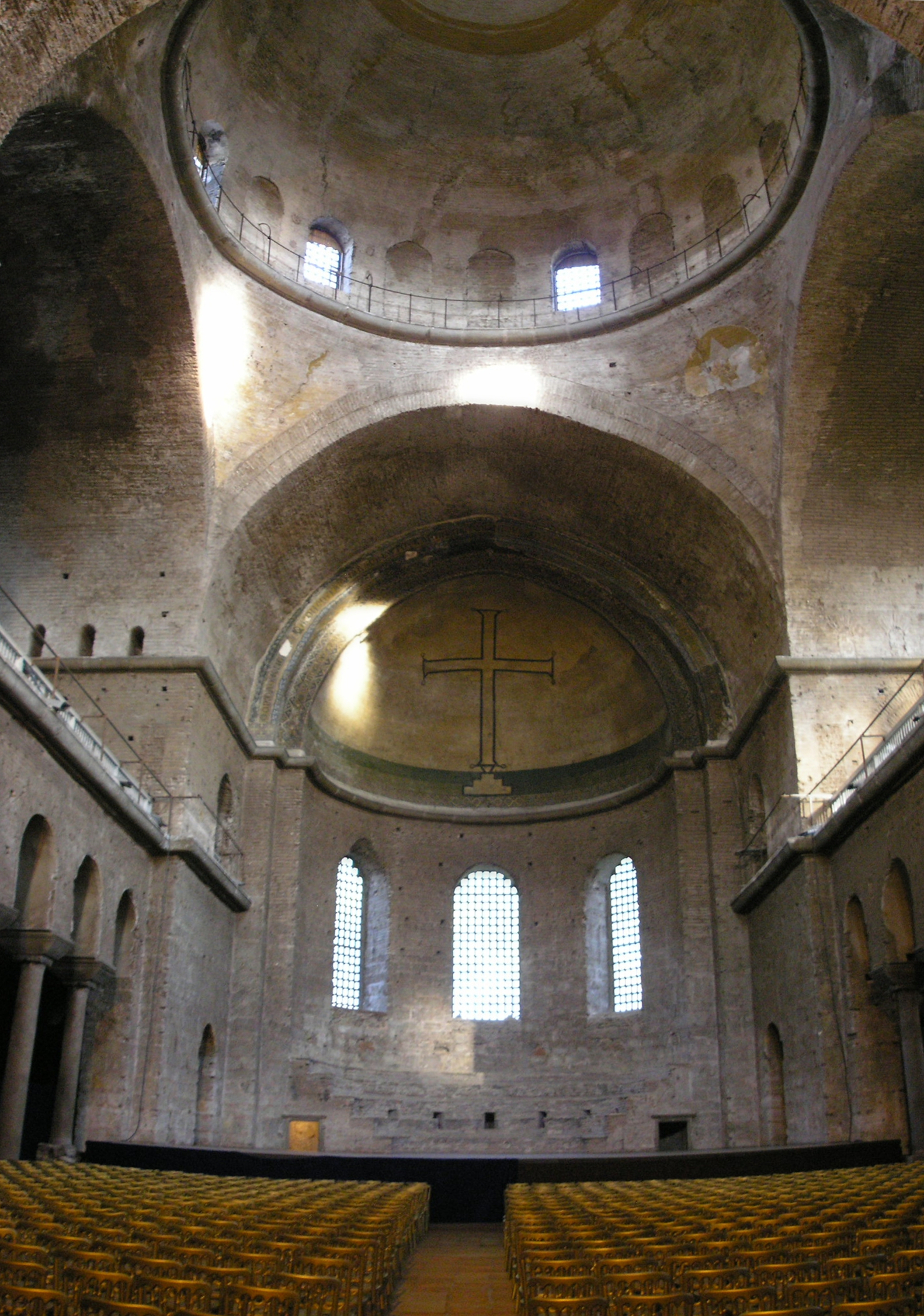
داخل كنيسة آيا إيرين.

كان أسلوب العمارة البيزنطي الأول يُحاكي الأسلوب الروماني التقليدي من ناحية شكل القباب والقناطر[ ؟ ] خصوصًا، إلا أن المهندسين الروم عادوا وقاموا بتطوير هذه المفاهيم المعمارية فيما بعد، كما تشهد على ذلك كنيسة «آيا إيرين» التي بناها الإمبراطور قسطنطين الأول في القرن الرابع لتكون أول كنيسة في عاصمة الروم الجديدة؛ وكنيسة القديسين سركيس وباخوس أو «آيا صوفيا الصغرى» المبنية في القرن السادس خلال عهد الإمبراطور «جستينيان الأول»، وتُعد الكنيسة الأخير أكبر مبنى في ساحة السلطان أحمد في مقاطعة «أمين أونو»، وهي أكثر المعالم البيزنطية الباقية أهميةً في العالم.
تقوم الجمعيات المختصة حاليًا بعدّة حفريات عند أساسات قصر القسطنطينية الكبير، الواقع إلى جانب آيا صوفيا، لكشف النقاب عن المزيد من المعالم المعمارية من الحقبة البيزنطية؛ ويُحتفظ بالفسيفساء التي زيّنت أرض وجدران القصر في «متحف القصر الكبير للفسيفساء» حاليًا. وفي موقع قريب من الموقع الأخير أعمالُ حفر أخرى، حيث لا يزال «برج مگنورا» يقف. كان قسطنطين الأول هو من أمر ببناء القصر الكبير بداية الأمر، لكن شكله الحالي إنما هو نتاج المهندسين الذين أمرهم الأباطرة اللاحقون، وخاصة جستنيان، بتوسيعه وزيادة حجمه. ومن القصور البيزنطية الأخرى، قصر «بوكليون» المعروف أيضًا بقصر هورميسداس، الذي بناه الإمبراطور «ثيودوسيوس الثاني» في القرن الخامس، وقام الإمبراطور «ثيوفيلوس» بتوسيعه في القرن التاسع، ودُمجت جدرانه مع جدران القصر الكبير خلال عهد الإمبراطور «نقفور الثاني» في القرن العاشر. كذلك وُصِل المنبر الشرقي لساحة ألعاب القسطنطينية، حيث كانت مقصورة الإمبراطور تقع، وُصِل بممر موصول بالقصر الكبير حتى تستطيع العائلة المالكة أن تصل لهناك مباشرة.
صُممت آيا صوفيا على يد المهندسين الإغريقيين «إيزيدور الميليتوسي» و«أنثيموس الأيديني» لتكون ثالث كنيسة تُبنى في ذات الموقع، في الفترة الممتدة بين عاميّ 532 و537 بعد أعمال شغب نيكا، التي وقعت عام 532، ودمرت خلالها الكنيسة الثانية، التي كانت قد افتتحت سنة 405 على يد «ثيودوسيوس الثاني». أما الكنيسة الأولى التي عُرفت باسم «الكنيسة الكبرى» فقد افتتحها الإمبراطور «قنسطانطيوس الثاني» عام 360. تُظهر كنيسة القديسين سركيس وباخوس، التي بناها «جستنيان الأول» وجعلها صرحًا في الفترة الممتدة بين سنتيّ 527 و536، تُظهر مدى التطور الحاصل في أساليب العمارة، وخاصة في بناء المباني المقببة، التي تطلبت حلولاً أكثر تعقيدًا لرفع هكذا مجسمات. وتعود كنيسة «آيا إيرين» وكاتدرائية الحوض إلى نفس الحقبة الزمنية التي برزت فيها هذه التصاميم المعمارية الجديدة. أما أقدم الكنائس البيزنطية في إسطنبول، والتي حافظت على هيكلها وشكلها الخارجي، على الرغم من أن الخراب لحق بها بعض الشيء، هي «دير ستوديوس» التي بُنيت سنة 462.
إن أقدم المعالم البيزنطية التي تعود لعهد «هرقل» (610–641) هي «سجون أنيماس»، التي دُمجت بأسوار المدينة في القسم الشمالي الغربي منها، حيث تُشكل هيكلاً شبيهًا بالقصر، ذي أبراج عديدة وشبكة زنزانات تحتأرضية. يُعرف القسم الوحيد الباقي من هذا الهيكل باسم «قصر بورفروجنيتثس» أو «قصر تكفور» (بالتركية: Tekfur Sarayı) وهو يعود لحقبة الحملة الصليبية الرابعة. اتخذ الأباطرة اللاتينيون من قصر بوكليون المواجه لبحر مرمرة مسكنًا لهم خلال فترة حكمهم التي استمرت من سنة 1204 حتى سنة 1261. وخلال هذه السنوات قام الكهنة الدومينيكان الكاثوليك ببناء كنيسة القديس بولس على الجهة الشمالية من القرن الذهبي، وقد انتهى العمل بها في عام 1233.

#### النمط الجنوي
بعد أن استعاد الروم[ ؟ ] عاصمتهم المفقودة لصالح الصليبيين اللاتين عام 1261، هجر الأباطرة القصر الكبير وقصر بوكليون هجرًا شبه تام ونُقل مركز الإقامة إلى قصر السيادة بغرب المدينة، حيث الأسوار ثلاثية الأقسام. ومن الكنائس التي بُنيت بعد أن استعاد البيزنطيون القسطنطينية: كنيسة ثيوطوكس پاماكريستوس وكنيسة القديس المخلّص في تشورا؛ وفي هذه الفترة أيضًا قام سلطان غلطة الجنوي، «مونتانو دي مارينيس» ببناء دار البلدية (بالإيطالية: Palazzo del Comune)، وهو نسخة طبق الأصل عن قصر القديس جرجس (بالإيطالية: Palazzo San Giorgio) في جنوة. كذلك قام الجنويون ببناء برج غلطة بأعلى موقع بمدينة غلطة عام 1348، وأطلقوا عليه اسم «برج المسيح» (بالإيطالية: Christea Turris). ولدى العامّة اعتقاد سائد مفاده أن «القلعة الجنويّة» الواقعة على مدخل مضيق البوسفور بالبحر الأسود قد بُنيت على أيدي الجنويين، إلا أنها بُنيت أساسًا على أيدي البيزنطيين.

#### النمط العثماني

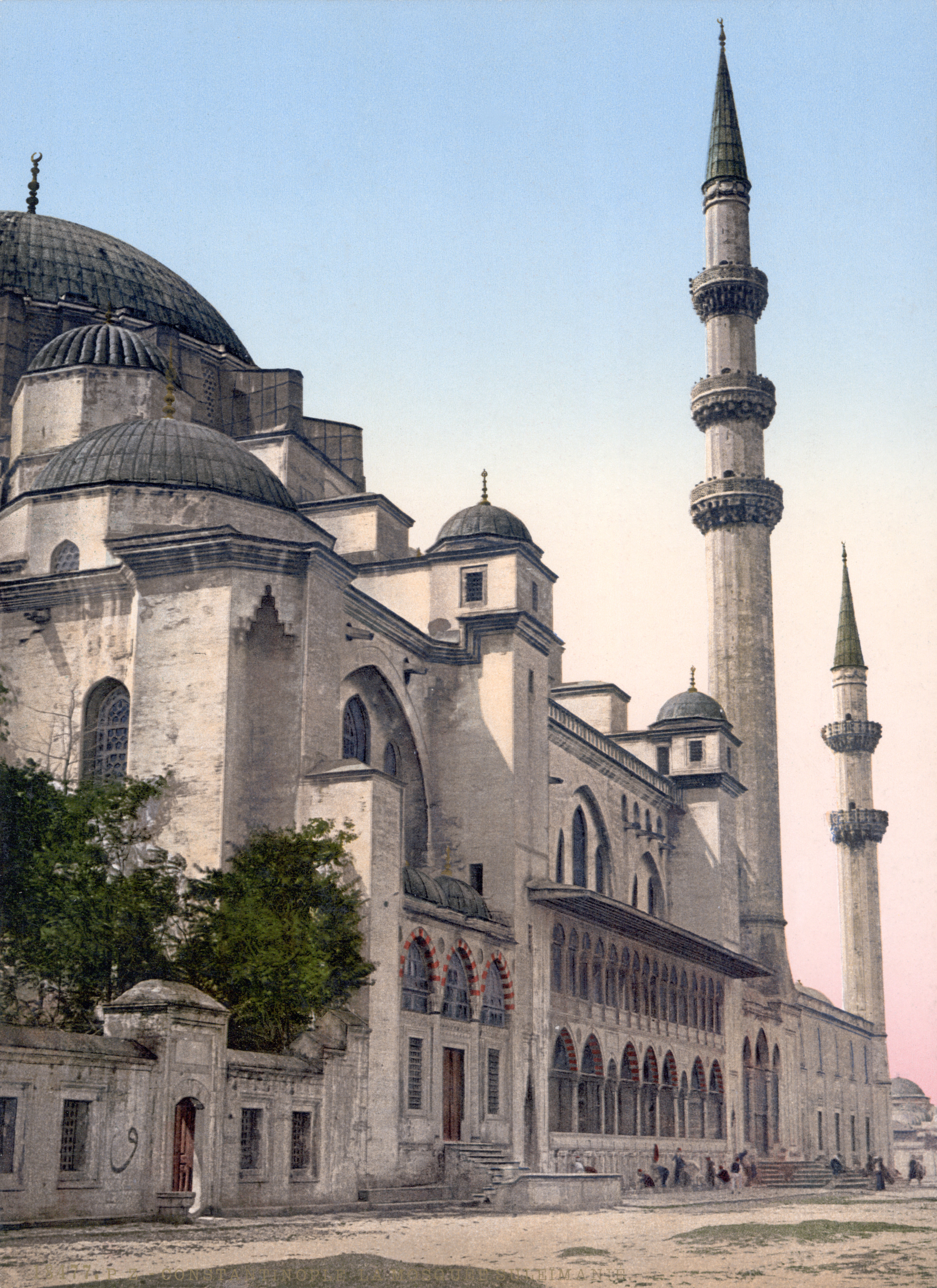
رسم لمسجد السلطان سليمان القانوني من أواخر القرن التاسع عشر.

قام الأتراك العثمانيون ببناء قلعة «أناضول حصار» على الجانب الآسيوي من المدينة في عام 1394، وألحقوها بقلعة «روملي حصار» على الجانب الأوروبي المجاور سنة 1452، أي قبل سنة من فتح القسطنطينية. كان الهدف من وراء بناء هاتين القلعتين المزودتين بالمدافع الطويلة، هو التحكم بحركة مرور السفن الداخلة والخارجة من مضيق البوسفور، ومنع وصول المدد إلى الروم عن طريق السفن الجنوية القادمة من المستعمرات على ساحل البحر الأسود، مثل فيودوسيا، سينوب، وأماسرا. وفي ذات السنة، بُني أول مسجد على الجانب الأوروبي من المدينة داخل قلعة روملي حصار.
بعد الفتح العثماني للمدينة، شرع السلطان محمد الفاتح بتنفيذ خطة إعادة بناء شاملة، تضمنت إنشاء قصر الباب العالي، السوق الكبير المغطى، وحصن الأبراج السبعة، الذي كان مخصصًا لحماية وحراسة البوابة الرئيسية للمدينة، أي «البوابة الذهبية».
كان أول مسجد فعلي يُبنى بداخل المدينة هو «مسجد أبي أيوب الأنصاري» (بالتركية: Eyüp Sultan Camii)، وكان ذلك نحو سنة 1459. بُني هذا المسجد في الموقع الذي دُفن فيه «أبو أيوب الأنصاري» وهو أحد صحابة النبي محمد، والذي استشهد عند حصار القسطنطينية في سنة 669، خلال المناوشات الأولية التي وقعت بين العرب والروم، عندما حاول المسلمون لأول مرة فتح المدينة. أما أول مسجد ملكي ضخم بُني في القسطنطينية فهو «مسجد السلطان محمد الفاتح»، الذي اكتمل في عام 1470، وهو يقع في نفس الموقع حيث كانت توجد إحدى أهم الكنائس البيزنطية وهي كنيسة الرسل المقدسة، التي بُنيت في عهد قسطنطين الأول. بُني عدد من المساجد المهمة الأخرى خلال القرون اللاحقة، مثل مسجد سليمان القانوني (1557)، الذي أمر بتشييده السلطان سليمان القانوني، وصممه المهندس المعماري «سنان آغا»، وكذلك مسجد السلطان أحمد (1616) المعروف أيضًا باسم «المسجد الأزرق»، بسبب البلاط[ ؟ ] الأزرق الذي يزين داخله.
أخذ النمط العمراني العثماني يفسح المجال أمام الأنماط العمرانية الأوروبية في القرنين الثامن عشر والتاسع عشر، حيث قام المعماريون باستخدام أنماط مثل «الباروكية» لتشييد القصور والمساجد، كما في مسجد «نور العثمانية» وفي القسم الإضافي لجناح الحريم في قصر الباب العالي، والذي شُيِّد في القرن الثامن عشر. وبعد أن أطلق السلطان عبد المجيد الأول حملة الإصلاحات لإعادة تنظيم الدولة العثمانية، جرى اللجوء إلى عدد من الأنماط المعمارية الأوروبية، مثل: النمط التقليدي الجديد، الباروكية، الروكوكو، في بناء معالم المدينة، وفي أحيان أخرى استُخدم خليط منها، كما في حالة قصر طولمة باغجة، قصر سيد الأسياد، ومسجد أورطاكوي أو المسجد المجيدي.
وابتداءً من أوائل القرن التاسع عشر، أخذت السفارات الفخمة التابعة للدول الأوروبية البارزة تُبنى في المنطقة المحيطة بجادة الاستقلال، الأمر الذي أدّى بطريق غير مباشر إلى تطوير النمط العمراني في تلك الأنحاء، حيث أخذت تظهر عدّة مباني مشيدة على النمط التقليدي الجديد ونمط الفن الجديد (بالفرنسية: Art Nouveau) على جانبيّ الشارع. كانت إسطنبول إحدى المراكز الأساسية لحركة الفن الجديد في أواخر القرن التاسع عشر وأوائل القرن العشرين، حيث قام عدد من البنّائين المشهورين مثل «ألكسندر ڤالوري» و«ريموندو توماسو دارونكو»، ببناء عدد من المباني والقصور على هذا النمط، سواء في داخل المدينة أو على جزر الأمراء. ومن أبرز أعمال دارونكو، عدد من المباني في مجمّع قصر يلدز. ومن الأمثلة الأخرى على المنشآت المبنية باستخدام هذا النمط: سلالم كاموندو في شارع المصارف في حي غلطة، وقصر الخديوي على الجانب الآسيوي من البوسفور، خان فلورا في منطقة سركيسي، وشقق فرج في حي الشيشان في ناحية بك أوغلي.

## معالم المدينة
| آيا صوفيا شُيّد هذا المبنى بالأساس ليكون كاتدرائية البطريركية الأرثوذكسية، وعند الفتح الإسلامي تحوّل إلى مسجد، وعند قيام الجمهورية التركية أصبح متحفًا. كان هذا المبنى كاتدرائية القسطنطينية في الفترة الممتدة بين عاميّ 360 و1453، يُستثنى منها السنوات الواقعة بين عاميّ 1204 و1261، عندما تحول إلى كاتدرائية الإمبراطورية اللاتينية. تحوّل إلى مسجد منذ 29 مايو سنة 1453 حتى سنة 1934 عندما أعلن الدستور التركي أن تركيا دولة علمانية، فتحول إلى متحف ثم إلى مسجد.                                                                                          | آيا صوفيا.              |
| مسجد السلطان أحمد بُني هذا المسجد في الفترة الممتدة بين عاميّ 1609 و1616، خلال عهد السلطان "أحمد الأول". يُعرف أيضًا باسم المسجد الأزرق بسبب البلاط[ ؟ ] الأزرق الذي يُزين داخله. وهو كمعظم المساجد العثمانية يحوي قبر السلطان الذي أسسه بالإضافة لمدرسة وتكية. كان هذا المسجد يظهر على خلفية العملة الورقية التركية من فئة 500 ليرة، التي وُضعت بالتداول من سنة 1953 حتى سنة 1976. | مسجد السلطان أحمد.      |
| مسلة تحتموس الثالث كانت هذه المسلة موجودة في معبد الكرنك جنوب الصرح السابع، حيث رفعها الفرعون "تحتموس الثالث" (1479–1425 ق.م). أمر الإمبراطور "قنسطانطيوس الثاني" بنقل هذه المسلة وواحدة أخرى عبر نهر النيل وصولاً إلى الإسكندرية عام 357، احتفالاً بذكرى توليه العرش منذ 20 سنة. بقيت هذه المسلة في الإسكندرية حتى سنة 390 عندما أمر الإمبراطور "ثيودوسيوس الأول" (378-392) بنقلها إلى القسطنطينية حيث رفعها في مضمار سباق المدينة. | مسلة تحتموس الثالث.     |
| المسجد الجديد يُعرف هذا المسجد أيضًا باسم "مسجد يني" و"مسجد والدة السلطان"، وهو يقع على مضيق القرن الذهبي جنوب جسر غلطة. أبتدئ بتشييد هذا المسجد سنة 1597، بعد أن أمرت ببنائه السلطانة "صفيّة" زوجة السلطان مراد الثالث، وكان مصصمه هو "داود آغا" تلميذ المهندس "سنان آغا" الشهير، وأكمله الرقيب "أحمد الغطاس" بعد وفاة داود سنة 1599. يُعد من أشهر معالم إسطنبول. | المسجد الجديد           |
| قصر الباب العالي كان هذا القصر المقر الرئيسي للسلاطين العثمانيين طيلة ما يُقارب من 400 سنة، من عام 1465 حتى 1856. أبتدئ ببناء القصر عام 1459 بأمر من السلطان محمد الفاتح بعد غزو القسطنطينية. يجذب القصر اليوم أعدادًا كبيرة من السياح، وهو يحوي بعض الأثار المقدسة الإسلامية، مثل عبائة النبي محمد وسيفه. يُصنف القصر على أنه من ضمن المعالم المنتمية للمناطق التاريخية في إسطنبول، وقد أصبح موقعًا للتراث العالمي في سنة 1985، ووُصف على أنه من أفضل الأمثلة على التنوع الثقافي في الدولة العثمانية.                                                      | قصر الباب العالي.       |
| متحف تشورا كان هذا المبنى في الأساس إحدى أجمل الكنائس البيزنطية، وفي القرن السادس عشر تحول إلى مسجد بناءً على أمر الصدر الأعظم "علي باشا"، ثم أصبح متحفًا في سنة 1948. تزين الفسيفساء والتصويرات الجصية سقف هذا المتحف وجميع جدرانه. | متحف تشورا              |
| مسجد فتحيّة كان هذا المسجد كنيسة بيزنطية أساسًا تحمل اسم كنيسة ثيوطوكس پاماكريستوس. وبعد دخول الإسلام إلى القسطنطينية، قام السلطان مراد الثالث بتحويلها إلى مسجد وأطلق عليها اسم "مسجد فتحيّة" احتفالاً بالفتح العثماني لجورجيا وأذربيجان. وقد قام المعماريون العثمانيون بإزالة بعض الجدران الداخلية لإفساح المجال للمصلين وعدم إزعاجهم. وفي سنة 1949 حُوّل المصلى المسيحي الأساسي إلى متحف وبقي المبنى الرئيسي مسجدًا. | مسجد فتحية.             |
| جسر البوسفور يُسمى هذا الجسر أيضًا بجسر البوسفور الأول، وهو أحد الجسرين الذين يصلان أوروبا بآسيا. يبلغ طوله 1,510 أمتار (4,954 قدمًا)، ويصل عرض سطحه إلى 39 مترًا (128 قدمًا). تصل المسافة بين برجيه إلى 1,074 مترًا (3,524 قدمًا) ويبلغ ارتفاعهما 105 أمتار (344 قدمًا)، أما المسافة بين البحر والجسر فتصل إلى 64 مترًا (210 أقدام). حصل هذا الجسر على المركز الرابع بين أطول الجسور المعلقة في العالم عند اكتماله في سنة 1973، وكان أطول الجسور خارج الولايات المتحدة. أما اليوم فهو يقبع في المركز السادس عشر بين تلك الجسور.                                | جسر البوسفور            |
| قصر طولمة باغجة قصر طولمة باغجة، هو مقر السلاطين العثمانيين من سنة 1856 حتى سنة 1922، باستثناء الأعوام الممتدة من سنة 1889 حتى سنة 1909 عندما كان هذا اللقب لقصر يلدز. بُني هذا القصر بناءً على أمر السلطان "عبد المجيد الأول"، وقام بأعمال البناء "الحاج سعيد آغا"، بينما قام بالتصميم المهندس "گربات باليان" وولده "نيگوغايوس باليان" و"إيفانيس كلفا". كلّف تشييد القصر 5 ملايين ليرة عثمانية مجيدية، أي ما يقارب 35 طن من الذهب. | قصر السلاطين            |
| برج غلطة برج غلطة هو برج حجري يعود للقرون الوسطى، موجود في ناحية غلطة من إسطنبول، شمال مضيق القرن الذهبي. بنى الجنويون هذا البرج عام 1348 في مستعمرتهم بالقرب من القسطنطينية. يبلغ ارتفاع البرج 66.90 مترًا كاملةً، و 62.59 مترًا دون احتساب طول العمود المزخرف على سطحه، الذي يصل في طوله إلى 51.65 مترًا. كان هذا البرج أطول مباني المدينة عندما شُيِّد، فقد وصل ارتفاعه إلى ارتفاع مبنى بتسع طبقات، وهو ارتفاع شاهق مقارنة بمباني ذلك الزمان. يصل القطر الخارجي للبرج إلى 16.45 مترًا عند القاعدة، و 8.95 مترًا في الداخل، وتصل سماكة الجدران إلى 3.75 مترًا. | برج غلطة                |
| مسجد أورطاكوي يُعرف هذا المسجد أيضًا باسم المسجد المجيدي، تيمنًا بالسلطان "عبد المجيد الأول"، الذي أمر ببناءه مكان المسجد الأصلي، في الفترة الممتدة بين عاميّ 1854 و1856. صُمم المسجد بواسطة المهندسين "گربات باليان" وولده "نيگوغايوس باليان"، وشُيِّد على نمط الباروكيه الجديد. وفي هذا المسجد عدد من التخطيطات الإسلامية التي كتبها السلطان عبد المجيد بنفسه. | مسجد أورطاكوي           |
| قلعة روملي حصار تقع هذه القلعة على تلة في الجانب الأوروبي من البوسفور، وقد أمر ببنائها السلطان "محمد الفاتح" في الفترة الممتدة بين سنتيّ 1451 و1452، لمحاصرة القسطنطينية تمهيدًا لفتحها. سُميت أبراجها الضخمة الثلاثة تيمنًا بوزراء السلطان في ذلك الوقت: الصدر الأعظم "خليل باشا" الذي بنى البرج الكبير إلى جانب البوابة، "زغانوس باشا" الذي بنى البرج الجنوبي، و"ساريكا باشا" الذي بنى البرج الشمالي. | روملي حصار              |
| جسر السلطان محمد الفاتح يُعرف أيضًا بجسر البوسفور الثاني، وقد سُمي تيمنًا بالسلطان محمد الفاتح. يصل طول الجسر إلى 1,510 أمتار، ويبلغ عرضه 39 مترًا. تصل المسافة بين برجيه إلى 1,090 مترًا، ويبلغ ارتفاعهما 105 أمتار. أما المسافة بينه وبين البحر فتصل إلى 64 مترًا. احتل هذا الجسر المركز السادس في قائمة أطول الجسور المعلقة في العالم عندما افتُتح سنة 1988، وحاليًا فهو يحتل المركز الخامس عشر في القائمة الأخيرة. | جسر السلطان محمد الفاتح |
| قصر كجكسو يقع هذا القصر الصغير على الجانب الآسيوي من البوسفور، في ناحية "بك كوز" بين قلعة أناضول حصار وجسر السلطان محمد الفاتح. كان السلاطين العثمانيين يقيمون في هذا القصر لفترات قصيرة خلال تجوالهم في البلاد ورحلات صيدهم. | قصر كجكسو               |
| قناة الصقر الرمادي كانت هذه القناة مصدر تأمين المياه الأساسي للقسطنطينية في القرون الوسطى، وقد رُممت عدد من المرات على يد الكثير من السلاطين العثمانيين بعد أن لحقت بها أضرار متعددة جراء التآكل عبر الزمن. يبلغ طول القسم الباقي منها 921 مترًا، أي أقل بنحو 50 مترًا من طولها الأساسي. | قناة الصقر الرمادي      |
| قصر سيد الأسياد يقع هذا القصر على الجانب الآسيوي من مضيق البوسفور، وقد بُني بأمر من السلطان "عبد العزيز الأول" (1830–1876) ليكون مقرًا صيفيًا له وللسلاطين الذين يلوه، ومركزًا ترفيهيًا للمسؤولين العثمانيين والأجانب القادمين إلى تلك الأنحاء من البلاد. شُرع ببناء القصر سنة 1861 واكتمل في عام 1865 على يد المهندس "سركيس باليان". | قصر سيد الأسياد         |
| قصر يلدز بُني هذا القصر عام 1880، وكان مقرًا للسلطان "عبد الحميد الثاني" وحاشيته. القصر عبارة عن مجمع من البيوت الصغيرة ودور متعددة كان السلاطين العثمانيين يلجأون إليها للابتعاد عن مشاكل الحكم وهمومه وللاستراحة من متاعب العمل بين الحين والأخر. كانت المنطقة التي بُني فيها القصر مليئة بالأحراج، وقد اشتراها السلطان "أحمد الأول" (1603-1617) وأنشأ فيها أول دار للاستجمام، وقلّده بذلك السلاطين اللاحقين. | قصر يلدز                |

## إسطنبول الرسمية

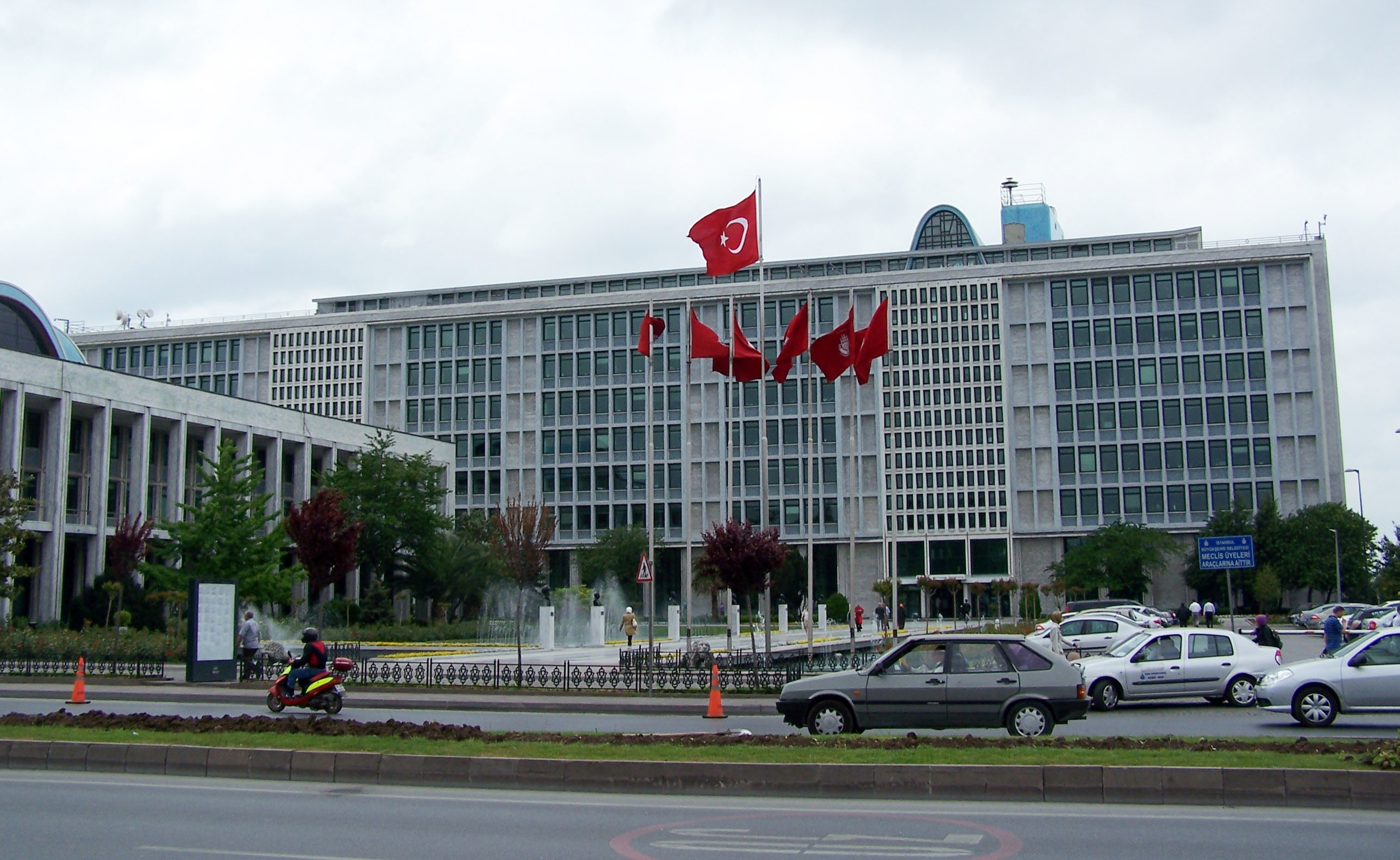
دار بلدية إسطنبول.

«قادر طوباش» هو المحافظ الحالي لمدينة إسطنبول، أما حاكم المحافظة فهو «معمّر گولر». وإسطنبول مدينة تشريعية، تجري فيها الانتخابات البلدية على أساس حزبي، والمجلس البلدي هو المسؤول عن إصدار جميع القرارات المتعلقة بتنظيم المدينة من مختلف النواحي.
يتكون مجلس البلدية الحضرية من ثلاثة أعضاء رئيسيين: (1) محافظ المنطقة الحضرية، الذي يُنتخب مرة كل 5 سنوات، (2) المجلس البلدي، وهو الهيئة التي تُصدر القرارات إلى جانب المحافظ والمخاتير وخُمس أعضاء مجالس النواحي، (3) اللجنة التنفيذية الحضرية. بها 3 سلطات محلية: (1) البلديات، (2) مجالس الإدارة المحلية الخاصة، (3) مجالس الإدارة القروية. تُعتبر البلديات أهم تلك السلطات المحلية حاليًا بسبب ارتفاع نسبة التحضر في المناطق المحيطة بالمدينة.
يقع دار البلدية للمدينة في منطقة ساراشأني بحي الفاتح، وقد شُرع في بناءه بتاريخ 17 ديسمبر سنة 1953، واكتمل إنشاؤه وافتتح بتاريخ 26 مايو سنة 1960، ومن المقرر أن يُهدم في القريب العاجل واستبداله بمبنى آخر من تصميم شركة «أرولات للهندسة المعمارية».

## السكان
تتكون إسطنبول من 39 منطقة أو ناحية يسكنها عدد كبير من الناس جرّاء النزوح التاريخي المكثف نحو المدينة، وبسبب توسعها وضمها للقرى والبلدات المجاورة منذ أوائل النصف الثاني للقرن العشرين. وفي عام 2009 قام المعهد الإحصائي التركي (TÜİK) بإحصاء عدد سكان المدينة وفق كل ناحية وقرية، فتبين أن مجموع سكان المدينة يصل إلى 12,915,158 نسمة، منهم 12.78296 شخص يسكون الضواحي و 132.198 نسمة أخرى في البلدات والقرى المحيطة بالمدينة. وبهذا فإن عدد سكان المدينة يكون قد ارتفع منذ أخر إحصاء جرى في عام 2007، عندما وصل إلى 11,372,613 نسمة.
تبين من خلال إحصاء عدد سكان المدينة عدد الناس القاطنين في كل ناحية من نواحيها، وظهر أن أكثر تلك النواحي اكتظاظًا بالسكان هي «باغشيلار» وأقلها سكانًا هي «جزر الأمراء».
| الناحية        | عدد السكان |
| -------------- | ---------- |
| جزر الأمراء    | 10.460     |
| قرية الألبان   | 148.419    |
| أطاشير         | 345.588    |
| الصيادون       | 322.190    |
| باغشيلار       | 719.267    |
| باهشيلفلر      | 571.711    |
| قرية النحاس    | 214.821    |
| باشا كشير      | 193.750    |
| بيرم باشا      | 272.196    |
| بشكطاش         | 191.513    |
| المدينة الكبرى | 388.392    |

| الناحية           | عدد السكان |
| ----------------- | ---------- |
| بك كوز            | 241.833    |
| بيلك دوزو         | 186.847    |
| بك أوغلي          | 247.256    |
| برج الحمام الكبير | 151.954    |
| كاتالكا           | 61.566     |
| تشكميكوي          | 135.603    |
| إسنلر             | 468.448    |
| مجرى الرياح       | 335.316    |
| أيوب              | 317.695    |
| الفاتح            | 455.499    |

| الناحية           | عدد السكان |
| ----------------- | ---------- |
| غازي عثمان باشا   | 464.109    |
| غنغورين           | 318.545    |
| خلقيدونية         | 550.801    |
| كاغيثان           | 418.229    |
| عقاب              | 427.156    |
| برج الحمام الصغير | 662.566    |
| ملتيبة            | 415.117    |
| بنديك             | 520.486    |
| رأس الراية        | 223.755    |
| سارير             | 276.407    |

| الناحية      | عدد السكان |
| ------------ | ---------- |
| سيليفري      | 118.304    |
| سلطان بايلي  | 272.758    |
| سلطان غازي   | 436.935    |
| شيله         | 25.169     |
| شيشيلي       | 314.684    |
| توزلا        | 525.520    |
| عمرانية      | 553.352    |
| إسكودار      | 529.550    |
| موقع الزيتون | 288.743    |

يبلغ معدل النمو السكاني في المدينة نحو 3.45% سنويًا، وذلك يعود إلى تدفق الناس من المناطق الريفية المحيطة إلى داخلها. تصل نسبة الكثافة السكانية في إسطنبول إلى 1,700 شخص في الكيلومتر المربّع (2,742 نسمة في الميل المربّع)، وهذا يتجاوز نسبة الكثافة السكانية في جميع أنحاء تركيا بكثير، إذ أن الأخيرة تصل إلى 81 نسمة في الكيلومتر المربّع (130 نسمة في الميل المربّع). إن معظم سكان المدينة ينتمون إلى العرق التركي، ويُشكل الأكراد أكبر أقلية عرقية فيها، وهم بمعظمهم قادمين من الأرياف المحيطة بإسطنبول.

### الجمهرة التاريخية
كانت إسطنبول أكبر مدن العالم في القرون الوسطى، وخلال تاريخها الطويل، أعتُبرت إحدى أكبر وأهم المدن في العالم، فيما عدا السنوات الأخيرة من عمر الإمبراطورية البيزنطية، عندما كانت تُعاني من مشاكل عدّة. استقطبت المدينة، لأهميتها الجغرافية والسياسية، شعوبًا عديدة ومجموعات عرقية مختلفة من جميع أنحاء أوروبا وآسيا وأفريقيا منذ العصور القديمة، إلا أنّ اليونان ومن ثم الأتراك استوعبوا جميع هذه الشعوب التي قطنت المدينة عبر التاريخ، واختلطوا معهم وتزاوجوا، إلا أن الطابع التركي واليوناني بقي سائدًا.
تُظهر الجداول التالية عدد سكان المدينة وفق كل سنة. يُمكن أن يختلف العدد وصولاً حتى سنة 1914 بنسبة 50% بين كل باحث وأخر. أما الأعداد من سنة 1927 حتى سنة 2000، فهي نتيجة إحصائات، والأعداد في سنتيّ 2005 و2006 هي توقعات محاكاة حاسوبية. يعود السبب وراء تضاعف سكان إسطنبول في الفترة الممتدة بين عاميّ 1980 و1985 إلى الازدياد الطبيعي بفعل الولادات، وأيضًا لتوسع حدود المدينة.
| السنة | عدد السكان | معدل النمو السنوي (%) |
| ----- | ---------- | --------------------- |
| 330   | 40.000     | -                     |
| 400   | 400.000    | 3,34                  |
| 530   | 550.000    | 0,25                  |
| 545   | 350.000    | -2,97                 |
| 715   | 300.000    | -0,09                 |
| 950   | 400.000    | 0,12                  |
| 1200  | 150.000    | -0,39                 |
| 1453  | 36.000     | -0,56                 |

| السنة | عدد السكان | معدل النمو السنوي (%) |
| ----- | ---------- | --------------------- |
| 1477  | 14.803     | -3,64                 |
| 1566  | 600.000    | 4,25                  |
| 1817  | 500.000    | -0,07                 |
| 1860  | 715.000    | 0,84                  |
| 1885  | 873.570    | 0,80                  |
| 1890  | 874.000    | 0,01                  |
| 1897  | 1.059.000  | 2,78                  |
| 1901  | 942.900    | -2,86                 |

| السنة | عدد السكان | معدل النمو السنوي (%) |
| ----- | ---------- | --------------------- |
| 1914  | 909.978    | -0,27                 |
| 1927  | 680.857    | -2,21                 |
| 1935  | 741.148    | 1,07                  |
| 1940  | 793.949    | 1,39                  |
| 1945  | 860.558    | 1,62                  |
| 1950  | 983.041    | 2,70                  |
| 1955  | 1.268.771  | 5,24                  |
| 1960  | 1.466.535  | 2,94                  |

| السنة | عدد السكان | معدل النمو السنوي (%) |
| ----- | ---------- | --------------------- |
| 1965  | 1.742.978  | 3,51                  |
| 1970  | 2.132.407  | 4,12                  |
| 1975  | 2.547.364  | 3,62                  |
| 1980  | 2.772.708  | 1,71                  |
| 1985  | 5.475.982  | 14,58                 |
| 1990  | 6.629.431  | 3,90                  |
| 2000  | 8.803.468  | 2,88                  |
| 2007  | 11.372.613 | 3,73                  |

### الدين
في إسطنبول تنوع ديني كبير نتيجةً لسكنها من شعوب متعددة على مر التاريخ، كان لكل منها ديانته الخاصة. وعلى الرغم من هذا التنوع الديني، إلا أن الإسلام يبقى الدين الأكثر انتشارًا وقبولاً بين سكان المدينة، أما الديانات الأخرى ذات الأتباع الأقل عددًا فتشمل: المسيحية الرومية الأرثوذكسية، المسيحية الأرمنية الأرثوذكسية، الكاثوليكية الشرقية، واليهودية السفاردية. وقد تبيّن وفقًا لإحصاء من سنة 2000 أن 2,691 مسجدًا مفتوحًا للعموم في المدينة، بالإضافة إلى 123 كنيسة و 26 كنيسًا؛ وللمسلمين 109 مقابر و 57 مقبرة لغير المسلمين. كانت بعض الأحياء والنواحي تأوي أعدادًا كبيرة من غير المسلمين من سكان إسطنبول، مثل حي «بوابة الرمال» (بالتركية: Kumkapı) الذي كان يسكنه عدد كبير من الأرمن، وحي «بلاط» ذو النسبة المرتفعة من اليهود، وحي «الفنار» الذي سكنه عدد من اليونان، وأيضًا بعض الأحياء في ناحتيّ «المرمى» و«بك أوغلي» حيث سكن عدد كبير من الشوام اللاتين. أما الآن فإن قليلاً من هؤلاء السكان بقي في تلك المناطق، إذ أن كثيرًا منهم هاجر إلى خارج تركيا أو نزح إلى نواح وأقاليم أخرى. وفي بعض الأحياء، مثل حي «كوزگونسوك» يمكن رؤية كنيسة للأرمن الأرثوذكس إلى جانب كنيس، وفي الجانب المقابل من الشارع يوجد كنيسة للروم الأرثوذكس إلى جانبها مسجد.

#### الإسلام

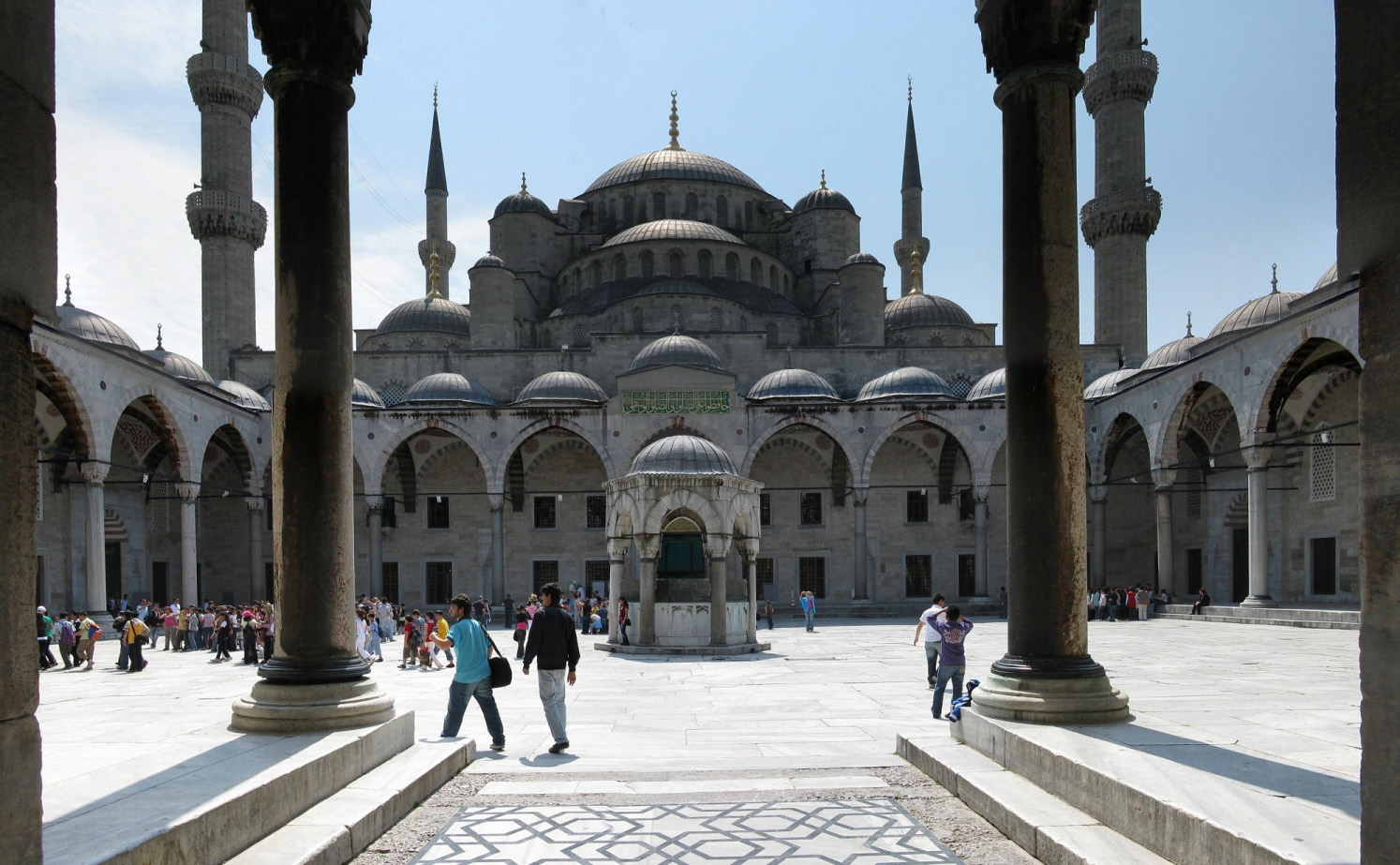
الفسحة الخارجية في مسجد السلطان أحمد.

يعتنق أغلب سكان إسطنبول الإسلام دينًا، وأكثرهم يتبعون المذهب السني، وأقلية تتبع المذهب العلوي. تبين في إحصاء من سنة 2007 أن 2,944 مسجدًا مفتوحًا للمصلين في المدينة. كانت إسطنبول أخر عواصم الخلافة الإسلامية، وذلك في الفترة الممتدة من سنة 1517 حتى سنة 1924، وبعد أن حُلّت الخلافة وإلغاء منصب الخليفة وشيخ الإسلام، نُقلت جميع الصلاحيات إلى البرلمان التركي حديث النشأة. وبتاريخ 2 سبتمبر من عام 1925، مُنع إنشاء التكايا والتصوّف، إذ ارتوئي أن وجودها لا يتناسب مع مبادئ الجمهورية العلمانية الديمقراطية؛ وخاصة التعليم العلماني وتحكّم الدولة بالأمور التربوية عن طريق رئاسة الشؤون الدينية. مارس عدد من أتباع الصوفية معتقداتهم سرًا بعد أن أصبحت الدولة علمانية، أما اليوم فإن هذه القيود قد عادت لتصبح أكثر ارتخاءً وانضم المزيد من الناس إلى اتّباع هذا المذهب الفلسفي الإسلامي، وهم يصفون أنفسهم «بالجمعيات الثقافية»، لتفادي حل تجمعاتهم.

#### المسيحية

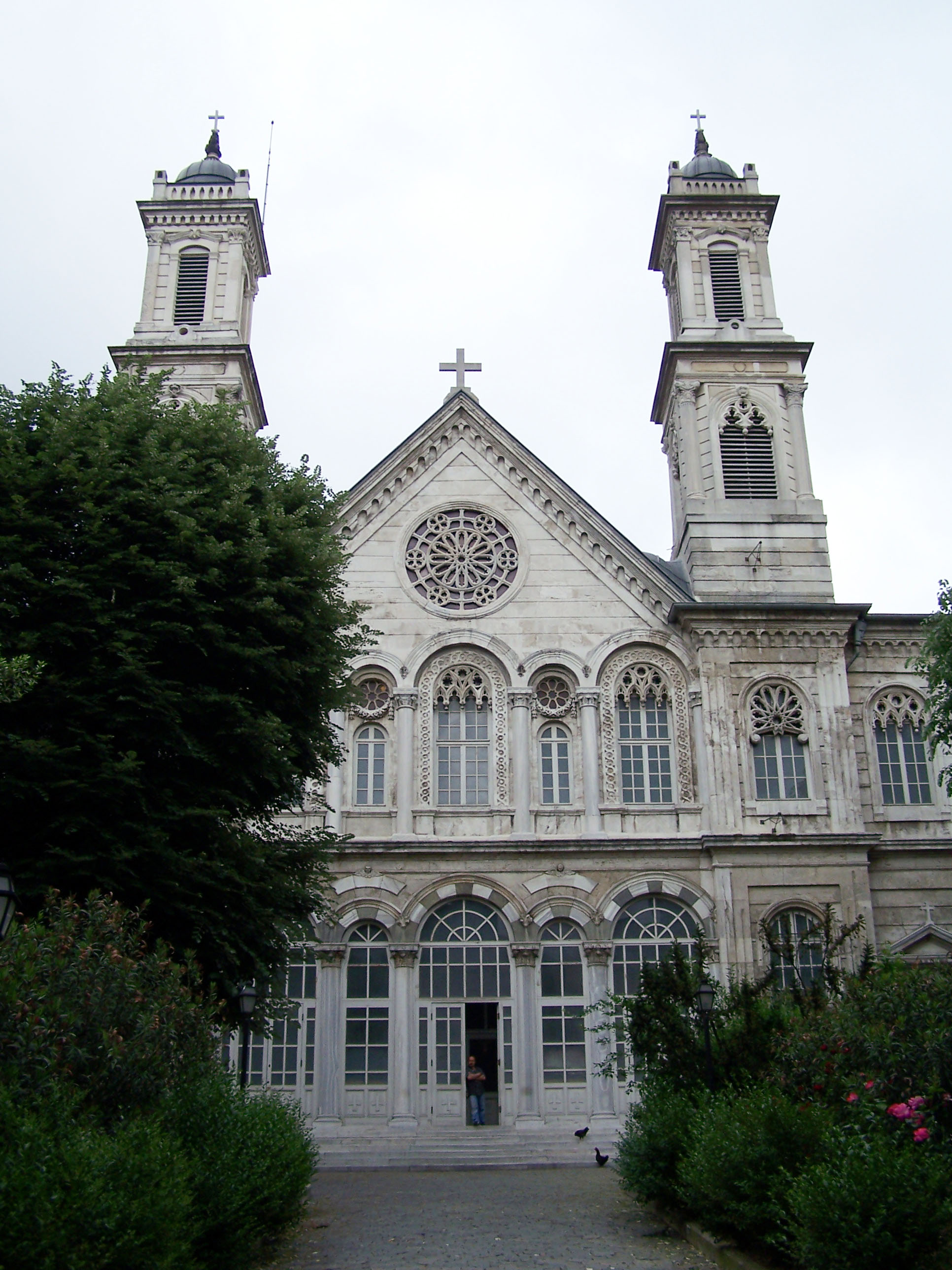
كنيسة آيا تريدا للروم الأرثوذكس في بك أوغلي.

يقع الكرسي البطريركي لبطريرك القسطنطينية، وهو الزعيم الروحي للمسيحية الرومية الأرثوذكسية والبطريرك الأول للكنائس الأرثوذكسية الشرقية، يقع في حي «الفنار» بالمدينة. ويتخذ من إسطنبول مقرًا أيضًا رئيس أساقفة الجالية التركية الأرثوذكسية ورئيس أساقفة الأرمن الأرثوذكس في تركيا. كانت المدينة أيضًا مقر بطريركية القسطنطينية المسكونية منذ القرن الرابع، وكذلك مقر بطريرك البلغار قبل اعتراف باقي الكنائس الأرثوذكسية بصلحياته. وتمت تسمية بطريرك القسطنطينية بطريركًا مسكونيًا منذ القرن السادس، وأصبح يعتبر زعيم 300 مليون مسيحي أرثوذكسي في العالم. منذ عام 1601 أصبح مقر البطريركية في كنيسة القديس جاورجيوس بإسطنبول.
في القرن التاسع عشر، كان مسيحيو إسطنبول يميلون إلى أن يكونوا من اليونانيين الأرثوذكس، أو أعضاء في الكنيسة الرسولية الأرمنية أو من الكاثوليك الشوام (المشرقيين). وشكَّل المسيحيين قرابة نصف سكان مدينة إسطنبول في سنة 1910. تغيّر نمط الحياة اليومية للمسيحيين في إسطنبول، وخاصة اليونان والأرمن منهم، بعد النزاعات المريرة التي حصلت بينهم وبين الأتراك خلال عهد انحلال الدولة العثمانية، بدأً من عقد العشرينات من القرن التاسع عشر، ودامت قرابة القرن. وصلت هذه النزاعات إلى أوجها في العقد الممتد من سنة 1912 حتى سنة 1922؛ أي خلال حروب البلقان، الحرب العالمية الأولى، وحرب الاستقلال التركية، فتضائل عدد المسيحيين من 450,000 نسمة إلى 240,000 شخص من سنة 1914 حتى سنة 1927. يقطن اليوم ما تبقى من الأرمن واليونان في تركيا داخل إسطنبول وضواحيها بصورة رئيسية. يُقدّر حاليًّا عدد الأرمن في المدينة بنحو 45,000 شخص، وهذا لا يشمل الأربعين ألف أرمني الذين أتوا من أرمينيا بعد عام 1991 للعمل في إسطنبول والسكن فيها. وقد كانوا يبلغون قرابة 164,000 نسمة سنة 1913 وقد إنخفضت أعدادهم جزئيًا بسبب مذابح الأرمن. أمّا اليونان الذين يصل عددهم إلى 4,000 شخص حاليًا، فقد كانوا يبلغون قرابة 150,000 نسمة في سنة 1924. يسكن اليونان حاليًا نحو 60,000 يوناني إسطنبولي، إلا أنهم ما زالوا يحتفظون بجنسيتهم التركية. وقد تضائل عدد اليونانيين في إسطنبول بعد نشوء الجمهورية التركيّة على أثر أحداث مثل اتفاقية التبادل السكاني بين اليونان وتركية 1923، وضريبة الثروة التركية سنة 1942 والتي استهدفت خاصة المسيحيين واليهود وبوغروم إسطنبول سنة 1955.
يُعود وجود الشوام الكاثوليك في المدينة إلى تجار الجمهوريات البحرية جنوة والبندقية والممالك الصليبيّة بالإضافة إلى الفرنسيين إلى فترة الحملة الصليبية الرابعة والإمبراطورية اللاتينية، ولا يزال يعيش أغلبهم في حي غلطة وبك أوغلي، وكان لهم تاريخيًا كدور مؤثرة في التجارة وإنشاء البنوك والعلوم وفي خلق وإحياء تقاليد الأوبرا التركية في القرنين التاسع عشر والعشرين. كما يقطن في المدينة مجتمع بروتستانتي تركي الغالبيّة العظمى منهم من الإثنية والعرقيّة التركية.

#### اليهودية

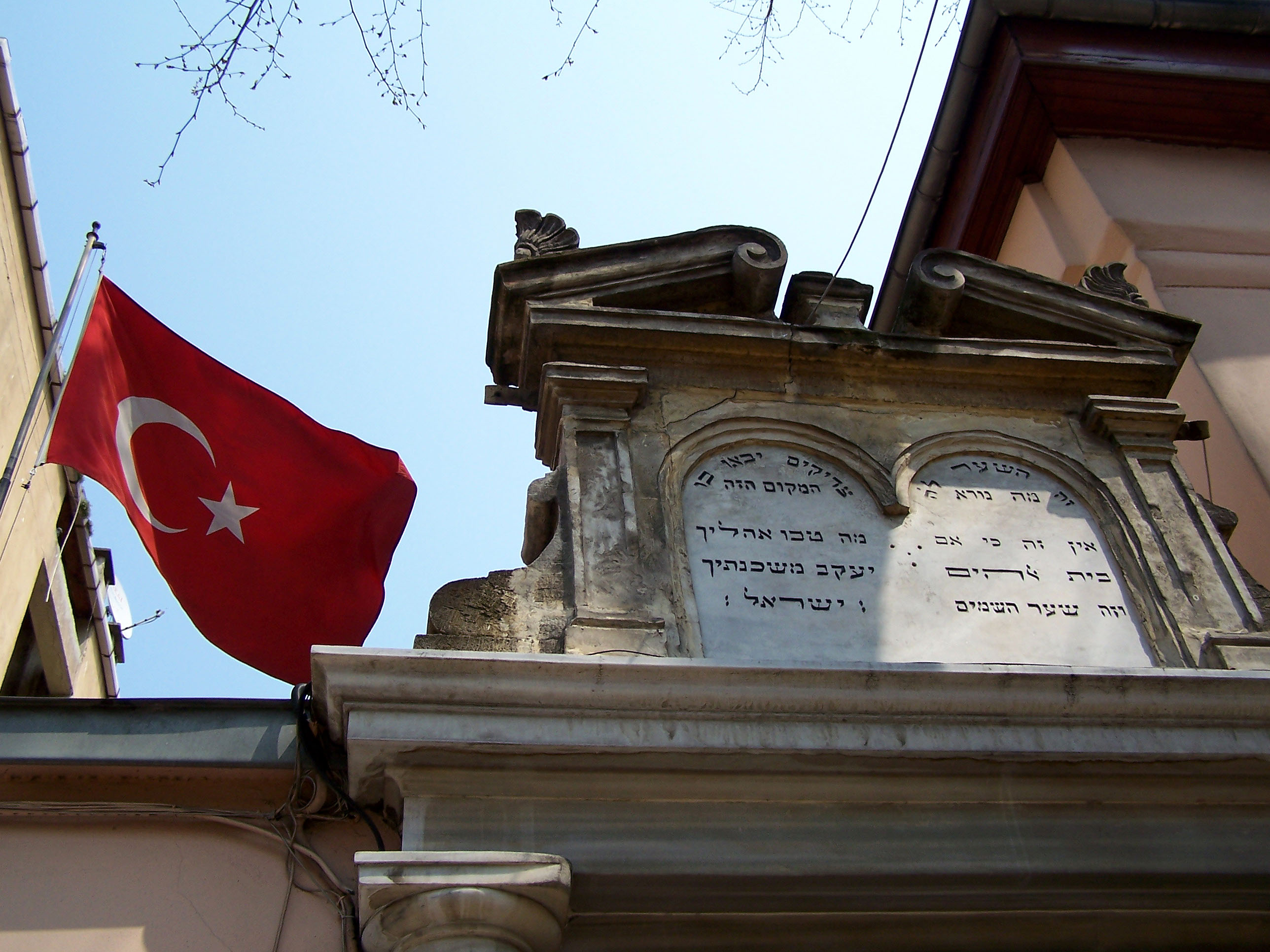
كنيس بيت يعقوب في أسكدار.

سكن اليهود السفارديون المدينة منذ ما يزيد عن 500 عام، ويعود الكثير منهم بأصله إلى شبه الجزيرة الأيبيرية، إذ أن أغلبية اليهود في تلك الأنحاء نفروا إلى إسطنبول في سنة 1492، أي خلال عهد محاكم التفتيش الإسبانية، التي كانت تجبرهم على اعتناق الدين المسيحي بعد انهيار الحكم الإسلامي في الأندلس. ففي تلك الفترة، أرسل السلطان «بايزيد الثاني» (1481–1512) أسطولاً ضخمًا بقيادة أمير البحر «كمال الرئيس» لإنقاذ ما تبقى من اليهود وحملهم إلى الدولة العثمانية، وكان أكثر من 200,000 يهودي قد هربوا قبل ذلك إلى مدن طنجة، الجزائر، جنوة، ومرسيليا، وفي وقت لاحق اتجهوا نحو سالونيك فإسطنبول. وسمح السلطان لأكثر من 93,000 شخص منهم بالبقاء في الأراضي العثمانية. انضمت قافلة أخرى من اليهود إلى تلك التي سبقتها، بعد أن وفدت على إسطنبول جموع يهودية جديدة قادمة من جنوب إيطاليا التي كانت خاضعة للإسبان. يتردد اليوم على الكنيس الإيطالي في غلطة أحفاد هؤلاء اليهود ذوو الأصول الإيطالية، الذين بقي منهم ما يزيد عن 20,000 نسمة في المدينة اليوم. في إسطنبول نحو 20 كنيسًا، أهمها «كنيس واحة السلام» (بالتركية: Neve Şalom Sinagogu؛ وبالعبرية: בית הכנסת נווה שלום) الذي افتتح عام 1951 في ناحية بك أوغلي.

## الاقتصاد
كانت إسطنبول مركز وعصب الحياة الاقتصادية في تركيا منذ القدم، وذلك بسبب موقعها الذي يُعد بمثابة صلة وصل بين طرق التجارة البرية والبحرية. تُعد المدينة المركز الصناعي الأكبر في تركيا، فهي تؤمن وظائف لنحو 20% من الأيدي العاملة[ ؟ ] في البلاد، وتُساهم بنسبة 38% من الإنتاج الصناعي التركي. تنتج إسطنبول والمقاطعة المحيطة بها عدّة أنواع من المنتجات الزراعية، منها: القطن، الفاكهة، زيت الزيتون، الحرير، التبغ. ومن أبرز المنتجات الصناعية للمدينة: الصناعات الغذائية، صناعة المنسوجات، مشتقات الزيوت، المطاط، السلع المعدنية، الملابس الجلدية، المنتجات الكيميائية، المستحضرات الصيدلانية، الإلكترونيات، الزجاج، تجميع الآلات، تجميع السيارات وآلات النقل، صناعة الورق ومنتجاته، وصناعة المشروبات الكحولية. تنص مجلة فوربس الأمريكية، على أن إحصائية جرت في شهر مارس من عام 2008، أظهرت أن 35 ملياردير يعيشون في إسطنبول، مما يضع المدينة في المرتبة الرابعة عالميًا من حيث عدد الأغنياء القاطنين فيها.
تأسست بورصة إسطنبول (بالتركية: İMKB) سنة 1866 تحت اسم «سوق الأوراق المالية العثمانية»، ونُظمت لتتخذ شكلها الحالي في بداية سنة 1986، وهي تُعد السوق المالية الوحيدة في تركيا. كان شارع المصارف (بالتركية: Bankalar Caddesi) الواقع في غلطة، يُعد المركز المالي للدولة العثمانية خلال القرن التاسع عشر وأوائل القرن العشرين، حيث كان يقع كل من المصرف المركزي العثماني وسوق الأوراق المالية. استمر شارع المصارف بلعب دور المركز المالي لتركيا حتى عقد التسعينات من القرن العشرين، عندما أخذت معظم المصارف التركية تنقل مقراتها الرئيسي إلى أحياء الأعمال المركزية، أي أحياء «الشرق» و«مسلك». وفي سنة 1995 نقلت بورصة إسطنبول مقرها الرئيسي إلى موقعه الحالي في حي «إستينيه».
تنتج المدينة حاليًا ما نسبته 55% من الصادرات التركية و 45% من منتجات البلاد المخصصة للبيع بالجملة، وتُساهم بنسبة 21.2% من الناتج القومي التركي. يتحصل من إسطنبول 40% من مجموع الضرائب المتحصلة في جميع أنحاء الدولة، وهي كذلك تنتج 27.5% من المنتجات الوطنية. بلغ رصيد الناتج المحلي الإجمالي للمدينة في عام 2005، 133 مليار دولار أمريكي. وفي نفس السنة كانت قيمة صادرات الشركات المتخذة من إسطنبول مقرًا لها قد بلغت 41,397,000,000 دولار، بينما وصلت قيمة وارداتها إلى 69,883,000,000 دولار؛ أي ما تمثل نسبته 56.6% و 60.2% من صادرات وواردات تركيا على التوالي في تلك السنة.
تعدّ إسطنبول إحدى أهم المواقع السياحية في تركيا، وفيها آلاف الفنادق والمواقع المخصصة للسيّاح والشخصيات رفيعة المستوى على حد سواء، حيث يستطيع المرء منهم أن يقضي إجازته أو فترة زيارته. بلغ عدد السيّاح الذين زاروا تركيا سنة 2006 نحو 23,148,669 سائح، وبهذا يكون عددهم قد ارتفع من عام 2005، عندما بلغ 4,849,353 شخص، وقد دخل معظم هؤلاء السوّاح البلاد عن طريق مطارات ومرافئ إسطنبول وأنطاليا، مثل مطار إسطنبول الدولي ومطار صبيحة گوكجن. تُعد إسطنبول أيضًا إحدى أهم مراكز المؤتمرات في العالم، وقد أخذت المزيد من الجمعيات الدولة بإنشاء فروع ومقرات لها عبر أنحاء المدينة.

## الخدمات العامة

### التعليم

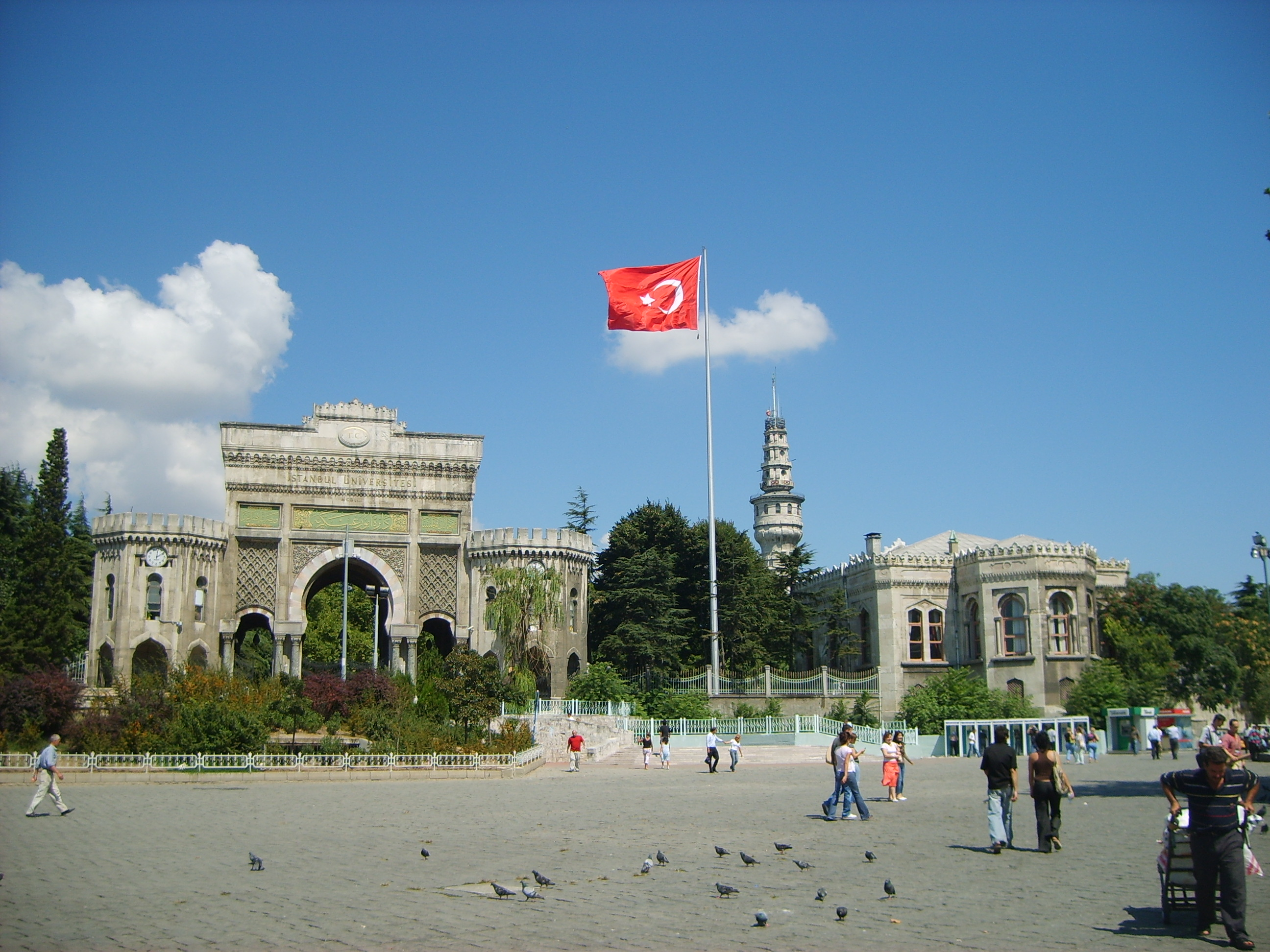
المدخل الرئيسي لجامعة إسطنبول في ساحة بايزيد. يمكن رؤية برج بايزيد الواقع بداخل حرم الجامعة في الخلفية.

تحوي إسطنبول كثيرًا من أفضل صروح التعليم العالي في تركيا، إذ أن فيها ما يزيد عن 20 جامعة عامة وخاصة. ومعظم الجامعات حسنة السمعة هي جامعات عامة، غير أنه في السنوات الأخيرة ظهر ارتفاع مفاجئ في عدد الجامعات الخاصة. تأسست جامعة إسطنبول سنة 1453، وبهذا فإنها تعدّ أقدم المؤسسات التعليمية التركية بالمدينة، كذلك فإن جامعة إسطنبول التقنية تُعد من أقدم جامعات المدينة، حيث تأسست سنة 1773، وهي أيضًا ثالث أقدم جامعة تقنية مخصصة لتدريس العلوم الهندسية في العالم. ومن أبرز الجامعات العامة الأخرى بإسطنبول: جامعة البوسفور، جامعة سنان آغا للفنون الجميلة، جامعة يلدز التقنية، وجامعة مرمرة. أما أبرز الجامعات الخاصة في المدينة فتشمل: جامعة كوج، جامعة صبانجي، جامعة الفاتح، جامعة إسطنبول للتجارة، جامعة بهجيشهر، جامعة السبع تلال، جامعة قادر هاس، جامعة الانبعاث، وجامعة المعرفة. ويعقد في إسطنبول العديد من المؤتمرات العلمية مثل المؤتمر الدولي للحوسبة المحمولة والشبكات الذي عقد بها في أواخر أغسطس / أوائل سبتمبر 2012.
جميع الثانويات الخاصة التركية تقريبًا تُلقن مناهجها الدراسية باللغة الإنكليزية، الألمانية، أو الفرنسية، بصفتها اللغة الأجنبية الأولى لديها، وغالبًا ما تضيف إلى جانبها لغة أجنبية ثانية. تأسست ثانوية غلطة سراي سنة 1481 تحت اسم «مدرسة غلطة سراي الملكية»، وتحولت لاحقًا إلى «مدرسة غلطة سراي للسلاطين»، وهذه الثانوية هي أقدم الثانويات التركية في إسطنبول وثاني أقدم مؤسسة تعليمية في المدينة. تعدّ «ثانوية إسطنبول»، المعروفة أيضًا باسم «ثانوية إسطنبول للبنين» (بالتركية: İstanbul Lisesi, İstanbul Erkek Lisesi, İEL) و«المدرسة الألمانية الدولية» (بالألمانية: Deutsche Auslandsschule)، أقدم الثانويات الدولية شهرةً في تركيا، إذ كان تأسيسها في عام 1884. ومن المدارس الأخرى بالمدينة، ثانوية الأبراج العسكرية الوقعة في ناحية «قرية العقاف»، وهي المدرسة الحربية الوحيدة التي تقع في إسطنبول.

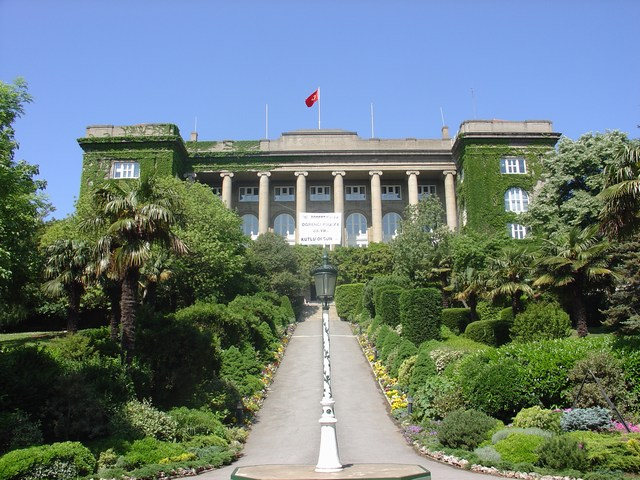
قاعة گولد في كلية روبرت.

في إسطنبول مجموعة من المدارس يُطلق عليها اسم «الثانويات الأناضولية» (بالتركية: Anadolu Liseleri)، وقد تأسست هذه المدارس لاستقبال الأطفال الأتراك العائدين من بلاد المهجر لتسهيل اندماجهم بالمجتمع التركي وتلقينهم العلم، ومن هذه المدارس «ثانوية أسكُدار الأناضولية» التي تعتمد اللغة الألمانية كاللغة الأجنبية الأولى في مناهجها، و«ثانوية قرية القضاة الأناضولية»، التي كانت إحدى الكليّات الخاصة الست التي أنشأتها وزارة التعليم خلال عقد الخمسينات من القرن العشرين في جميع المدن الكبرى بتركيا. في إسطنبول عدد من الثانويات الأجنبية، والتي تأسس معظمها خلال القرن التاسع عشر لغرض تلقين الأجانب القاطنين في المدينة. خضعت معظم هذه المدارس بعد قيام الجمهورية التركية إلى إدارة وإشراف وزارة التعليم، إلا أن البعض منها ما زال يديره أشخاص أجانب ويتبع جهات أخرى غير الحكومة التركية، كما هو الحال بالنسبة للثانوية العلمية الإيطالية (بالإيطالية: Liceo Scientifico Italiano I.M.I)، التي لا تزال الحكومة الإيطالية تعدّها تابعةً لها وتدعمها دعمًا ماليًا وبشريًا. ومن المدارس الأجنبية الأخرى المشهورة، كلية روبرت في إسطنبول (بالإنجليزية: Robert College of Istanbul) التي تأسست سنة 1863، إضافةً إلى الكثير غيرها.
في إسطنبول أيضًا العديد من المكتبات، التي تحوي الكثير منها أعدادًا ضخمة من الوثائق التاريخية التي تعود إلى العهد الروماني، البيزنطي، والعثماني، بالإضافة لعهود حضارات أخرى. أما أهم وأشهر المكتبات من حيث عدد الوثائق التاريخية الموجودة بحوزتها، فهي: مكتبة الباب العالي، مكتبة متحف الآثار، مكتبة متحف البحرية، مكتبة بايزيد الحكومية، مكتبة نور العثمانية، المكتبة السليمانية، مكتبة جامعة إسطنبول، مكتبة الفاضل أحمد باشا، ومكتبة أتاتورك.

### العناية الصحية
تقع في إسطنبول العديد من المستشفيات الحكومية والخاصة، بالإضافة إلى عدد من العيادات والمختبرات ومراكز الأبحاث. والكثير من هذه المنشآت مزود بأحدث التقنيات، الأمر الذي ساهم في زيادة نسبة السوّاح القادمين لغرض «السياحة العلاجية» في المدينة، وخاصة من بلدان أوروبا الغربية مثل المملكة المتحدة وألمانيا، حيث تُرسل حكومات هذه الدول المرضى ذوي الدخل المحدود إلى إسطنبول لتلقي العلاج منخفض النفقات. تُعد إسطنبول مقصدًا عالميًا لإجراء جراحة العين باستخدام الليزر، ولإجراء الجراحات التجميلية. في المدينة أيضًا مستشفى مخصص لقدامى المحاربين، وهو يقع في المركز الطبي العسكري.
يزداد معدل المشاكل الصحية المرتبطة بالتلوث خلال فصل الشتاء خاصة، إذ أن خلال هذه الفترة تزداد نسبة تنشق غازات التدفئة عند الناس كثيرًا. وإلى جانب ذلك، فإن عدد السيارات المتزايد وبطئ تطور مرفق النقل العام غالبًا ما يؤدي إلى ظهور طبقة من الضبخان في المدينة. ومن الحلول التي قُدمت لحل مشكلة التلوث بالمدينة، إلزام السكان باستعمال الوقود الخالي من الرصاص، وقد ابتدأ في تنفيذ هذا الاقتراح في شهر يناير من عام 2006.

### البنية التحتية

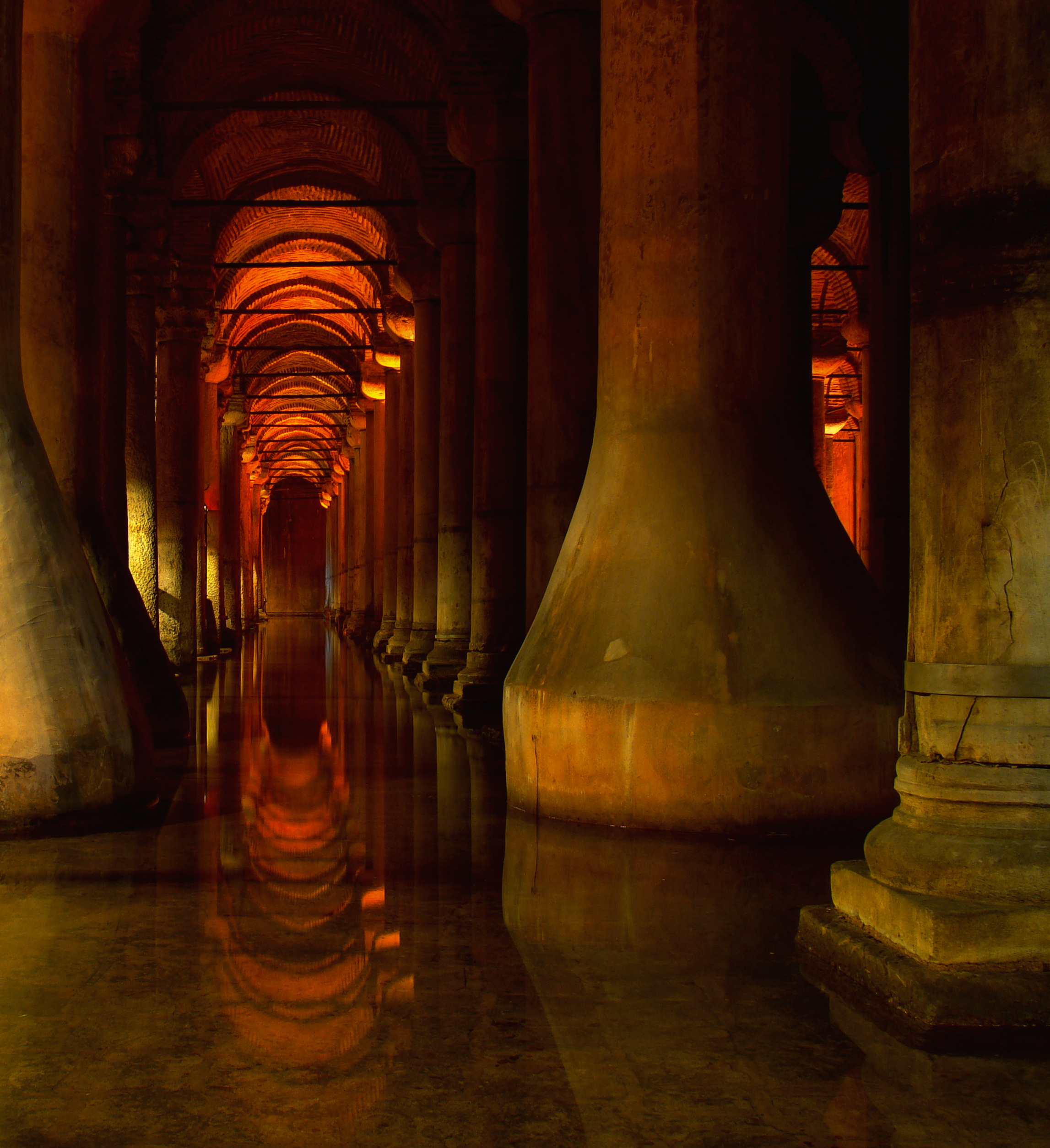
حوض الكاتدرائية أو القصر المغمور. بُني في القرن السادس خلال عهد الإمبراطور جستنيان الأول.

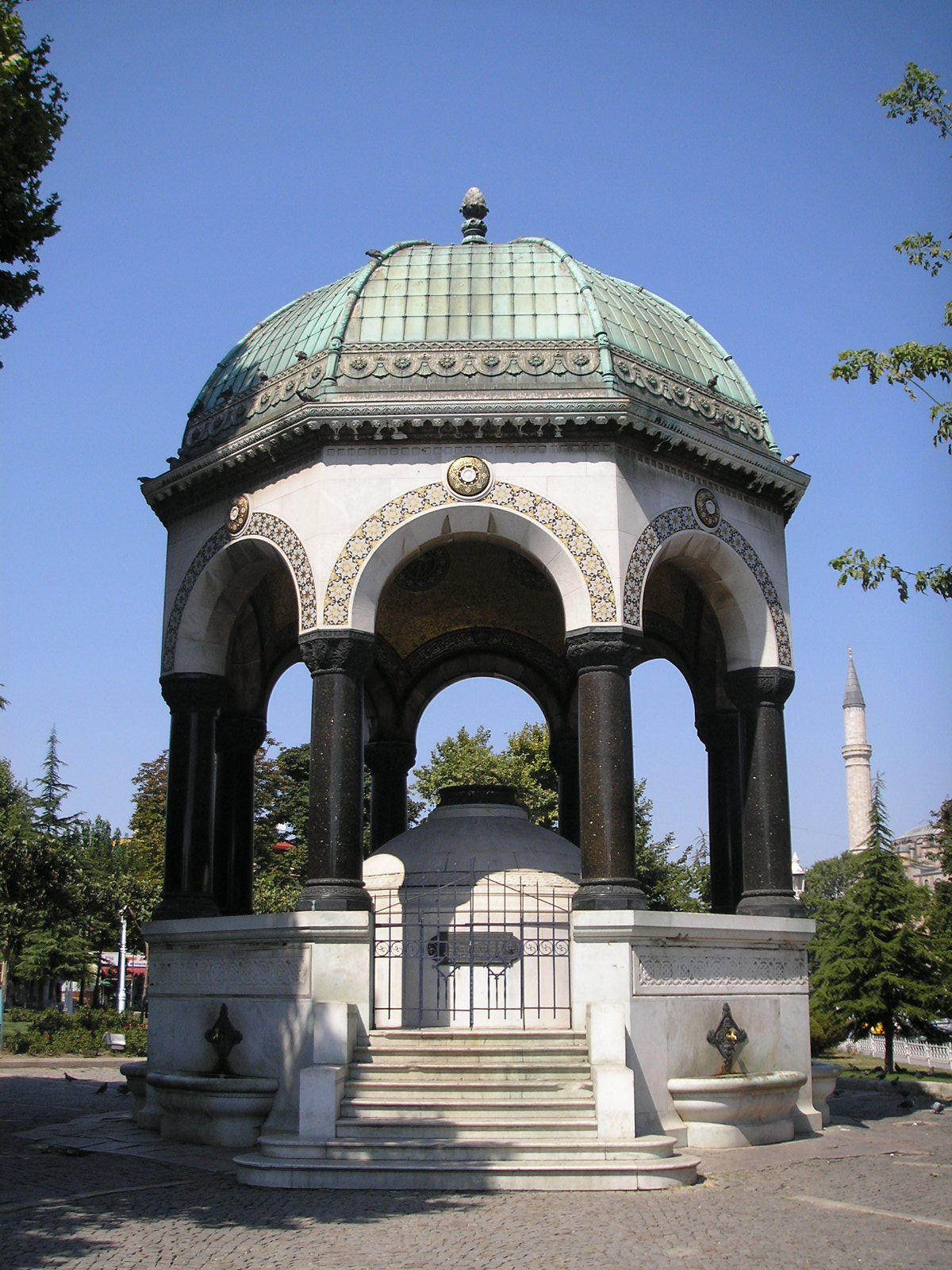
واجهة النافورة الألمانية.

يعود تاريخ تأسيس أول أقنية لجر المياه إلى داخل إسطنبول، إلى السنوات الأولى من عمر المدينة. ومن أهم الأقنية المبنية في العهد الروماني: قناة مازولكمر، وقناة الصقر الرمادي. وقد بُنيت هذه الأقنية لغرض جرّ المياه من منطقة خالكالي الواقعة على الطرف الغربي من المدينة، إلى حي بايزيد الواقع في وسطها، والذي كان يُعرف حينها باسم "Forum Tauri". كانت المياه تُجمع بعد ذلك في أحواض المدينة وصهاريجها المتعددة، من شاكلة «حوض فيلوزينوس» و«حوض الكاتدرائية». وفي العهد العثماني، أمر السلطان «سليمان القانوني» كبير المعماريين والمهندسين، «سنان آغا»، أن يقوم بتحسين منشآت البنية التحتية الخاصة بالمياه بحيث يُمكن تأمين متطلبات السكان المتزايدة، فقام الأخير بإنشاء «شبكة مياه الأربعين نافورة» في سنة 1555، التي ساعدت على حل المشكلة. وفي السنوات اللاحقة ازداد طلب السكان على المياه كثيرًا، فأنشأت عدد من شبكات الجر، التي وُصلت بالعديد من الينابيع المحيطة بالمدينة وجُعل لها نوافير وسُبل عبر أنحاء المدينة، ومن أمثلتها النافورة الألمانية (بالتركية: Alman Çeşmesi)، التي سُميت هكذا تيمنًا بالإمبراطور «فيلهلم الثاني»، آخر أباطرة الإمبراطورية الألمانية، الذي زار إسطنبول بتاريخ 18 أكتوبر سنة 1898.
في إسطنبول اليوم إمدادات مياه مكلورة مرشحة، ونظام لمعالجة مياه الصرف الصحي، تديرها «مصلحة المياه والصرف الصحي في إسطنبول». وفيها عدد من منظمات القطاع الخاص التي تتولى تنقية المياه وتوزيعها على البيوت. أما الكهرباء فتؤمنها الدولة. تأسس أول مصنع لإنتاج الكهرباء بالمدينة سنة 1914، وهو «معمل سلاح تاراغا الحراري» (بالتركية: Silahtarağa Termik Santrali)، واستمر بتغذية المدينة حتى عام 1983.
تأسست وزارة البريد والبرق العثمانية بالمدينة بتاريخ 23 أكتوبر سنة 1840. وكان أول مكتب بريد يُفتتح بإسطنبول هو «مكتب البريد الأميري» (بالتركية: Postahane-i Amire) بالقرب من باحة المسجد الجديد. وفي سنة 1876، تأسست أول شبكة بريدية عالمية بين إسطنبول والدول غير الخاضعة للسلطان العثماني. وفي عام 1901 أجريت أول عملية تحويل أموال عبر المكاتب البريدية، كذلك توافرت أولى خدمات الشحن. تلقى المخترع الأمريكي «صموئيل مورس» أول براءة اختراع لجهاز التلغراف سنة 1847، في قصر «سيد الأسياد» القديم بإسطنبول، حيث كان السلطان «عبد المجيد الأول» قد أصدرها له شخصيًا بعد أن اختبر الاختراع الجديد بنفسه لأول مرة. وما أن أثبت الجهاز فعاليته، حتى أخذت أسلاك البرقيات بالامتداد بين إسطنبول وأدرنة بدأً من تاريخ 7 أغسطس من نفس العام. وبحلول سنة 1855 تأسست وزارة البرق. وفي يناير من عام 1881، أنشأت أول دائرة هاتفية في المدينة، بين وزارة البريد والبرق الواقعة في منطقة «النافورة الباردة» ومكتب البريد الأميري في منطقة المسجد الجديد. وبتاريخ 23 مايو من عام 1909، أنشأت أول شبكة يدوية مركزية للمكالمات الهاتفية، وصلت مقدرتها الاستيعابية إلى 50 خطًا هاتفيًا، في «مكتب البريد الكبير» (بالتركية: Büyük Postane) في منطقة «سركيسي».

## المواصلات

### المطارات

#### مطار أتاتورك الدولي - الجانب الأوربي

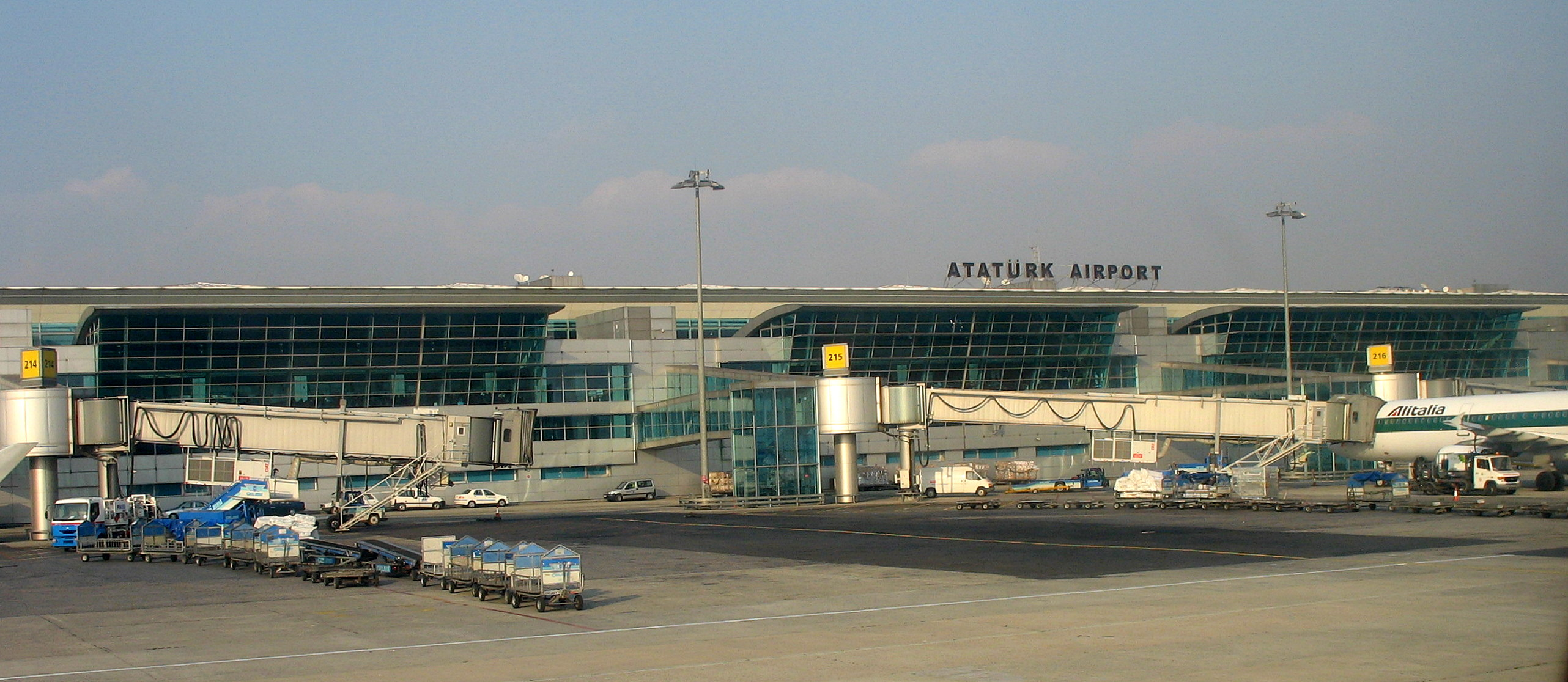
مطار أتاتورك الدولي هو المطار الرئيسي لإسطنبول، وأحد أضخم المرافئ الجوية في المنطقة.

في إسطنبول مطارين دوليين: مطار أتاتورك الدولي، وهو الأكبر، الواقع في ناحية «القرية الخضراء» المعروفة أيضًا باسم «القديس اسطفان»، على الجانب الأوروبي من المدينة، على بعد نحو 24 كيلومترًا (15 ميلاً) عن وسطها. كان المطار يقع على الحدود الغربية للمنطقة الحضرية عندما اكتمل بناءه، أما الآن فهو يوجد داخل حدود المدينة.

#### مطار صبيحة - الجانب الأسيوي
أما المطار الأصغر فهو مطار صبيحة گوكجن الدولي، الواقع في ناحية «قرية الذئب» على الجانب الآسيوي، بالقرب من حلبة سباق إسطنبول، وهو يقع على بعد 20 كيلومتر تقريبًا (12 ميلاً) شرق الشاطئ الآسيوي، و 45 كيلومترًا (28 ميلاً) شرق وسط المدينة الأوروبي.

#### مطار إسطنبول - الجانب الأوربي
وفي يونيو 2014 أعلن رجب طيب أردوغان عن وضع حجر الأساس للمطار الثالث في إسطنبول شمال المدينة قرب البحر الأسود ليكون أكبر مطار في العالم، وتبلغ مساحة المطار 7500 هكتار ويضم ستة مدرجات للهبوط وساحات تستوعب 500 طائرة، واكتمل تشييده في 2019.

### الملاحة

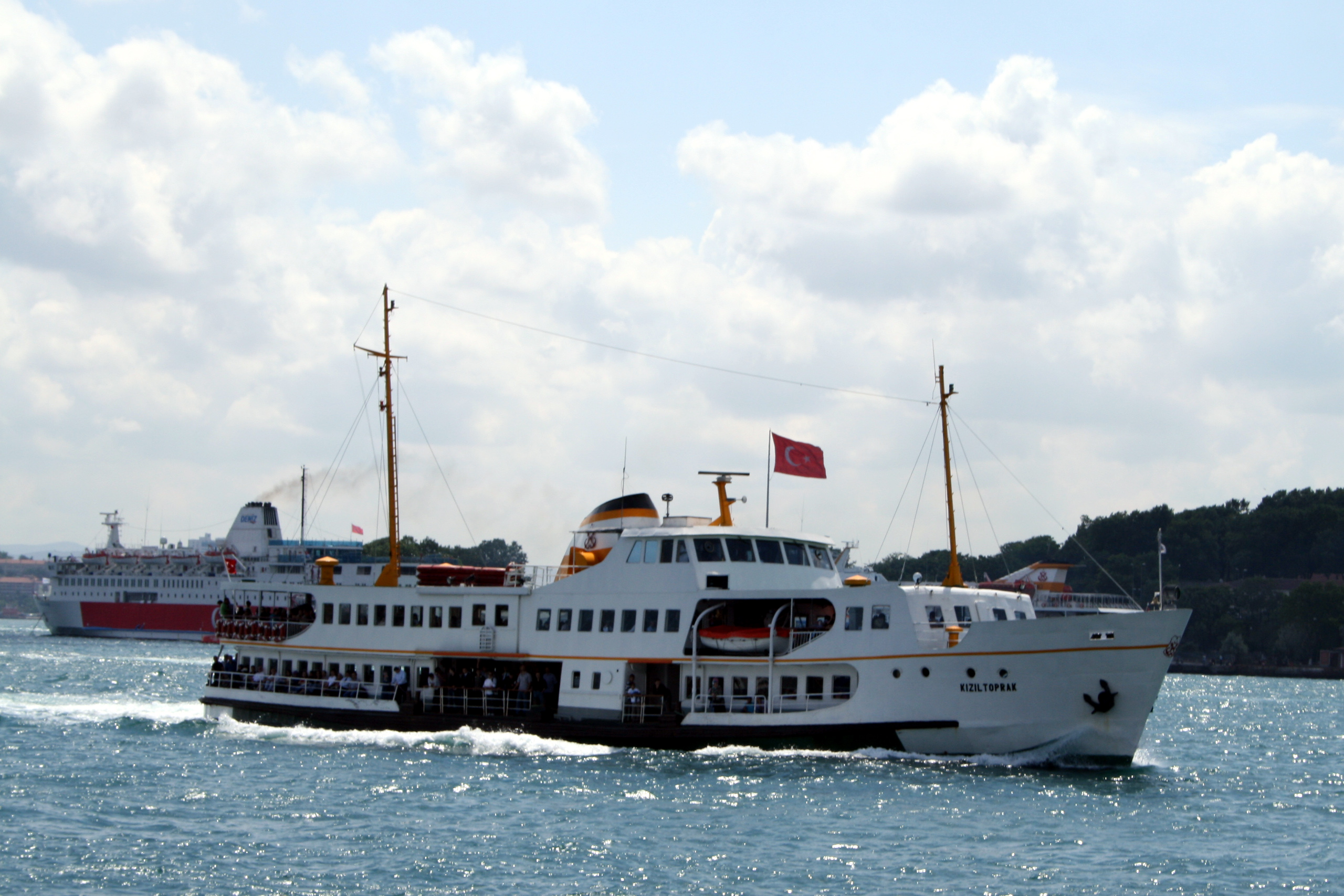
عبّارة ركاب في إسطنبول.

تُعد الملاحة البحرية حيوية بالنسبة لإسطنبول، بما أن البحار تحيط بالمدينة من جميع جوانبها: بحر مرمرة، مضيق القرن الذهبي، مضيق البوسفور، والبحر الأسود. يسكن الكثير من الإسطنبوليين الجانب الآسيوي من المدينة ويعملون على الجانب الأوروبي، أو العكس، لذا فإن عبّارات الركاب تُشكل أساس التنقل اليومي بين قسميّ المدينة بالنسبة للكثير منهم، بدرجة أكبر حتى من الجسرين المعلقين الذين يصلا طرفيّ البوسفور. كذلك، تُشكل هذه العبّارات والحافلات البحرية الطوّافة سريعة الحركة، صلة الوصل الأساسية بين البر الرئيسي لإسطنبول وجزر الأمراء.
ظهرت أولى العبّارات البخارية في البوسفور سنة 1837، وكانت تديرها شركات خاصة. وبتاريخ 1 يناير من عام 1851، أسست الحكومة العثمانية الشركة الخيرية لتكون أول شركة عمومية تمتلك عبّارات وتخصصها لخدمة الشعب. استمرت الشركة الأخيرة بإدارة قطاع النقل البحري حتى أوائل عهد الجمهورية التركية، عندما أُخضعت لإشراف «خطوط النقل البحري التركية» (بالتركية: Türkiye Denizcilik İşletmeleri). ومند شهر مارس من سنة 2006، أخذت شركة «حافلات إسطنبول البحرية» (بالتركية: İstanbul Deniz Otobüsleri) تتولى إدارة العبّارات العمومية، إلى جانب إدارتها لحافلات البحر الطوّافة السريعة.

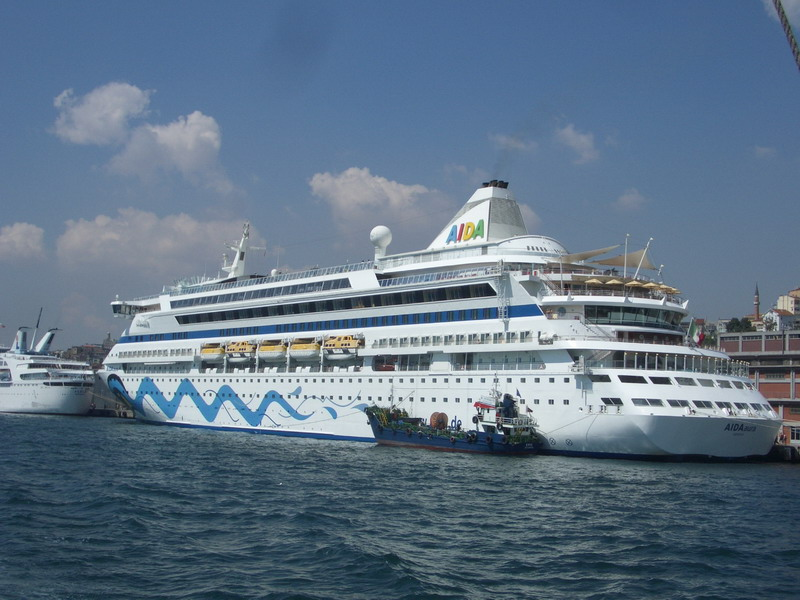
سفينة آيدورا السياحية راسية في إسطنبول.

تأسست شركة حافلات إسطنبول البحرية عام 1987، وهي تدير عملية نقل الركاب بواسطة العبّارات العمومية وحافلات البحر الطوّافة السريعة بين جانبيّ المدينة، وبين الأخيرة وجزر الأمراء وغيرها من الأماكن الواقعة في بحر مرمرة. لنقل السيارات عبّارات مخصصة، ويقع مرفأ أحدها وهو مرفأ البوابة الجديدة لعبّارات السيارات السريعة، على الجانب الأوروبي، بينما يقع الأخر وهو مرفأ بنديك، على الجانب الآسيوي. تختصر هذه العبّارات العاملة على خط البوابة الجديدة وبلدة «باندرما» الوقت عند التنقل من إسطنبول إلى إزمير وغيرها من المدن والبلدات الرئيسية الواقعة على ساحل بحر إيجة، وكذلك الحال بالنسبة لتلك العاملة على خط بنديك ويالوفا، عند الانتقال من إسطنبول إلى بورصة أو أنطاليا.
يُعتبر مرفأ إسطنبول الحديث أهم مرافئ تركيا، أما المرفأ القديم في القرن الذهبي فيُستخدم حاليًا للملاحة الخاصة، وبالنسبة لمرفأ قرية الكاراويون الواقع في غلطة، فهو يُستخدم كمرسى للسفن السياحية عابرة المحيطات. تُقدم عدّة شركات خدمات نقل ورحلات سياحية من كلا مرفأيّ قرية الكاراويون وأمين أونو، إلى الكثير من المدن الواقعة على ساحل البحر المتوسط والبحر الأسود. يقع مرفأ الشحن الأساسي للمدينة في حي «حريم» على الجانب الآسيوي. كذلك، تحوي إسطنبول عدد من مرافئ القوارب واليخوت ذات المساحة المختلفة، والمخصصة لرسو المراكب الصغيرة الخاصة، وأكبر هذه المرافئ هي مرفأ قرية الأب على الجانب الأوروبي، ومرفأ كلاميش على الجانب الآسيوي.

### الطرق السريعة

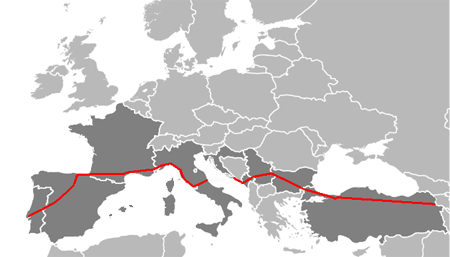
خريطة تبين مسار الطريق الأوروبية السريعة "E80" من البرتغال إلى تركيا مرورًا بإسطنبول.

تُعد الطريق الدولية D.100 والطريق الأوروبية E80، المعروفة أيضًا باسم «الطريق الأوروبية السريعة» (بالتركية: Avrupa Otoyolu) الطرق السريعة الأساسية التي تصل تركيا بأوروبا. وتعدّ شبكة الطرقات بإسطنبول متطورة ومنظمة للغاية، وما زالت في توسّع مستمر، وهي تصل المدينة من ناحية الشرق بأنقرة وأدرنة. وبالمدينة طريقان سريعان يحيطان بها، يُستغل الأول منها، المُسمى «حزام إسطنبول الداخلي» (بالتركية: İstanbul 1. Çevreyolu)، للتخفيف من ضغط زحمة السير بداخل المدينة؛ أما الآخر الأحدث، وهو «حزام إسطنبول الخارجي» (بالتركية: İstanbul 2. Çevreyolu) فيُستغل للتخفيف من زحمة السيارات الداخلة إلى المدينة أو عابرتها.
يُشكل جسر البوسفور الواقع ضمن الحزام الداخلي، وجسر السلطان محمد الفاتح الواقع ضمن الحزام الخارجي، صلتيّ الوصل بين الجانب الأوروبي والآسيوي من البوسفور. تتصل الشواطئ الشمالية والجنوبية لمضيق القرن الذهبي بواسطة بضعة جسور[ ؟ ] هي: جسر غلطة، جسر أتاتورك، وجسر الخليج؛ الذي يُشكل بدوره جزءًا من شبكة طرقات حزام إسطنبول الخارجي.
تُعتبر جادّة «الجدول الكبير» (بالتركية: Büyükdere) الشريان الرئيسي عابر أحياء «الشرق» و«مسلك» المركزية على الجانب الأوروبي، ويمكن الوصول إليها عن طريق عدد من محطات قطار الأنفاق. تتصل جادّة الجدول الكبير بجادة بربروس في المنطقة حيث تلتقي شبكة الحزام الداخلي والأنفاق في أحياء «گايرتيپ» و«زينيسرليكويو»، ومن ثم تتجه الطريق نزولاً حتى مرفأ العبّارات في بشكطاش، وهناك تتصل بالطريق السريعة الساحلية الممتدة على طول الساحل الأوروبي للبوسفور، من حي أمين أونو جنوبًا وصولاً إلى منطقة «موقع القصر» شمالاً.

### السكك الحديدية

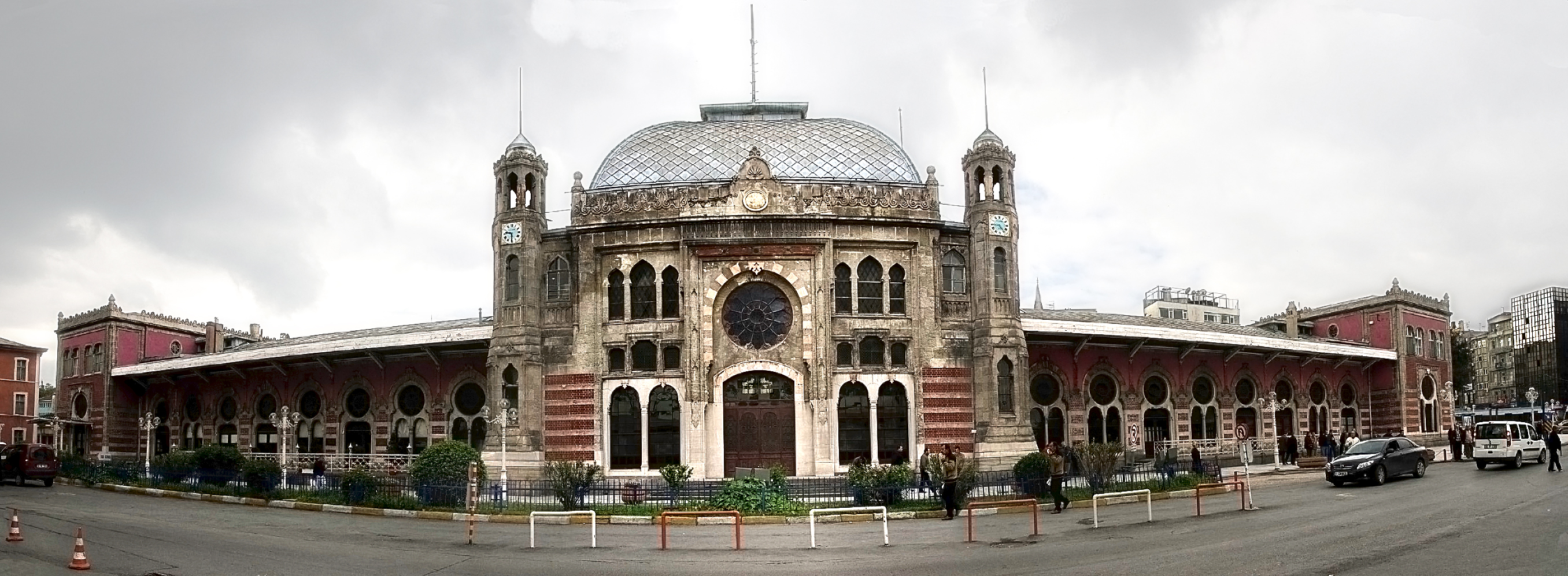
محطة سركيسي.

في سنة 1883، قام مقاول بلجيكي يُدعى «جورج نگلميكر»، بالبدء بتنفيذ مشروع مدّ سكة حديدية بين مدينة باريس وإسطنبول، وفي الفترة الممتدة بين إنشاء السكة وانتهائها، لجئ إلى عبّارة بخارية لنقل الناس من مدينة فارنا ببلغاريا إلى إسطنبول، والعكس. وفي عام 1889 اكتمل القسم الأول من السكة الحديدية، فوُصلت إسطنبول بفارنا عن طريق بوخارست، فأصبح بإمكان الناس السفر برًّا بسهولة إلى هذه المدينة لأول مرة. عُرفت هذه السكة في الغرب باسم «قطار الشرق السريع»، وقد اشتهرت وذاع صيتها بفضل الأعمال الأدبية للكاتبة والمؤلفة «أگاثا كريستي» والكاتب «غراهام غرين»، الذين تناولوها في مؤلفاتهم الأدبية المسرحية.
افتتحت المحطة سنة 1890 تحت اسم «محطة المشير أحمد باشا»، وشكّلت المحطة الأخيرة لقطار الشرق السريع. أما اليوم فقد أًعيدت تسميتها «محطة سركيسي»، وهي تتبع مصلحة السكك الحديدية للجمهورية التركية (بالتركية: Türkiye Cumhuriyeti Devlet Demiryolları؛ TCDD) وتُشكل المحطة الأخيرة لجميع خطوط القطارات على الجانب الأوروبي من إسطنبول، وصلة الوصل الأساسية لشبكة السكك الحديدية التركية مع باقي أوروبا.
تتصل إسطنبول بغيرها من المدن والدول الأوروبية المجاورة عن طريق السكة الحديدية التي تصل المدينة بسالونيك في اليونان، وعن طريق قطار البوسفور السريع، الذي يُقدم رحلات يومية من محطة سركيسي إلى مدينة بوخارست في رومانيا. كذلك فهناك سكك حديدية تمتد إلى مدن صوفيا، بلغراد، وبودابست.

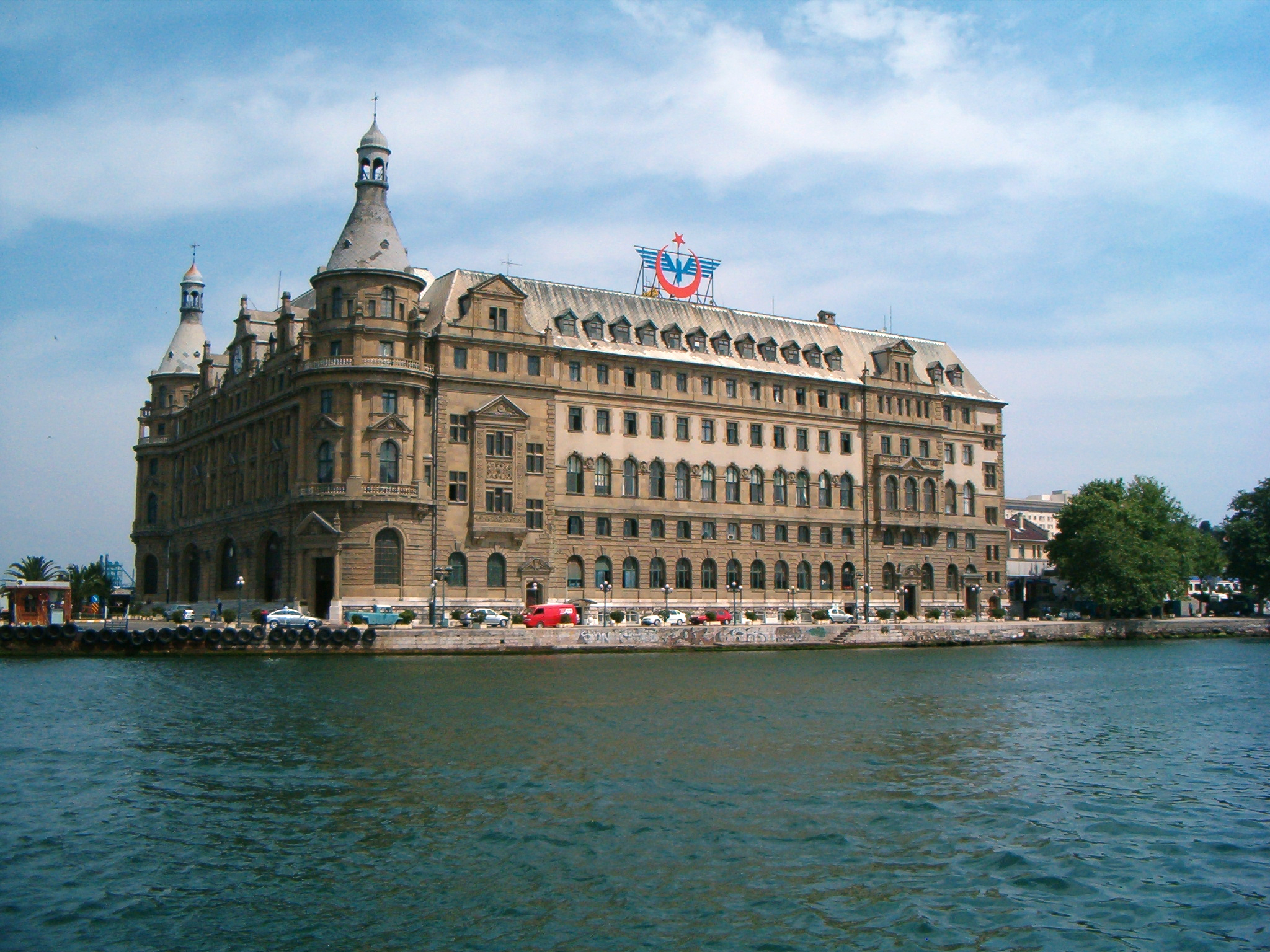
محطة حيدر باشا.

وعلى الجانب الآسيوي من إسطنبول، تقع «محطة حيدر باشا»، وهي مركز القطارات المتجهة يوميًا إلى أنقرة ومناطق أخرى في الأناضول. افتتحت محطة حيدر باشا سنة 1908، وكانت تتشكل المحطة الأخيرة في سكة حديد برلين-بغداد وسكة حديد الحجاز. تتصل السكك الحديدية على كلا الجانبين الأوروبي والآسيوي ببعضها البعض عن طريق عبّارات مخصصة لنقل القطارات، ومن المقرر توقيف هذه العبّارات عن العمل عند الانتهاء من مشروع «نفق مرمرة» أو «سكة مرمرة» الذي سيصل جانبيّ المدينة بنفق يمتد تحت سطح بحر مرمرة، بحلول عام 2012. كذلك، فإن هذا المشروع سوف يصل خطوط قطارات الأنفاق إلى جانب القطارات العادية.
تمتد سكة حديدية فرعية بين محطة القطارات الرئيسية على الجانب الأوروبي، أي محطة سركيسي، وناحية «خلكالي» غرب وسط المدينة، وتقع 18 محطة على طول هذه السكة البالغ 30 كيلومترًا. وتستغرق الرحلة الواحدة باستخدام هذه السكة 48 دقيقة فقط. سكة حديدية فرعية أخرى تمتد من المحطة الرئيسية على الجانب الآسيوي، أي محطة حيدر باشا، إلى بلدة «گبزى» الواقعة على أقصى الطرف الشرقي للمدينة. ويبلغ طول هذه السكة 44 كيلومترًا وتتوقف القطارات العاملة عليها في 28 محطة، وتستغرق الرحلة عند استخدامها 65 دقيقة. تفيد إحدى الإحصائيات أن 720,000 شخص يستخدمون خطوط السكك الحديدية في الجانب الأوروبي من المدينة يوميًا.

### القاطرات الكهربائية
وُضعت أولى القاطرات الكهربائية بالخدمة بتاريخ 3 سبتمبر سنة 1869، وقد خُصصت للعمل على خط ناحية «الترسانة-القرية الوسطى». وفي سنة 1871 بدأ العمل على خط «بوابة العذاب-غلطة»؛ «القصر الأبيض-برج السبعة»؛ «القصر الأبيض- الباب العالي»؛ و«أمين أونو-القصر الأبيض». ومن الخطوط الأخرى التي دخلت الخدمة في القرن التاسع عشر: «شارع ڤويڤودا-شارع المقبرة-تيپي باشي-ميدان تقسيم-پنگلاتي-شيشلي»؛ خط «بايزيد-شاهزيدي باشي»؛ خط «الفاتح-بوابة أدرنة-غلطة سراي-النفق»؛ وخط «أمين أونو-بوابة بهجة». ومنذ عام 1939، أخذت مصلحة القاطرات الكهربائية والأنفاق في إسطنبول (بالتركية: İstanbul Elektrik Tramvay ve Tünel؛ IETT) تتولى إدارة وتنظيم هذا النوع من وسائل النقل العام. وبتاريخ 12 أغسطس من سنة 1961، وُقِّفت القاطرات الكهربائية الحمراء القديمة عن العمل في الجانب الأوروبي، وفي 14 نوفمبر من سنة 1966 أوقف العمل بها أيضًا على الجانب الآسيوي. وعند نهاية عام 1990، وُضعت في الخدمة قاطرات أخرى طبق الأصل عن تلك القديمة، على طول جادة الاستقلال في المنطقة الممتدة بين ميدان تقسيم والنفق، وقد بلغ طول هذا الخط 1.6 كيلومترات. وبتاريخ 1 نوفمبر من سنة 2003، أُعيد افتتاح خط قاطرات قديم أخر (T3) في الجانب الآسيوي من إسطنبول، يعمل في المنطقة الممتدة بين ناحية «قرية القضاة» و«مودا»، ويبلغ طول هذا الخط 2.6 كيلومترات ويتوقف عند 10 محطات، وتستغرق الرحلة فيه 21 دقيقة.
وُضعت القاطرة الكهربائية السريعة (T1) بالخدمة سنة 1992، وامتد خط عملها من حي سركيسي إلى الباب العالي، ثم مُدّ هذا الخط من ناحية الباب العالي ليصل إلى حي «موقع الزيتون» في شهر مارس من سنة 1994، ومن حي سركيسي إلى «أمين أونو» في شهر أبريل من سنة 1996. وبتاريخ 30 يناير من عام 2005 مدده «أمين أونو» إلى «فيندكلي»، فعبر بذلك مضيق القرن الذهبي عن طريق جسر غلطة للمرة الأولى منذ 44 سنة. وفي شهر يونيو من سنة 2006 افتتح أخر قسم جديد من هذا الخط، يصله بحي «كبطاش». يصل طول هذا الخط إلى 14 مترًا، وفيه 24 محطة توقف. كانت مصلحة القاطرات الكهربائية والأنفاق في إسطنبول تؤمن خدمة النقل للناس بواسطة 22 قاطرة من نوع LRT، تنتجها شركة إيه بي بي متعددة الجنسيات، وقد قامت المصلحة في سنة 2003 بتحويل عمل هذه القاطرات إلى خطوط أخرى، واستبدلتها بخمسة وخمسين قاطرة من نوع «فلكسيتي سويفت» من إنتاج شركة «بومبادير للنقل». تستغرق الرحلة على كامل الخط بواسطة إحدى هذه القاطرات 42 دقيقة، وتصل سعتها اليومية إلى 155,000 شخص، وقد بلغ رصيد الأموال المستثمرة في هذا القطاع 110 ملايين دولار أمريكي. وفي سبتمبر من عام 2006، أضيف خط قاطرات جديد (T2) يصل «موقع الزيتون» بناحية «باغشيلار»، وتُستخدم فيه 14 قاطرة من نوع LRT من إنتاج شركة أيه بي بي.

### السكك الحديدية المعلقة

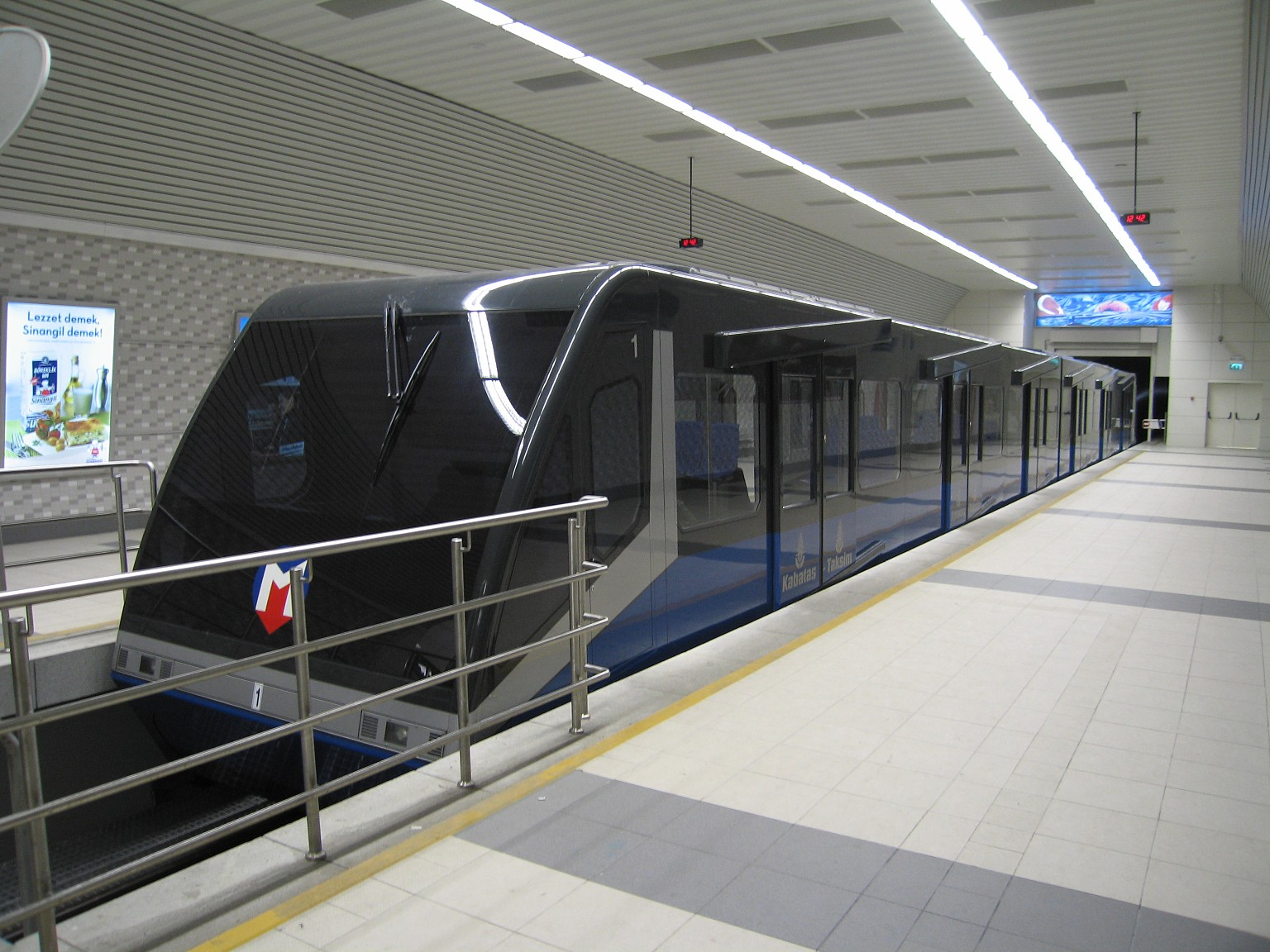
القطار المعلّق الحديث في إسطنبول.

في إسطنبول سكتين حديديتين معلقتين تختلفان أشد الاختلاف من حيث القدم والشكل. فأقدمها هي «سكة النفق» (بالتركية: Tünel) التي افتتحت بتاريخ 17 يناير سنة 1875، وتُعد هذه السكة ثاني أقدم سكك الحديد التحت أرضية في العالم بعد سكة قطار أنفاق لندن التي افتتحت سنة 1863، وأوّل سكة حديد تُمد تحت الأرض في أوروبا القارية؛ على الرغم من أن أوّل خط قطار أنفاق كامل ذي محطات متعددة في القارة، كان «الخط رقم 1» لقطار أنفاق بودابست، الذي افتتح سنة 1896. يصل طول سكة النفق إلى 573 مترًا (1,879.92 قدمًا)، ولا يوجد أية محطات بين نقطة انطلاقها ووصولها، وهي لا تزال عاملة منذ افتتاحها في عام 1875. يسير القطاران المخصصان للعمل على هذا الخط، على سكة منفردة كل 3 دقائق ونصف، وتستغرق الرحلة باستخدام أيهما دقيقة ونصف الدقيقة. يقوم هذان القطاران بنحو 64,800 رحلة في السنة، يقطعان خلالها 37,066 كيلومتر، ويستخدم هذا الخط 15,000 شخص يوميًا.
أما خط السكك المعلقة الثاني، فهو خط «سكة كبطاش-تقسيم»، وقد افتتح بتاريخ 29 يونيو سنة 2006، وهو يصل حي كبطاش بميدان تقسيم، وذلك عن طريق وصله لمحطة الحافلات البحرية وموقف القاطرات الكهربائية في كبطاش بمحطة قطارات الأنفاق في ميدان تقسيم. يصل طول هذا الخط إلى 600 متر، ويستخدمه 9,000 شخص سنويًا.

### السكك الحديدية الخفيفة
في إسطنبول أيضًا سكة حديدية خفيفة تتشكل من خطين. بدأ العمل بالخط الأول (M1) بتاريخ 3 سبتمبر سنة 1989، بين منطقة «القصر الأبيض» و«رأس العقاب». طُور هذا الخط وحُدث شيءًا فشيئًا إلى أن وُصل بمطار أتاتورك بتاريخ 20 ديسمبر سنة 2002. افتُتح الخط الآخر (T4) في سنة 2007، ليعمل على نقل الركاب بين منطقة «بوابة أدرنة» و«مسجد السلام». 36 محطة تقع على طول هذه السكة البالغ 32 كيلومترًا، والمُشيدة على عمق 10.4 كيلومترات تحت الأرض. وتُستخدم قطارات من نوع LRT من طراز سنة 1988، تنتجها شركة أيه بي بي لتأمين خدمة النقل للعموم.

### قطارات الأنفاق

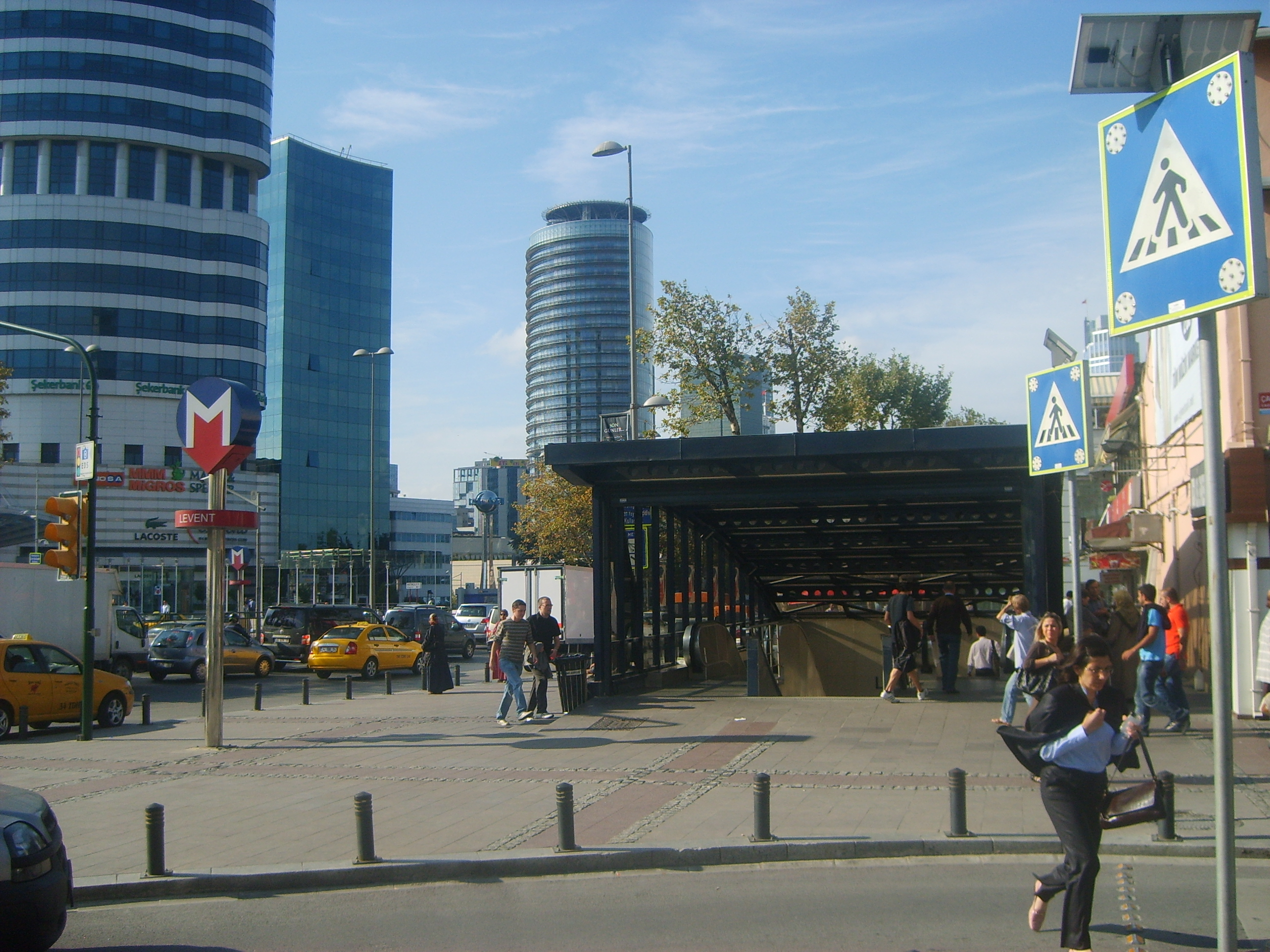
محطَّة قطارات أنفاق في إسطنبول.

بدأ العمل على تشييد خط قطار الأنفاق في إسطنبول (M2) في سنة 1992، واكتمل القسم الأول منه وافتتح بتاريخ 16 سبتمبر سنة 2000، ليعمل في المنطقة الممتدة من ميدان تقسيم إلى حي الشرق. يبلغ طول هذا القسم 8.5 كيلومترات (5.3 أميال) وفيه 6 محطات. وقد خُصصت 8 قطارات تتألف من 4 عربات، تنتجها شركة «ألستوم» الفرنسية، للعمل على طول هذا القسم في السنة التي افتتح خلالها، وكانت هذه القطارات تصل إلى كل محطة كل 5 دقائق تقريبًا، وبلغ معدّل ركابها يوميًا 130,000 راكب. وبتاريخ 30 يناير من سنة 2009، استُبدلت القطارات القديمة بأخرى جديدة من إنتاج شركة «يوروتم»، التي أبرمت عقدًا مع مصلحة السكك الحديدية في إسطنبول، لتزويدها باثنين وتسعين عربة جديدة للعمل على خط قطار الأنفاق. وقد بلغ عدد القطارات في التاريخ سالف الذكر 34 قطارًا، يتكون كل منها من 4 عربات، مخصصة للعمل على هذا الخط.
وفي هذا التاريخ أيضًا، افتُتح خطان فرعيان، يمتد الأول منهما من حي الشرق إلى حي مسلك شمالاً، والثاني من ميدان تقسيم إلى حي «البوابة الجديدة» مرورًا على أحد الجسور فوق مضيق القرن الذهبي، وتحت الأرض عبر شبه الجزيرة التاريخية، وصولاً إلى محطة الشيشان في حي بك أوغلي. ومن المقرر تمديد هذا الخط الأخير حتى يتقاطع مع خط القطار الخفيف وخطوط نفق مرمرة التي لا تزال قيد الإنشاء.
بها 10 محطات مخصصة للخدمة تابعة لهذه الخطوط حاليًا، وذلك على الجانب الأوروبي من المدينة؛ كذلك 6 محطات أخرى قيد الإنشاء على ذات الجانب، و 16 محطة أخرى على ذات الحال في الجانب الآسيوي. تصل المسافة بين محطة الشيشان في حي بك أوغلي ومحطة طريق أتاتورك الصناعي في حي مسلك إلى 15.65 كيلومترًا (9.7 أميال)، وتدوم الرحلة بينهما 21 دقيقة. يفيد الخبراء بأن طول خط القطارات الكامل على الجانب الأوروبي سوف يصل إلى 18.36 كيلومترًا (11.4 أميال) عند الانتهاء من إنشاء جميع المحطات الواقعة بين حي البوابة الجديدة وحي الحاج عثمان؛ وهذا لا يشمل جسر القرن الذهبي المخصص لعبور القطارات، والبالغ طوله 936 مترًا. يتصل نفق ميدان تقسيم-كبطاش البالغ طوله 0.6 كيلومترات بمرفأ الحافلات البحرية، ويتصل نفق البوابة الجديدة-القصر الأبيض البالغ ذات الطول بشبكة السكك الحديدية الخفيفة، ونفق مرمرة البالغ طوله 13.6 كيلومترات.
أما على الجانب الآسيوي، فسوف يصل طول الخط الكامل عند انتهاءه إلى 21.66 كيلومترًا (13.5 أميال)، وسيصل بين ناحية «قرية القضاة» و«عقاب»، ويتصل بنفق مرمرة وبالخط الأوروبي في نهاية المطاف. ومن المتوقع أن يُفتتح النفق وتبدأ القطارات بالعمل فيه في سنة 2013.

## الثقافة

### الفنون الجميلة والمسرحية

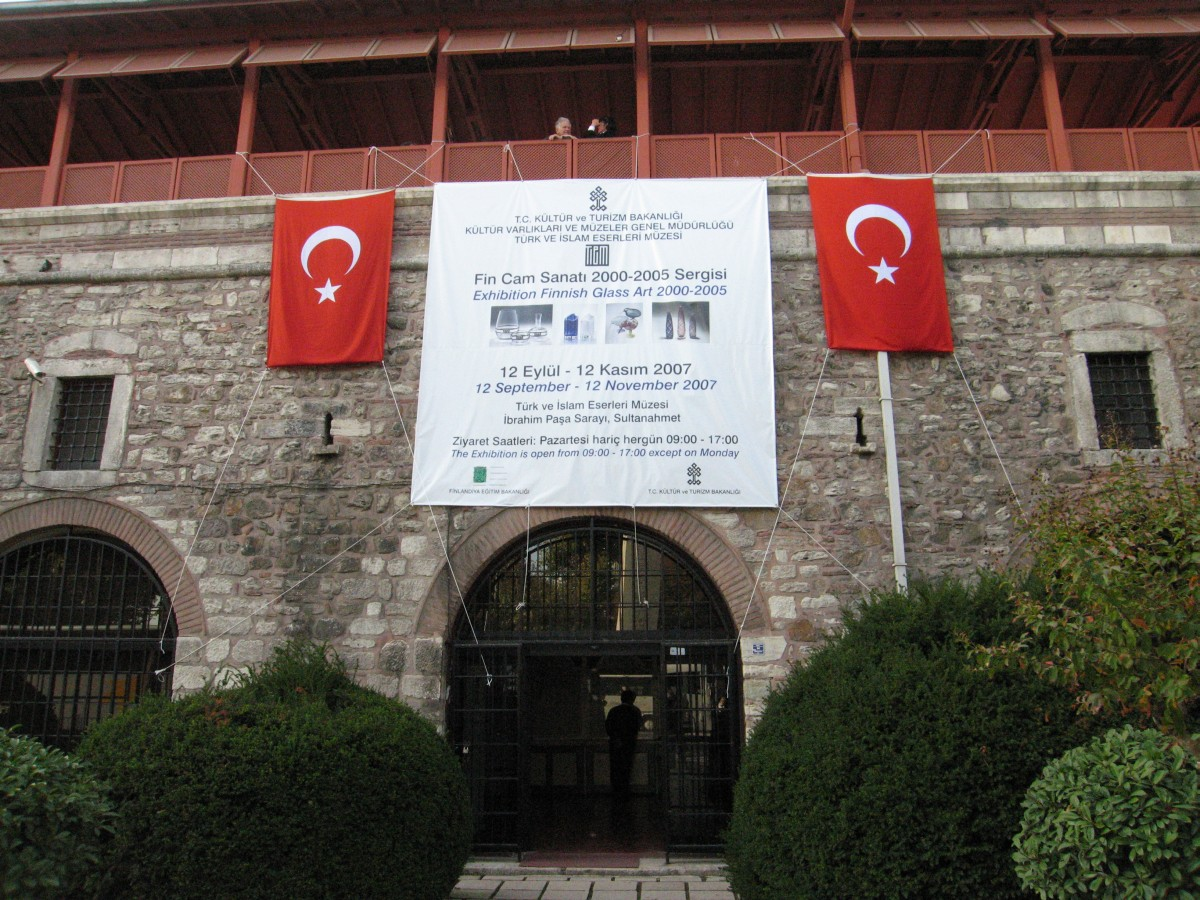
متحف الفنون التركية والإسلامية.

يُلاحظ أن نسبة التنوع الثقافي والاجتماعي والتجاري في إسطنبول في ارتفاع واضح، خاصةً بعد أن أعلنت المدينة عاصمة للثقافة الأوروبية في سنة 2010. تُقام في إسطنبول على الدوام حفلات غنائية لبعض أشهر مغني الپوپ العالميين في فترات معينة من السنة، وبالمقابل فإن عروض الأوبرا[ ؟ ] والباليه والمسرح تستمر دون وجود أي نطاق زمني محدد لها. يزور المدينة عدد من فرق الأوركسترا والترنيمات، إضافة إلى الفنانين المنفردين وفرق الجاز، في المهرجانات الموسمية. يُعد مهرجان إسطنبول السينمائي الدولي أحد أهم المهرجانات السينمائية في أوروبا، كذلك يُقام معرض للفن المعاصر مرة واحدة كل سنتين، يُعتبر من أهم المعارض المخصصة لهذا النوع من الفنون.

### المتاحف

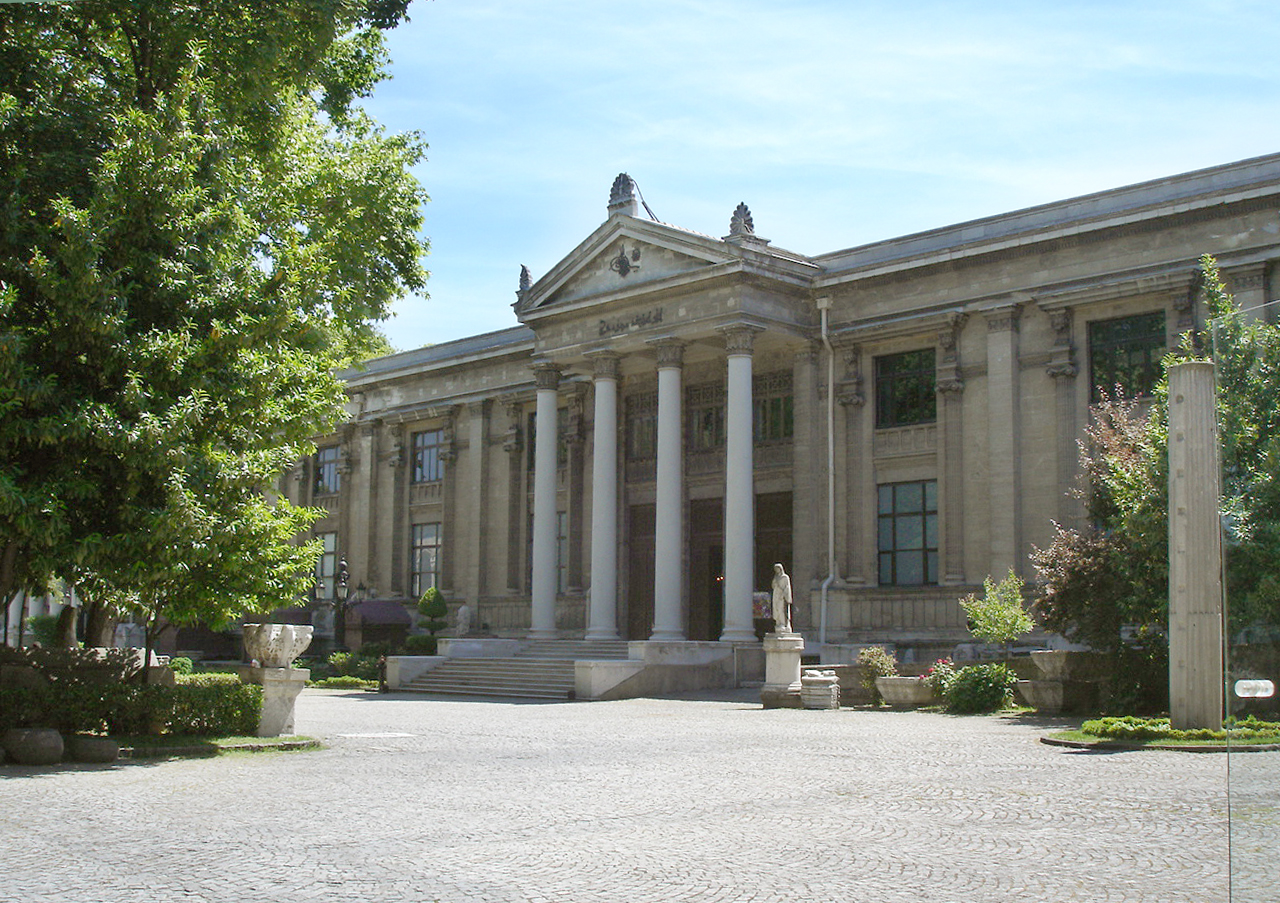
المبنى الرئيسي في مجمّع متاحف إسطنبول الأثرية، الواقع بالقرب من قصر الباب العالي.

وفي إسطنبول عدد كبير من المتاحف، من أبرزها «متاحف إسطنبول الأثرية» (بالتركية: İstanbul Arkeoloji Müzeleri)، وهي عبارة عن مجمّع يتكون من 3 متاحف: متحف الآثار، متحف الشرق القديم، ومتحف الفنون الإسلامية. تأسس هذا المجمّع في سنة 1881، وهو يُعد أحد أكبر المتاحف من نوعه في العالم. يحوي المتحف أكثر من 1,000,000 قطعة أثرية عُثر عليها في مواقع مختلفة من حوض البحر المتوسط، بلاد البلقان، الشرق الأوسط، شمال أفريقيا، وآسيا الوسطى. ومن المتاحف البارزة الأخرى: متحف القصر الكبير للفسيفساء، الذي يحوي الأرضيّات الفسيفسائية العائدة لأواخر العهد الروماني وأوائل العهد البيزنطي، إضافةً إلى الحلي التي عُثر عليها في قصر القسطنطينية الكبير. وبالقرب من هذا المتحف يقع متحفًا آخر هو «متحف الفنون التركية والإسلامية»، الذي يضم تشكيلة كبيرة من الأغراض العائدة لعهود إسلامية مختلفة. وهناك أيضًا «متحف صدبرك هانم» الذي يحوي مجموعة كبيرة من التحف العائدة للحضارات الأناضولية الأولى مرورًا بجميع الحضارات اللاحقة حتى العهد العثماني.
تستضيف صالة الأسلحة في قصر يلدز معرضًا للقطع الأثرية في شهر نوفمبر في بعض السنوات، تُعرض فيه مجموعات نادرة من الأثريات الشرقية والغربية على حد سواء. يُعد سوق الأثريات في حي قرية المجيدية من ناحية «شيشلي»، أكبر أسواق التحف الأثرية في المدينة، يليه حي «چُكركوما» في ناحية بك أوغلي، حيث تقع دكاكين التحف على جانبيّ الشارع لمسافات طويلة. وفي السوق المغطى الكبير، الذي افتتح ما بين سنتيّ 1455 و1461 بأمر من السلطان محمد الفاتح، عدد كبير من دكاكين الأثريات إلى جانب دكاكين الصاغة وبائعي السجاد وغيره من الحرفيات. يُمكن العثور على بعض أقدم الكتب وأندرها في العالم في «سوق التحف الشرقية» الواقع بالقرب من ميدان بايزيد، والذي يُعتبر أحد أقدم أسواق الكتب في العالم، حيث أن الناس ما زالوا يقصدونه في ذات الموقع منذ عهد الإمبراطورية الرومانية وصولاً إلى أيام الدولة العثمانية.
تُستضاف العروض الفنية المباشرة وحفلات الأغاني في عدد من المواقع عبر أنحاء المدينة، بما فيها بعض الأماكن التاريخية، مثل كنيسة آيا إيرين، قلعة روملي حصار، قلعة الأبراج السبعة، باحة قصر الباب العالي، ومنتزه بيت الزهور؛ إضافة إلى مركز أتاتورك الثقافي، قاعة جمال رشيد راي الموسيقية، وغيرها من القاعات المكشوفة والمغلقة. ومن أهم العناصر الثقافية بإسطنبول، الحمامات العامة، التي كانت تُعتبر مكانًا ترفيهيًا خلال العهد العثماني، ومن أبرز الحمامات في المدينة «حمام العمود» الذي شُيد سنة 1584 في ساحة عمود قسطنطين.

### المكاتب

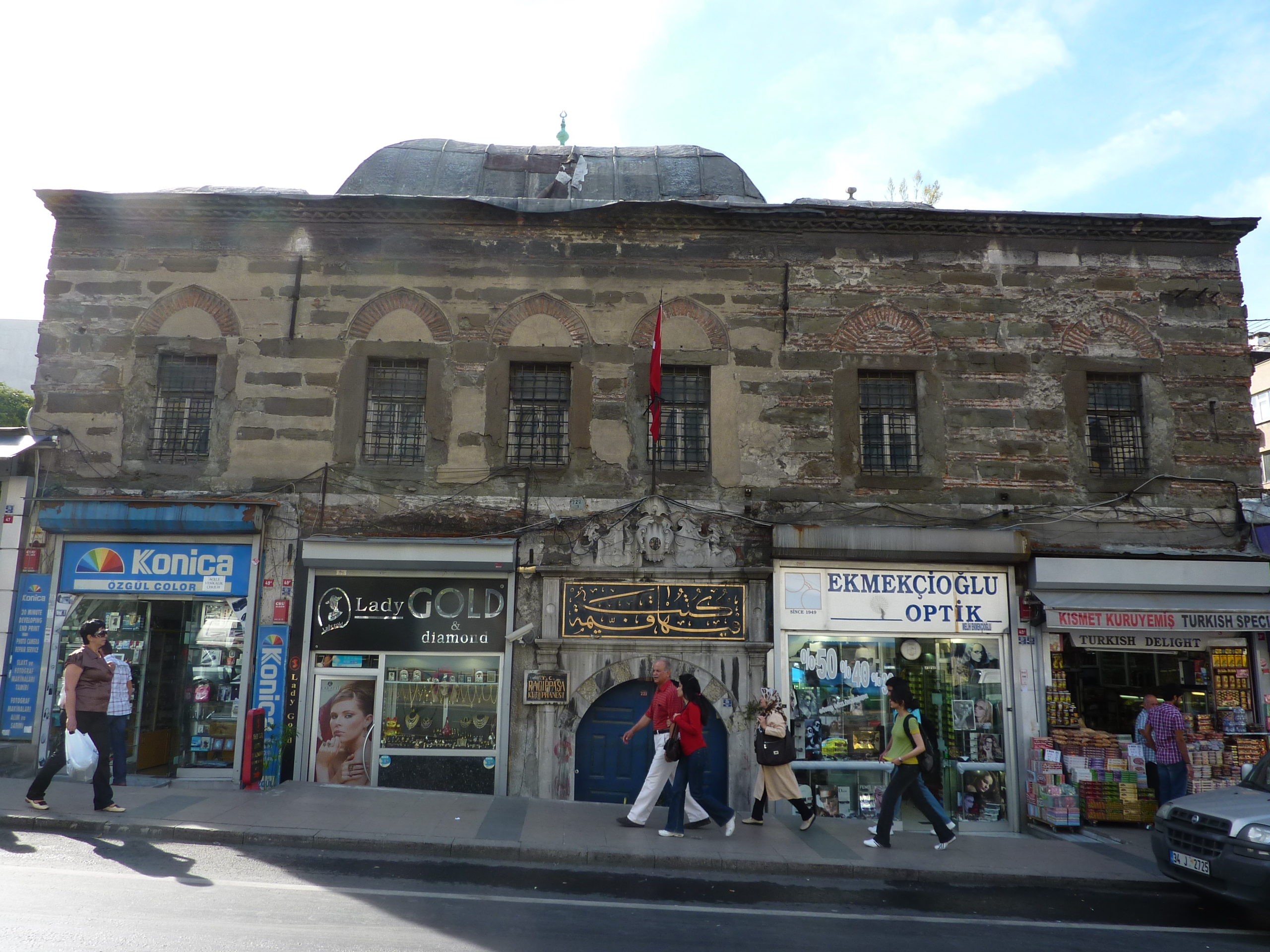
مكتبة راغب باشا.

للمدينة عدة مكاتب تاريخية تحوي بعضها على مخطوطات مهمة، لكن بسبب تحويل كتابة اللغة التركية خلال أوائل القرن العشرين من الأحرف العربية إلى اللاتينية، هذه المخطوطات لا يستطيع العوام قراءتها.
من أهم المكاتب في المدينة مكتبة كوبرولو ومكتبة ملليت ومكتبة متحف قصر الباب العالي ومكتبة عاطف أفندي ومكتبة السليمانية ومكتبة راغب باشا.

### الاستجمام

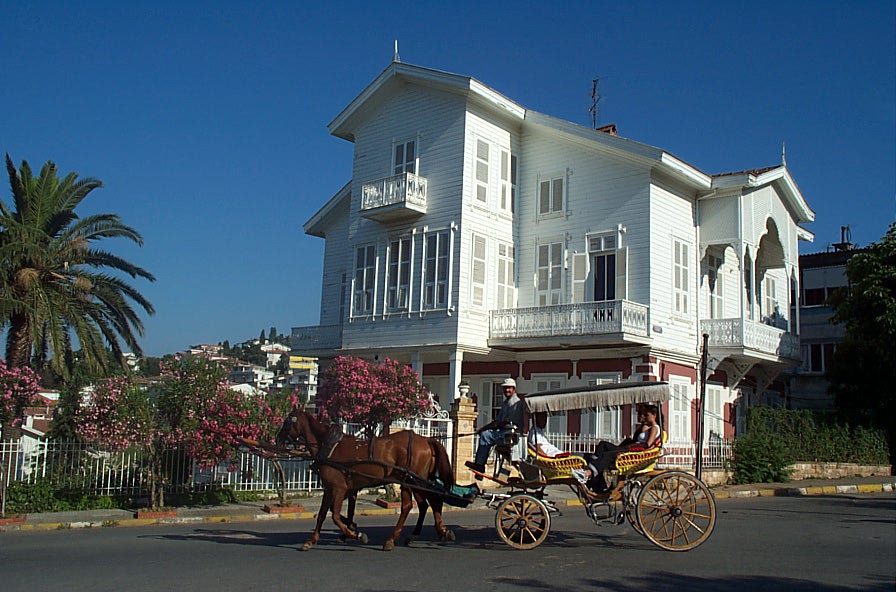
سائق عربة مع بضعة سوّاح على جزيرة من جزر الأمراء.

قامت السلطات المختصة بإغلاق العديد من المسابح والمنتجعات الشاطئية التقليدية في إسطنبول بسبب تلوّث مياه البحر، إلا أن عددًا منها أعيد افتتاحه لاحقًا. ومن أشهر الأماكن التي يقصدها الناس للسباحة بداخل المدينة: قرية النحاس، برج الحمام الصغير، موقع القصر، والبوسفور. أما خارجها فأبرز الأماكن تشمل: جزر الأمراء في بحر مرمرة، سيلڤري، وتوزلا؛ بالإضافة إلى بعض الأماكن الواقعة على ساحل البحر الأسود.
تعدّ جزر الأمراء، الواقعة في بحر مرمرة جنوب ناحيتيّ «عقاب» و«بنديك»، مقصدًا بارزًا للسوّاح، وذلك كونها تحوي بعض عوامل الاستقطاب لطالبي الراحة والاستجمام، مثل قصورها العثمانية المبنية على الطراز التقليدي الحديث وطراز الفن الجديد، والتي كان السلاطين يلجأوون إليها للاستراحة من عناء الحكم خلال أواخر القرن التاسع عشر وأوائل القرن العشرين. ومن عوامل الاستقطاب أيضًا العربات التي تجرها الخيول، إذ أن السيارات غير مسموح بتواجدها على أي من تلك الجزر، والمطاعم المتخصصة بتقديم المأكولات البحرية. يمكن الوصول لهذه الجزر باستخدام العبّارات أو الحافلات البحرية السريعة. يبلغ عدد جزر الأمراء 9 جزر، منها 5 فقط مأهولة بالسكان.

### التسوّق

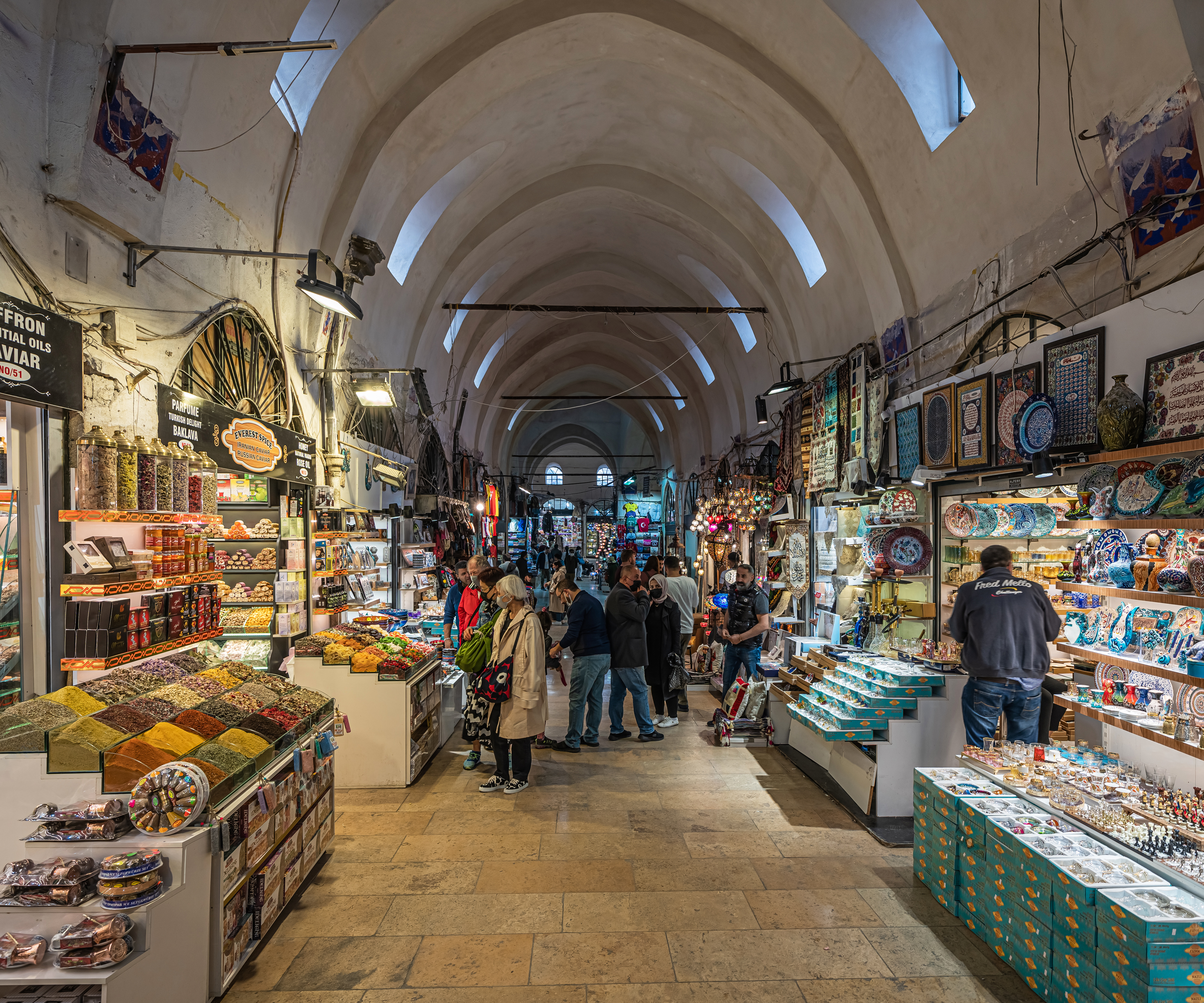
السوق الكبير المغطى، أحد أشهر وأكبر الأسواق الشرقية في العالم.

في إسطنبول عدد من مراكز التسوق التاريخية، من شاكلة: السوق الكبير المغطى (1461)، سوق محمود باشا (1462)، والسوق المصري أو سوق البهار (1660). افتتح أول مركز تسوق حديث بالمدينة سنة 1987، وهو «معرض قرية الأب» (بالتركية: Galleria Ataköy)، ثم تلاه افتتاح عدد كبير من المراكز في السنوات اللاحقة، مثل «المركز الأبيض» (بالتركية: Akmerkez) سنة 1993، وهو المركز التجاري الوحيد الذي فاز بجائزتيّ «أفضل مركز تسوق في أوروبا» و«أفضل مركز تسوق في العالم» التي يمنحها المجلس الدولي لمراكز التسوق (ICSC)؛ مركز تسوق مترو سيتي (2003)؛ مركز شيشلي الثقافي والتجاري (2005) الذي يُعتبر أكبر مراكز التسوق في أوروبا؛ ومركز كانيون للتسوق (2006) الذي فاز بجائزة أفضل تصميم معماري لسنة 2006. وفي إسطنبول مركزين تجاريين مخصصين للمستهلكين ذوي الأجور المرتفعة، هما مركز منتزه إستنيه (2007) ومركز نيشان تاشي (2008)، حيث لا يُعرض فيهما سوى الأصناف والعلامات التجارية العالمية باهظة الثمن.

### المطاعم
تنتشر في إسطنبول عدّة مطاعم أوروبية وشرق آسيوية إلى جانب المطاعم المحليّة وغيرها من المطاعم التي تقدم أنواعًا مختلفة من أطباق المطابخ العالمية. تقع معظم الخمّارات والحانات التاريخية بالمدينة في ناحية بك أوغلي بالمناطق المحيطة بجادة الاستقلال. وفي الجادة سالفة الذكر رواق تاريخي مشهور يُسمى «رواق الزهور» (بالتركية: Çiçek Pasajı) فيه عدد من الحانات والمطاعم، ويعود تاريخ إنشاء هذا الرواق إلى القرن التاسع عشر، وذلك على يد المهندس اليوناني «كريستاكيس زوغرافوس أفندي» الذي بناه على أنقاض «مسرح نعّوم» وافتتح في سنة 1876. وفي نفس المنطقة أيضًا يقع شارع «نيڤيزيده» ذي المطاعم المجاورة لبعضها البعض.
يمكن العثور على حانات تاريخية أخرى في المناطق المحيطة «بمعبر النفق» و«شارع مسجد الكرمة». وقد أعادت السلطات المختصة إحياء بعض الأحياء القديمة المحيطة بجادة الاستقلال في السنوات الأخيرة الماضية، بنسب متفاوتة من النجاح؛ ومن هذه الأحياء «شارع الجزائر» (بالتركية: Cezayir Sokağı) الواقع بالقرب من ثانوية غلطة سراي، والذي تعارف الناس على تسميته «بالشارع الفرنسي» (بالفرنسية: La Rue Française)، بسبب انطباعه بالطابع الفرانكوفوني، حيث توجد فيه الكثير من الحانات والمقاهي والمطاعم التي تُعزف فيها الموسيقى الحية، كما في المطاعم والمقاهي النمطية الفرنسية.
تشتهر إسطنبول أيضًا بمطاعمها المختصة بتقديم الأطباق البحرية. وأشهر المطاعم البحرية فيها هي تلك التي تقع على شواطئ البوسفور وبحر مرمرة بجنوب المدينة. بها عدد من المطاعم البحرية المشهورة على الجزر الكبرى من جزر الأمراء، وبالقرب من المدخل الشمالي للبوسفور من ناحية البحر الأسود.

### الترفيه
كثير من الملاهي الليلية والمطاعم والحانات والمقاهي الباذخة تُقدم عروضًا موسيقية مباشرة في جميع أنحاء المدينة. ويرتفع عدد هذه الأماكن المخصصة للهو في الصيف خصوصًا، حيث تنتقل أحيانًا لتقديم عروضها في الهواء الطلق بسبب كثافة الحضور. وتظهر أكبر تجمعات الملاهي الليلية والمطاعم والحانات، إضافةً لمعارض الفن والمسارح ودور السينما، في المناطق المحيطة بكل من: جادة الاستقلال، المرمى، بيبك، وقرية القضاة. يُعتبر ملهيا «بابل» و«نو پيرا» الواقعان في ناحية بك أوغلي، من أشهر الملاهي الليلية المقصودة صيفًا شتاءً.
أما أهم الملاهي الليلية الصيفية التي تُقام في الهواء الطلق فتشمل عددًا من تلك الموجودة على شاطئ البوسفور، مثل ملاهي: "Sortie"، "Reina"، و"Anjelique" في حي أورطاكوي. وفي ذات الحي تقع حانة تُقدم عروضًا عالية الأداء لموسيقى الجاز تُعرف باسم «حانة Q للجاز».
تستضيف المسارح المهمة في إسطنبول الحفلات الغنائية للمطربين والفرق الموسيقية العالمية، ومن أبرز هذه المسارح: ميدان إسطنبول في حي مسلك، وميدان السبيل الجاف الواقع على البوسفور. وفي حي مسلك «منتزه الغابة» (بالتركية: Parkorman)، الذي استضاف حفل توزيع جوائز إم تي ڤي سنة 2002، ويُعد من أبرز الميادين التي تقام بها الحفلات الغنائية المباشرة والاحتفالات الحماسية الصيفية.

### الإعلام

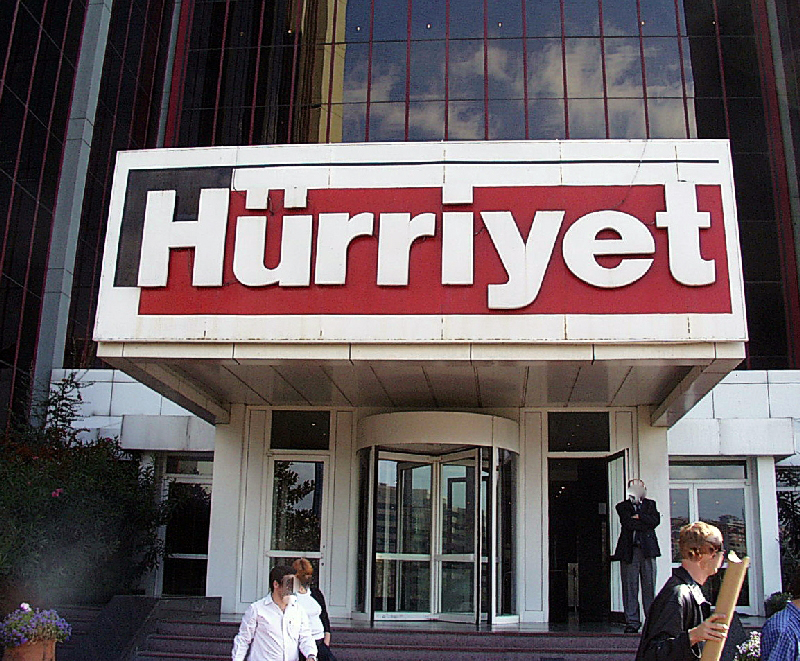
مركز جريدة حريَّات الإسطنبوليَّة، التي تأسست سنة 1948.

طُبعت أولى الصحف التركية بإسطنبول بتاريخ 1 أغسطس سنة 1831، تحت اسم تقويم وقايع، وذلك في ناحية الباب العالي، التي أصبحت بعد ذلك مركز دور النشر في البلاد. وفي المدينة عدد من النشرات الدورية المحلية والأجنبية المعبّرة عن أراء ووجهات نظر مختلفة ومتنوعة، وبهذا فإن إسطنبول تعدّ عاصمة النشر في تركيا. تتخذ معظم الصحف التركية من إسطنبول مقرًا رئيسيًا، وتُصدر نشراتها بالتزامن مع النشرات الصادرة في كل من أنقرة وإزمير. ومن الصحف الرئيسية المتمركزة بإسطنبول: صحف «حرية»، «ملة»، «صباح»، «راديكال»، «جمهورية»، «زمان»، «تركيا»، «أقسام»، «بوگون»، «ستار»، «دنيا»، «العبرة»، «گونس»، «وطن»، «پوستا»، «تقويم»، «وقت»، «الشفق الجديد»، «المتعصب»، و«الأخبار اليومية التركية». وفيها الكثير من قنوات ومحطات التلفزة المتمركزة بإسطنبول مثل: CNBC-e، سي إن إن التركية، إم تي ڤي التركية، فوكس التركية، فوكس الرياضية التركية، NTV، قناة درب التبانة، القناة D، قناة ATV، قناة شوو، قناة ستار، Cine5، قناة سكاي التركية، أخبار TGRT، القناة 7، القناة التركية، قناة فلاش، وغيرها. وفيها ما يزيد عن 100 قناة إذاعية تُبث على موجة إف أم.

### الرياضة

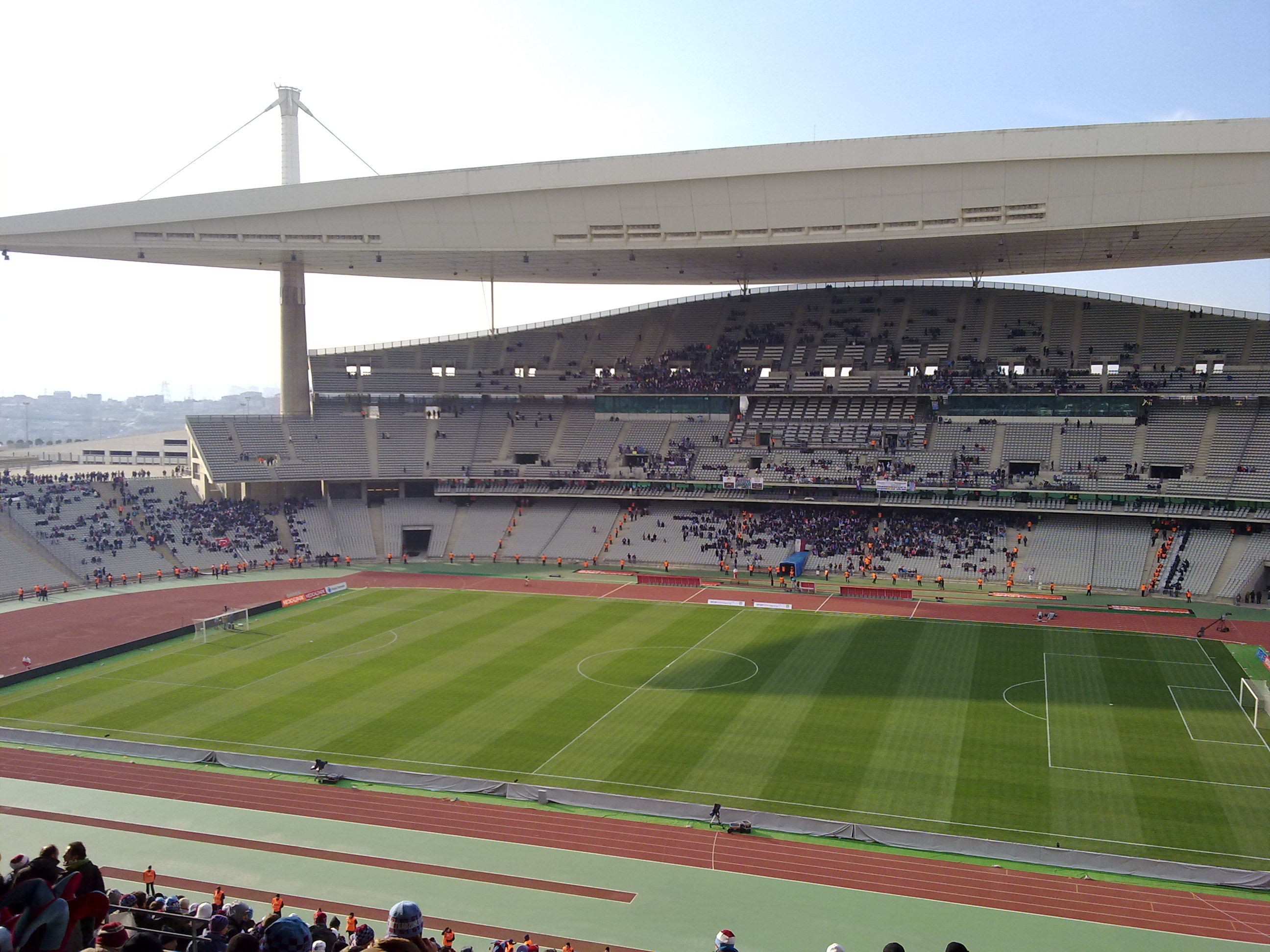
استاد أتاتورك الأولمبي الدولي.

خلال العهد الروماني والبيزنطي، كانت أكثر أنواع الرياضة شعبيةً بالمدينة هي سباق عربات الكوادريگا، الذي كان يُقام في مضمار سباق القسطنطينية القادر على استيعاب 100,000 متفرّج. أما اليوم فإن أكثر أنواع الرياضة شعبيةُ هي كرة القدم، كرة السلة، والكرة الطائرة. ومن أشهر الفرق الرياضية الإسطنبولية ذات الشهرة العالمية: بيشكتاش، غلطة سراي وفنربخشة في مجال كرة القدم؛ فرق بيشكتاش، إفس بلسن وفنار بهجة أولكر وغلطة سراي كافيه كراون في مجال كرة السلة؛ وفرق بيشكتاش، مصرف الوقف وفنار بهجة في مجال كرة اليد.
يُعتبر استاد أتاتورك الأولمبي أضخم استاد متعدد الاستعمالات في تركيا، ويصنفه الاتحاد الأوروبي لكرة القدم على أنه من ضمن الملاعب ذات فئة الخمس نجوم. استضاف الاستاد نهائي دوري أبطال أوروبا لسنة 2005. كذلك، استضاف استاد شروق ساركوغلو، وهو أرض فريق فنار بهجة، نهائي كاس الاتحاد الاوربى لسنة 2009، الذي يُعتبر آخر كأس للاتحاد الأوروبي لكرة القدم قبل تغيير اسمه إلى الدوري الأوروبي.
تستضيف إسطنبول أيضًا عددًا من سباقات الآليات سنويًا، مثل سباق الفئة الأولى التركي، وسباق موتو جي پي التركي للدراجات النارية، بطولة العالم لسيارات السياحة التي ينظمها الاتحاد الدولي للسيارات، سلسلة GP2، وسلسلة لو مان، وذلك في حلبة منتزه إسطنبول للسباق. وتستضيف المدينة بين الحين والأخر بطولة العالم للزوارق السريعة من الفئة الأولى، إضافة لسباق اليخوت والمراكب الشراعية. وفيها بعض من أنواع الرياضة أخذت شعبيتها بالازدياد مؤخرًا، مثل كرة المضرب الفروسية والگولف.

## أعلام إسطنبول

رجب طيب أردوغان.

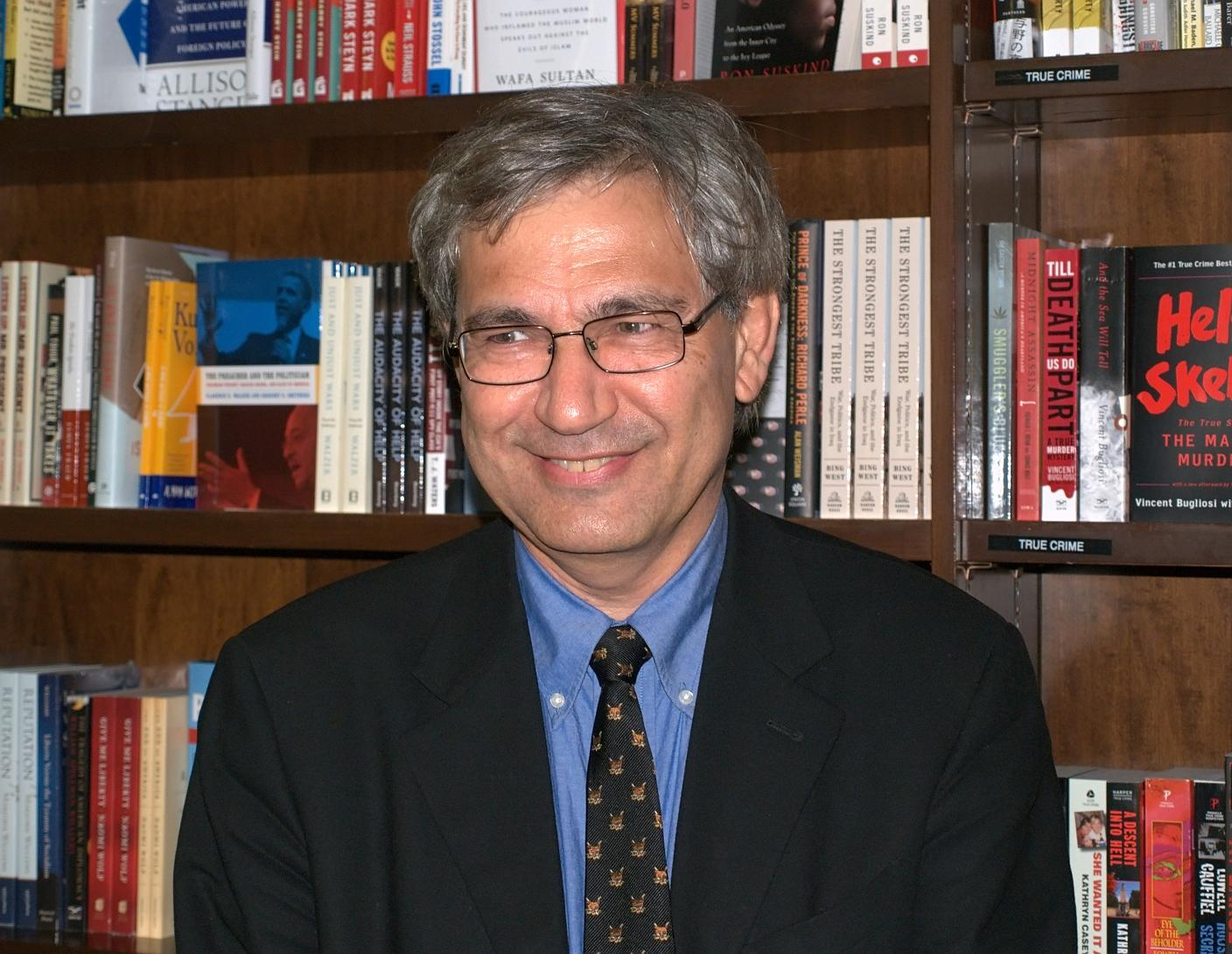
أورخان باموق.

خرج من إسطنبول العديد من أهل العلم والأدب والموسيقى والفن والسياسة، منهم:
- أحمد أرتيگون، مؤسس ورئيس شركة أتلانتيك للتسجيلات ورئيس مجلس إدارة متحف الروك آند رول.
- عارف ماردين، منتج اسطوانات تركي أمريكي، عمل مع المئات من الفنانين وعلى أنماط مختلفة من الموسيقى، مثل الجاز، الروك، الديسكو، وموسيقى الريف.
- إيليا قازان، مخرج سينمائي ومسرحي، منتج، كاتب سيناريوهات، وروائي.
- جم ألماظ، كوميدي، ممثل، رسّام للشخصيات الكرتونية، كاتب سيناريوهات.
- بولنت أجاويد، قائد حزب الشعب الجمهوري، ومن ثم حزب اليسار الديمقراطي، ورئيس وزراء تركيا 4 مرات.
- فخري كوروتورك، الرئيس السادس للجمهورية التركية.
- فاطمة گيريك، ممثلة ومن ثم أصبحت سياسية.
- خلدون تانر، كاتب مسرحي
- أورخان بوران، مقدم برامج تلفزيونية وإذاعية، وممثل.
- أورخان باموق، كاتب وروائي شهير وأستاذ في جامعة كولومبيا، متخصص في الأدب المقارن وأساليب الكتابة.[235] فائز بعدد من الجوائز منها جائزة نوبل للآداب سنة 2006.[236]
- جورجيوس الخامس، بطريرك القسطنطينية من سنة 1797 حتى سنة 1798، ثم من سنة 1806 إلى سنة 1808، وأخيرًا من سنة 1818 إلى سنة 1821.
- رجب طيب أردوغان، محافظ إسطنبول ورئيس الحُكومة التُركيَّة سابقًا، ورئيس الجُمهوريَّة الحالي.
- نهاد قهوجي، لاعب كرة قدم في نادي بشكطاش، وفي المنتخب التركي لكرة القدم.
- أردا توران، لاعب كرة قدم في نادي برشلونة، وفي المنتخب التركي لكرة القدم.
- سميحة بيركسوي، إحدى أوّل مغنيات الأوبرا التركيّة.

## مدن متوأمة
تضاعف عدد المدن المتوأمة مع إسطنبول منذ سنة 1993 ليصل إلى 61 مدينة حاليًا:
| أوروبا - اليونان، أثينا - أذربيجان، باكو - ألمانيا، برلين - إسبانيا، برشلونة - المجر، بودابست - ألمانيا، كولونيا - رومانيا، كونستانتسا - ألبانيا، دوريس - إيطاليا، فلورنسا - روسيا، قازان - المملكة المتحدة، لندن - أوكرانيا، أوديسا - بلغاريا، بلوفديف - جمهورية التشيك، براغ - هولندا، روتردام (حتَّى سنة 2017 ثُمَّ أُلغيت) - روسيا، سانت بطرسبيرغ - البوسنة والهرسك، سراييفو - مقدونيا، سكوبيه - السويد، ستوكهولم - فرنسا، ستراسبورغ - إيطاليا، البندقية - بولندا، وارسو | آسيا - كازاخستان، ألماتي - الأردن، عمان - لبنان، بيروت - تايلاند، بانكوك - كوريا الجنوبية، بوسان - سوريا، دمشق - الإمارات العربية المتحدة، دبي - فيتنام، هو تشي منه - إيران، أصفهان - إندونيسيا، جاكرتا - السعودية، جدة - ماليزيا، جوهر بهرو - أفغانستان، كابول - باكستان، لاهور - تركمانستان، ماري - قرغيزستان، أوش - أوزبكستان، سمرقند - الصين، شانغهاي - اليابان، شيمونوسكي، ياماغوتشي - إندونيسيا، سورابايا - إيران، تبريز - الصين، شيان | الأمريكيتان - الأرجنتين، بوينس آيرس - فنزويلا، كاراكاس - كوبا، هافانا - الولايات المتحدة، هيوستن، تكساس - المكسيك، مكسيكو - البرازيل، ريو دي جانيرو - كندا، تورونتو أفريقيا - مصر، القاهرة - مصر، الإسكندرية - الجزائر، قسنطينة - السودان، الخرطوم - المغرب، الرباط |

## اقرأ أيضا
- غوريم